# Carl Piper (1647–1716)
Carl Piper, född 29 juli 1647 i Stockholm, död 29 maj 1716 i Nöteborg, var en svensk greve och statsman samt stamfader för den grevliga grenen av ätten Piper. Han var en av kung Karl XII:s närmaste rådgivare inom inrikes- och utrikespolitiska frågor.
Piper studerade på Uppsala universitet och inledde sin karriär som ämbetsman i Karl XI:s fältkansli och i Kammarkollegiet. För sitt arbete i Karl XI:s reduktioner utnämndes han 1689 till statssekreterare och kansliråd. Efter Karl XII:s trontillträde 1697 blev han utnämnd till kungligt råd och statsråd samt erhöll friherrlig och grevlig värdighet. I det stora nordiska kriget tjänade han som chef i Karl XII:s fältkansli och ansvarade för underhandlingarna med fiendeländerna Polen och Sachsen, vilket ledde till frederna i Warszawa och Altranstädt och till kung August II:s detronisering. År 1705 utnämndes han till överstemarskalk och räknades som Karl XII:s förste minister. Han deltog i kungens fälttåg mot Ryssland men efter slaget vid Poltava 1709 råkade han i rysk fångenskap. Han tillbringade åren i Ryssland med att driva ett förvaltningskontor i Moskva för att bistå de övriga svenska krigsfångarna, men efter uteblivna fångutväxlingar och hårda påtryckningar från rysk sida blev Piper fängslad i Nöteborg, där han dog före fredsslutet.
Piper utövade ett stort inflytande både hos Karl XI och Karl XII, vilket gjorde honom mycket uppvaktad och avskydd bland svenska ämbetsmän och utländska sändebud. Hans gifte med den förmögna Christina Törne, senare Piper, och hans goda hushållning gjorde honom till en av Sveriges största jorddrottar på sin tid. Under hans bortavaro och fångenskap, liksom efter sin död, förkovrades hans förmögenhet och jordegendomar av Christina, som byggde ett stort jordbruks- och industriimperium i Skåne och blev en av Skånes mest betydelsefulla entreprenörer, byggmästare och godsägare.

## Barndom och härkomst (1647–1668)
Carl Piper föddes den 29 juli 1647 i Stockholm. Han var son till häradshövdingen och kamreraren i Krigskollegium Carl Piper och rådmansdottern Ingrid Charlotta Ekenbom. Hans tre styvbröder, Mikael, Olof och Nils, blev senare borgmästare i Stockholm, och hans äldre kusin Hinrich var ståthållare över Ingermanland och adlades 1678 av kung Karl XI. Väldigt lite är känt om Carls barndom. Carls far dog när han var tre år gammal. Två år senare gifte hans mor om sig med rådmannen Hans Olofsson Törne. Som trettonåring började Carl studera på Uppsala universitet.

## Tidig karriär (1668–1697)

Carl Piper (1681) av David Klöcker Ehrenstrahl.

Efter avslutade universitetsstudier ingick Piper den 27 maj 1668 som kopist i det kungliga kansliet, efter rikskanslern Magnus Gabriel De la Gardies godkännande. Under sensommaren 1673 ingick han som kanslist i den svenska ambassaden i Ryssland under ledning av riksrådet Gustaf Oxenstierna. Den besvärliga resan till Ryssland pågick under tre månader, och den svenska delegationen ägnade flera veckor åt att uppvakta tsar Aleksej Michajlovitj innan denne var färdig att ta emot dem. Under Oxenstiernas förhandlingar med tsaren kom parterna fram till ett avtal om ökad tullfrihet som underlättade för svenska handelsmän i Ryssland och ryska handelsfartyg i Östersjön. Delegationen vistades i sex månader i Ryssland och ägnade sig åt underrättelseverksamhet bland befolkningen och gjorde listor över utländska officerare i rysk tjänst, i syfte att bilda sig en uppfattning om Rysslands tillstånd. Piper fick en god erfarenhet och bild av den ryska politiska kulturen och denna skulle vara viktig för honom senare under karriären. Piper tjänstgjorde någon tid som sekreterare vid defensionsverket i Östersjöprovinserna.
Den 15 januari 1677, mitt under Skånska kriget, utsågs Piper till registrator vid fältkansliet i Skåne. Hans insatser i kansliet gjorde att Karl XI den 17 juni 1679 utsåg honom till sekreterare i Kammarkollegium och den 31 juli samma år adlade honom, varefter Piper snart kom att tillhöra rikets inre styrelse. Han arbetade med Karl XI:s reduktioner, där adelsgods indrogs till den svenska kronan, och i räfsten mot den gamla förmyndarregimen; ärenden som gjorde Piper hatad i högadliga kretsar men till en trogen tjänare till kronan. Den 14 mars 1689 utnämndes han av Karl XI till statssekreterare och kansliråd. Vid denna tid stod han som högst i gunst hos Karl XI, och deltog i kungens björnjakter. På midsommardagen 1692 deltog Piper i kungens entourage på Uppsala slott, där trupper mönstrades och en ny rektor vid universitetet installerades. Samma dag slog en blixt ned i slottets norra torn, där den passerade en fönsterruta och träffade Piper och flera andra i tornet, inklusive kungen, dock utan att någon tog allvarlig skada.
Piper tillbringade sin ämbetstid på resande fot under Karl XI:s resor runt om det svenska riket, där denne exercerade trupper och besökte gods och kyrkor. Resorna var oftast långa och påfrestande, men gav samtidigt utmärkta möjligheter till att få vara i kungens närhet och vinna dennes förtroende. Piper skänkte en stor sköldpadda från Spanien till Karl XI, som lät hovmålaren David Klöcker Ehrenstrahl måla av den och hänga upp tavlan i kungsgården i Kungsör. Pipers inflytande på kungen eftertraktades av framträdande personer som pfalzgrevinnan Maria Elisabeth, riksrådet Gustaf Adolf De la Gardie och ämbetsmannen Johan Paulin Olivecrantz, vilka sökte sig till Piper för att be honom om att lägga ett gott ord för dem inför kungen.

### Äktenskap och familj

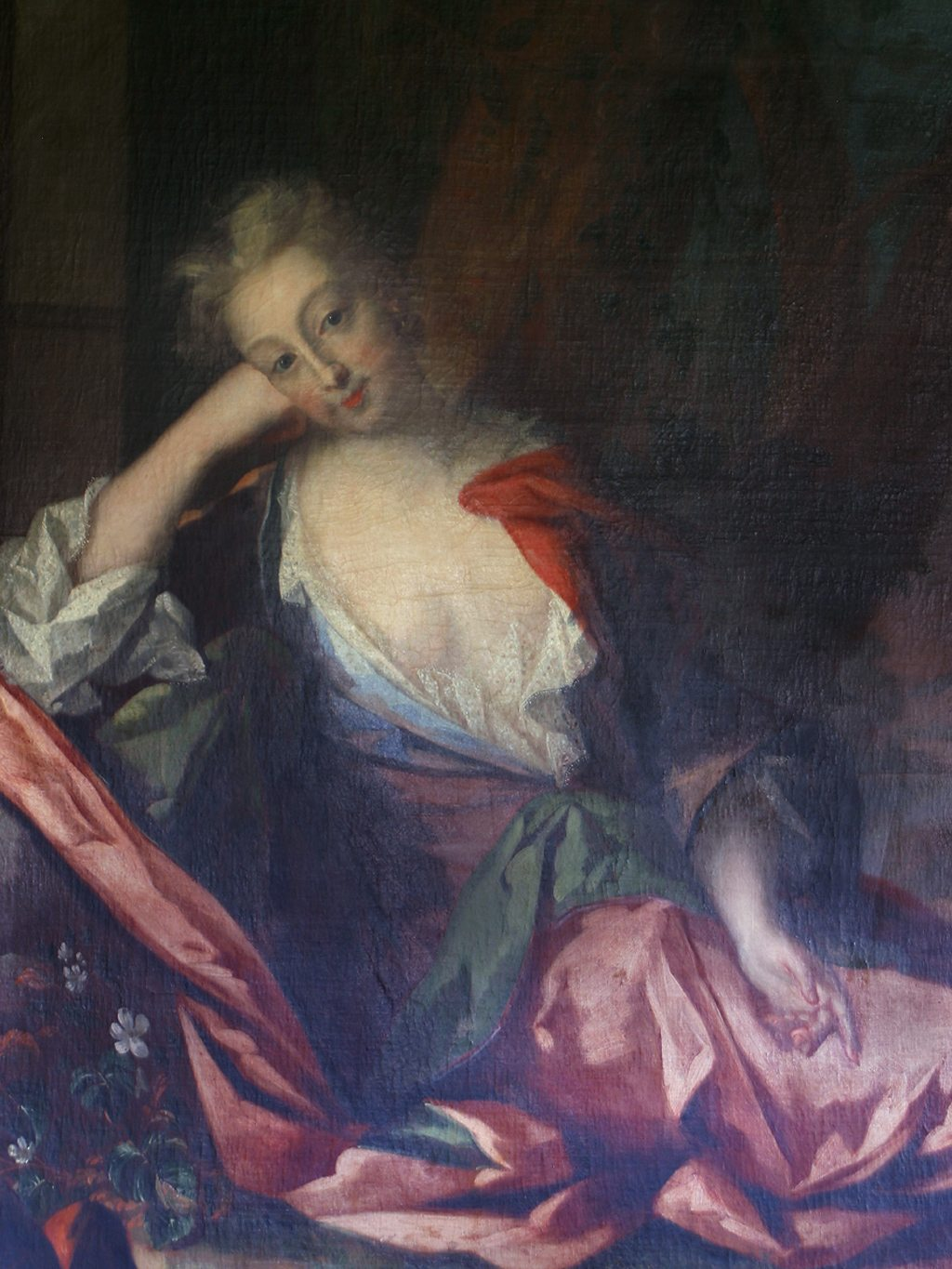
Christina Piper (1700) av David von Krafft.

Piper ingick äktenskap med Christina Törne (1673–1752), dotter till Pipers styvbror grosshandlaren Olof Hansson Törne (adlad Törnflycht år 1698), vilket gjorde äktenskapet till ett resonemangsparti. Vigseln ägde rum den 13 februari 1690 i Storkyrkan i Stockholm och förrättades av Matthias Iser. Genom sitt gifte med henne förvärvade Piper en stor förmögenhet och av hustruns föräldrar fick paret bröllopsgåvan Petersenska huset vid Munkbron i Gamla stan. Paret flyttade in i huset samma år och bodde där under resten av 1690-talet.
I Stockholm var spädbarnsdödligheten hög och den Piperska familjen var hårt drabbad. I äktenskapet föddes åtta barn:
- Christina Charlotta Piper (1691)
- Ingrid Margareta Piper (1692)
- Charlotta Christina Piper (1693–1727)
- Hedvig Ulrika Piper (1695)
- Hedvig Maria Piper (1697–1767)
- Ulrika Eleonora Piper (1698–1754)
- Carl Fredrik Piper (1700–1770)
- Sofia Carolina Piper (1707–1732)

År 1691 föddes parets första dotter som döptes den 2 juli under namnet Christina Charlotta, men som dog späd. Året därpå, den 6 juni, döptes en dotter som gavs namnet Ingrid Margareta, men som även hon dog späd. Den tredje dottern föddes den 24 september 1693 och fick först namnet Juliana, men kom senare att kallas Charlotta Christina och levde vidare till vuxen ålder. Den fjärde dottern döptes den 11 september 1695 under namnet Hedvig Ulrika. Även hon dog mycket tidigt. Den femte dottern föddes den 11 augusti 1697 och gavs namnet Hedvig Maria. Den sjätte dottern Ulrika Eleonora föddes 26 oktober 1698 och liksom sina systrar Hedvig Maria och Charlotta Christina levde hon till vuxen ålder. Greve Johan Gabriel Stenbock stod fadder till Ulrika Eleonora och skänkte en ansenlig gåva till henne. Barnens namn hedrade parets närmaste släktingar och kungafamiljen. Den 20 februari 1700 föddes parets ende son, som fick namnet Carl Fredrik. Den 6 november 1707 föddes en sjunde dotter, som fick namnet Sofia Carolina, och prinsessan Ulrika Eleonora anmälde sig som dopvittne.
Dottern Charlotta Christina gifte sig den 12 maj 1715 med greve Ture Gabriel Bielke, överste för Bohusläns dragoner. Familjen Bielkes ekonomi och status hade vid denna tid dränerats och flera av deras hus och gårdar förpantades av kronan. Hon bistod Bielkes ekonomi genom att erbjuda honom ett lån mot egendomen Örbyhus i Uppland som pant samt lösa panten för två av familjen Bielkes stenhus i Stockholm som gåva till Charlotta Christina. Under samma månad som sin syster, gifte sig Hedvig Maria med generalmajoren Sten Arvidsson Natt och Dag, som Christina bistod genom att lösa ut Arvidssons syster och svåger ur släktgodset Magda så att han blev ensam ägare. Ulrika Eleonora gifte sig 1718 med generalmajoren friherre Bengt Ribbing. Sofia Carolina gifte sig den 4 juli 1723 med generalmajoren och fortifikationsdirektören Axel Löwen. Sonen Carl Fredrik gifte sig 1731 med grevinnan Ulrika Christina Mörner af Morlanda, dotter till fältmarskalken Carl Mörner.

## Kungligt råd och gunstling (1697–1700)
Karl XI avled den 5 april 1697 och överlämnade tronen till sin son och efterträdare, Karl XII. Trots att Karl XII endast var 15 år gammal myndigförklarades han och den 14 december 1697 kröntes han till enväldig kung. Under nyårsafton samma år utnämnde den nye kungen Piper, jämte Tomas Polus, till kungligt råd och statsråd, ett beslut som överrumplade de närvarande rådsmedlemmarna. I Karl XII:s skara av rådgivare, där Piper och Polus ingick, fanns kanslipresidenten Bengt Oxenstierna och generallöjtnanten Carl Gustaf Rehnskiöld, kungens främste militäre rådgivare. Dessa fyra hade Karl XI:s förtroende och bortsett från Oxenstierna tillhörde de den nya adeln som Karl XI sökt mest stöd från. Flera högadelsmän fick sina gamla privilegier begränsade eller avskaffade, medan ofrälse och nyadlade fick höga ämbeten. Karl XII fortsatte i sin fars bana och valde sina rådgivare baserat på deras erfarenheter och lojalitet. Den franske ambassadören Jean Antoine de Mesmes d'Avaux rapporterade till Paris att Piper var en råbarkad och obildad person som nått sin ställning hos kungen på grund av sitt förakt för den gamla adeln. När Karl XI härskade skötte han statens affärer i sitt sovrum tillsammans med Piper och talade statsangelägenheter med Oxenstierna och övriga rådgivare som hade tillträde i rummet. När Karl XII kom till makten flyttade han arbetsplatsen till ett kabinett och stängde in sig med den han ville arbeta med, vilket oftast blev med Piper eller Polus. Enligt d'Avaux ska Oxenstierna ha varit mycket förödmjukad när han tvingades vänta utanför kabinettet tillsammans med de övriga rådsherrarna medan kungen arbetade med Piper bakom stängd dörr.
| ” | "Eftersom denne (Piper) är statssekreterare och vanligen har alla rikets affärer om hand, både civila och militära, är han ständigt hos konungen för att redogöra för inlagor som man har ingett eller för att få brev undertecknade." | „ |
| – Jean Antoine de Mesmes d'Avaux, Ur d'Avaux brev till kung Ludvig XIV av Frankrike, daterat 8 december 1697. | |   |

Ett ytterligare slag mot den högadliga kretsen blev när Piper iscensatte en intrig för att få fältmarskalken och kungliga rådet Nils Bielke att råka i onåd hos kungen. Bielke ställdes inför rätta för maktmissbruk och på Pipers inrådan beslutade Karl XII, utan att vänta på rättegång och dom, att ta ifrån honom alla hans titlar och konfiskera hans egendomar och 100 000 riksdaler från hans bankkonto; en stor del av Bielkes förmögenhet skickades till Pommern och Piper fick Bielkes silver som kunglig gåva. Bielke fängslades och efter en lång rättsprocess avkunnades en samfälld dom den 15 april 1705, där han fälldes för både ämbetsbrott och diplomatiskt landsförräderi och dömdes till döden. Domen verkställdes inte i tid och Bielkes vänner ansatte Piper hårt, vilket slutade med att Karl XII, i en resolution som lästes upp i hovrätten den 1 juni 1705, benådade Bielke till livet.

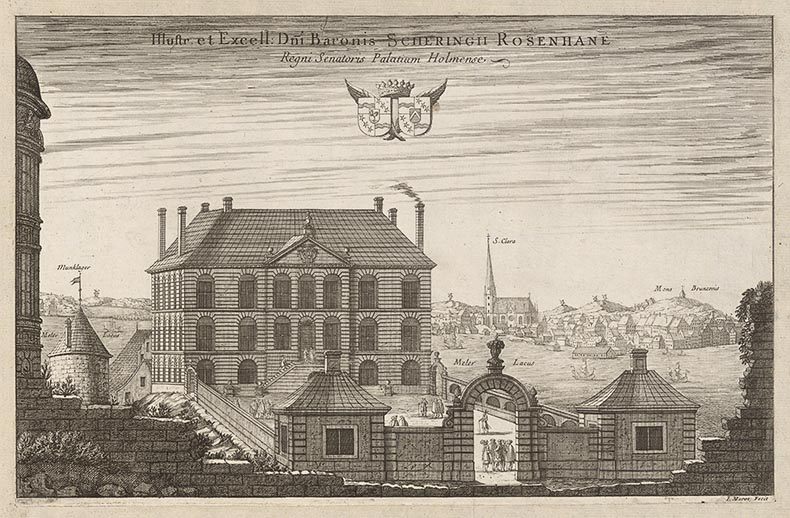
Schering Rosenhanes palats på Riddarholmen var Pipers arbetsplats efter att hans tidigare plats i slottet Tre kronor brändes ner i maj 1697. Ur Suecia antiqua et hodierna.

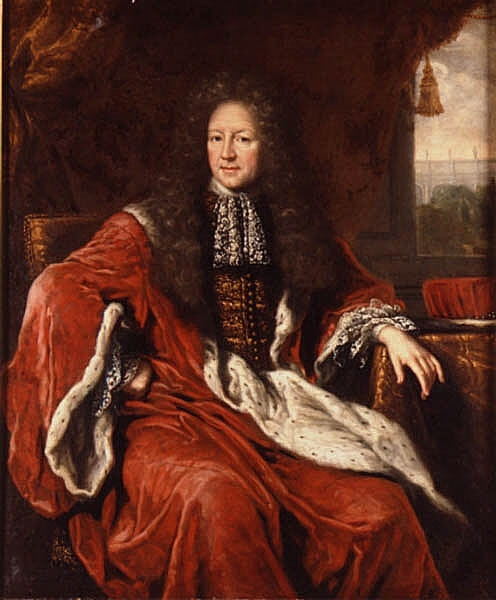
Kanslipresident Bengt Oxenstierna (1690) av David Klöcker Ehrenstrahl.

Pipers position hos kungen har noterats bland annat i att han den 3 januari 1698, jämte Polus, upphöjdes på en gång i friherrligt och grevligt stånd. Under det Holsteinska raseriet, då den unge kungen sommaren 1698 hetsades av sin kusin Fredrik IV av Holstein-Gottorp till att utsätta flera högt uppsatta personer för förödmjukande behandlingar, tillhörde Piper bland de få som var fredade mot kungliga kränkningar. Det danska sändebudet Jens Juel rapporterade till Köpenhamn att kungen ibland begav sig till Christinas föräldrars hem på Kindstugatan 4 för att umgås med de ungdomar och unga flickor som var vänner till Christinas föräldrar och som brukade samlas där. Besöken stannade dock vid oskyldigt stojande och lekande. Däremot hade d'Avaux uppsnappat rykten om att en av Christinas kusiner påstods ha haft ett sexuellt förhållande med kungen. Om Piper eller Christina deltog i stojet är osäkert, men Piper har var ibland bjuden på middagsmåltider hos kungen tillsammans med ett mindre sällskap. Piper hade sin arbetsplats nära kungen i en särskild byggnad på slottet Tre Kronor, men efter slottsbranden den 7 maj 1697, där stora delar av Pipers arbetsmaterial försvann i lågorna, föreslog Piper att kansliet och riksarkivet skulle inhysas i Schering Rosenhanes palats på Riddarholmen, bredvid Wrangelska palatset som kungafamiljen tog i besittning som bostad.
Piper hanterade de inrikespolitiska frågor som rörde försörjningen av den indelta armén och flottan. Karl XI ansåg att Piper hade skapat ett starkt utgångsläge för militären och han betraktade honom som en skicklig och välinformerad organisatör och planläggare. Piper drev också på för att ämbetsmännens rangordning skulle baseras på tjänsteår och inte bara på börd, vilket irriterade de högadliga kretsarna. Som statssekreterare formulerade Piper utkast till kungliga skrivelser och försåg kungen med beslutsunderlag, under förutsättningen att han själv var välunderrättad. Piper var däremot försiktig angående de utrikespolitiska angelägenheterna, ett område han inte var lika insatt i och som Oxenstierna helst ville styra på egen hand. Under maj 1698 samtalade Oxenstierna med kungen och framförde att Piper inte borde befatta sig med utrikespolitiska ärenden, varpå Piper inträdde i rummet och kungen upprepade Oxenstiernas anförande till honom. Piper försäkrade att han inte hade för avsikt att blanda sig i dessa angelägenheter, varpå kungen svarade:
| ”           | "Min kära Piper! Ni har alltid gjort konungen, min herr far, trogna tjenster, så att han eder städse berömt; och emedan ni tjenat äfven med mycken nit och skicklighet, alltså befaller jag eder, att hädanefter blande eder också i de utrikes ärenderna." | „ |
| – Karl XII. | |   |

Piper blev en av få personer som hade en bred överblick över det politiska läget, vilket både var en avundsvärd och åtråvärd position som gjorde Piper, liksom Karl XII, mycket svåråtkomlig och outgrundlig. Utländska betraktare avsåg Piper och hans förtrogne, ämbetskollegan Lars Wallenstedt, som kungens favoriter. Med Pipers framträdande ställning hos kungen, liknande det inflytande som Erik Lindschöld hade i egenskap av att vara Karl XII:s guvernör, ville utländska diplomater hitta en kanal till dennes närhet. En viktig kanal var Pipers fru Christina och hennes släkt. Paret Piper ansågs vara en av Sveriges viktigaste politiska aktörer, jämte Bengt Oxenstierna och hans fru Magdalena Stenbock och senare Arvid Horn och hans fru Margareta Gyllenstierna. Politikerhustrur som Christina Piper hade ingen formell roll i det politiska livet, men för flera diplomater och ämbetsmän var det nödvändigt att uppvakta framträdande personers hustrur för att kunna bjudas in och, när tillfälle gavs, få samtala om viktiga angelägenheter. År 1700 hade Oxenstiernas stjärna dalat och både han och hans fru insåg att paret Piper nu hade det största inflytandet i svensk politik.

### Påverkanskampanjer från utländska aktörer

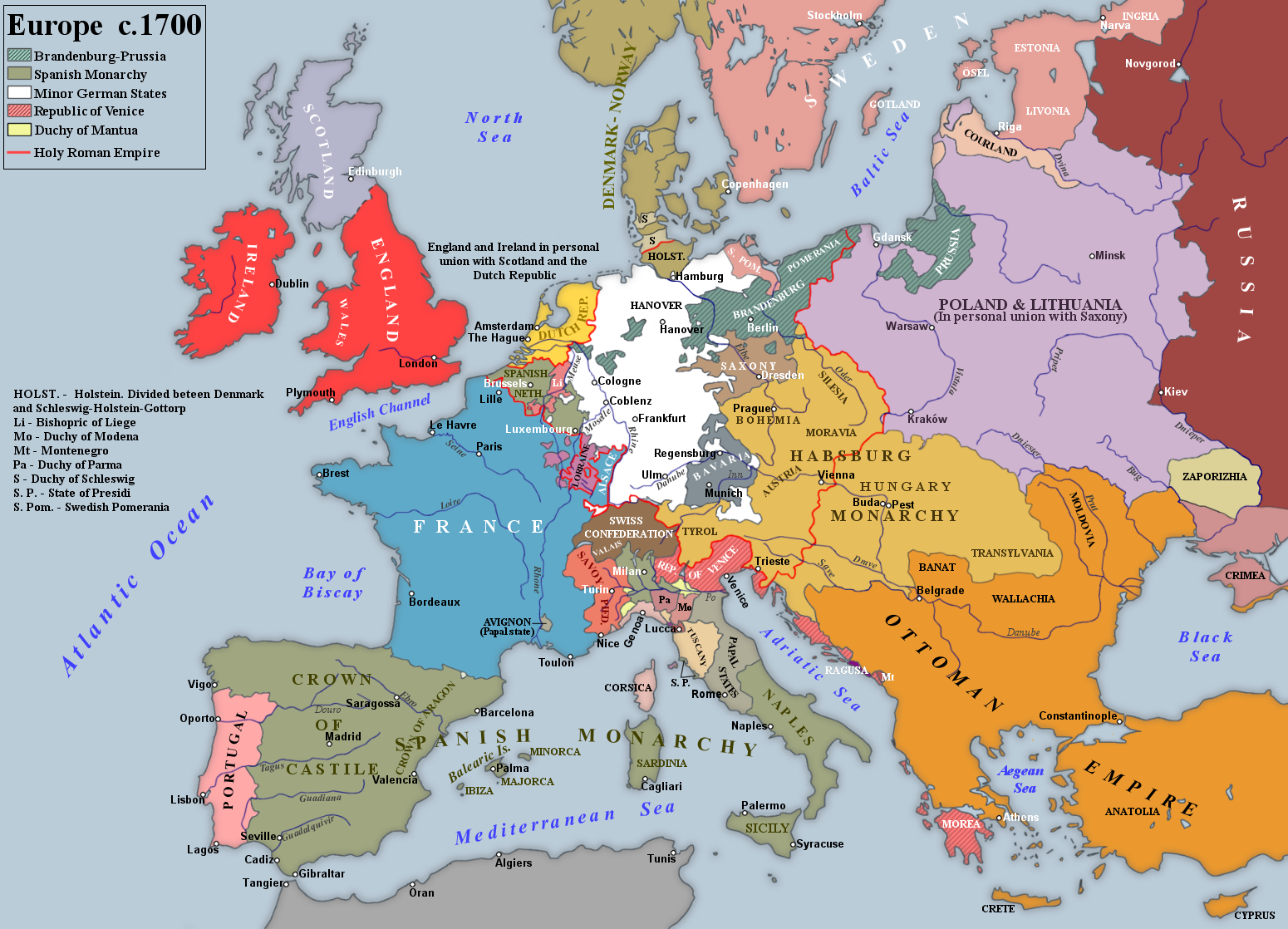
Europa år 1700.

Mot slutet av 1600-talet började Europas stormakter visa ett ökat intresse för Danmark och Sverige. I början av 1690-talet hade ett europeiskt allianssystem vuxit fram mellan Frankrike och Österrike, där den sistnämnda var lierad med sjömakterna Nederländerna och England. Österrike var vid den här tiden en framväxande stormakt, vilket skapade ett problem för Frankrike som själv ville uppnå dominans på den europeiska kontinenten. I alliansen med Österrike och sjömakterna anslöt sig senare Spanien, Savojen och flera tyska stater. Genom alliansernas växande betydelse drogs därför Norden in i det kontinentala maktspelet. Frankrike strävade efter att skapa en trippelallians med Sverige och Danmark för att förhindra sjömakterna från att expandera i Östersjön, medan Österrike lade hinder på fransmännens inflytande varhelst de ville breda ut sig. Således syftade både Frankrikes och den österrikiska alliansens strategier till att betala svenska ämbetsmän för att kunna styra svenskarna i en viss riktning.

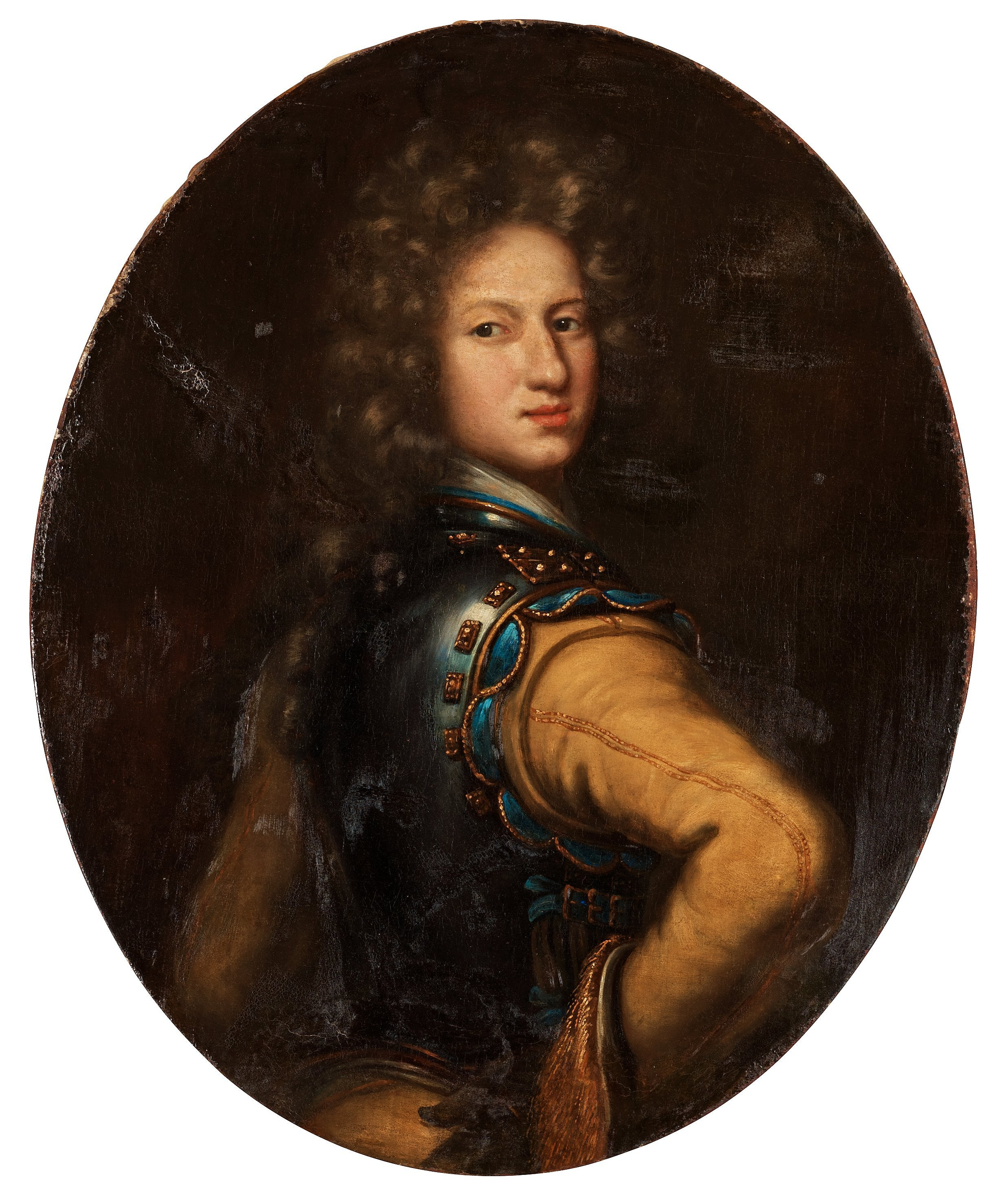
Karl XII (1697) av David Klöcker Ehrenstrahl.

Medan Österrike arbetade för att skapa allianser med tyska furstendömen försökte Frankrike och vissa grupper i Danmark att skapa en äktenskapsallians mellan Danmark och Sverige, som skulle ske mellan Karl XII och Sofia Hedvig av Danmark samt mellan Hedvig Sofia av Sverige och Carl av Danmark; det ryktades dock om att Hedvig Sofia skulle gifta sig med Fredrik IV av Holstein-Gottorp. Mellan 1697 och 1699 bedrevs en intensiv politik av Jens Juel för att åstadkomma detta, i syfte att förhindra Karl XII från att välja en tysk furstinna som skulle leda till en förstärkning av den svenska fiendskapen gentemot Danmark, i värsta fall en holsteinsk furstinna eftersom Holstein-Gottorp var Sveriges bundsförvant sedan flera år tillbaka. Både Danmark och Frankrike pekade ut grevinnan Beata Elisabet von Königsmarck och hennes dotter Johanna Eleonora De la Gardie som agenter för den dansk-franska linjen vid det svenska hovet. von Königsmarcks uppgift var att sondera vilka politiker som stödde planerna och att själv aktivt arbeta för dem. Den 23 februari 1698 var hon enligt Juel upptagen med planen att påverka Piper att övertala Karl XII att stödja planen. Hon hade för detta gjort hovrättsassessorn Per Bromèen, gift med Christinas syster Inga Törnflycht och som själv gärna såg att Karl XII gifte sig danskt, till sin agent hos Piper för att ta reda på hur han ställde sig i frågan. Vad Piper än hade för åsikt höll han den hemlig, och ingrep inte för att försöka hindra sin hustru eller hennes släktingar från att agera i frågor som berörde hans ämbetsutövning.
Flera aktörer försökte ge paret Piper pengar och gåvor för att kunna köpa deras hjälp. Nils Reuterholm gav Piper hundra tunnor havre för att skaffa sig en plats i en planerad ambassad till Nederländerna 1697. Magdalena Stenbock skänkte sina dyrbara örhängen till Christina i utbyte mot att hon skulle övertala Piper till att rekommendera sin svärson Magnus Stenbock till att bli ny överste för Dalregementet. En fransk ämbetsman skrev en memorial om Pipers politiska gärning under åren före och runt 1700 och beskrev honom som lågutbildad och med låg börd, och med en girighet som var känd av både svenskar och utlänningar, vilket franska diplomater ville utnyttja. Men enligt ämbetsmannen hade fransmännen inte tillräckligt med medel för att kunna köpa Pipers stöd, och Piper ska ha använt deras mutförsök till egen fördel genom att berätta för Karl XII att han tackat nej för åtskilliga pensioner och gåvor och ville framstå som omutbar för kungen. Fransmännen såg en möjlighet att påverka den svenska politiken genom kungens nya krets av rådgivare och gjorde därför flera försök att knyta svenska ämbetsmän till sig. Polus, som ansvarade för utrikesfrågor, tycktes vara fransksinnad medan Piper, som ansvarade för inrikesfrågor, var svårare att beteckna. Därför försökte den franske ambassadören d'Avaux att göra honom positivt stämd mot Frankrike. Då det var svårt att få träffa Piper personligen försökte d'Avaux gå via Christina och gav henne små presenter, samt agerade för Pipers svärfar Olof Hansson, vilken hade gemensamma intressen med Piper i ett handelsfartyg som hade uppbringats i Frankrike. d'Avaux kontaktade Paris för att få fartyget fritt igen och förklarade för Piper hur man agerade å hans vägnar, och d'Avaux noterade att Piper tydligt uppskattade hanteringen. Piper godtog den här sortens hjälp men avvisade direkta mutor.
Enligt franska arkiv ska Piper, till skillnad från övriga rådsherrar under slutet av 1690-talet, ha erbjudits men avböjt stora summor franska pengar; vid ett tillfälle 12 000 livres. Fortsättningsvis skulle Piper avvisa nya franska pengaerbjudanden. Däremot lät sig Bengt Oxenstierna och hans fru betalas av utländsk makt, i första hand av Österrike, och med tiden kom högt uppsatta medarbetare i det kungliga kansliet att ta emot medel även från England, Nederländerna och Preussen. Detta var ett tecken på att den svenska statsledningen i stort sett var korrupt. Det fanns flera drivkrafter för svenska ämbetsmän att vilja ta emot gåvor. Den nya ämbetsmannaklassen, som Piper ingick i, var grunden för maktutövningen, men ämbetenas inkomster var små i förhållande till vad stora jordegendomar kunde generera. För ämbetsmän som Piper blev därför extrainkomster i form av gåvor och sportler betydelsefulla, och penningsummorna gav också adelsmannen möjlighet att bygga upp en egen förmögenhet för att köpa sig jord. Piper tog emot gåvor och pengar för att utföra tjänster som ämbetsman, men han såg helst att gåvorna kanaliserades via Christina och inte direkt till honom. Piper fick även gåvor efter lyckosamma befordringar både från ämbetsmän och officerare. Makarna fick rykte om sig hos den gamla adeln om att vara giriga, dels på grund av Christinas öppna och centrala roll i affärstransaktionerna, dels för Pipers bakgrund som en lägre adelsman sprungen ur borgerskapet. Hur stor del av Pipers förmögenhet som utgjordes av monetära gåvor är svårt att uppskatta, men parets byggprojekt och jordinvesteringar hade inte varit genomförbara utan stora extrainkomster vid sidan av dem som Piper tjänade på sitt ämbete eller den förmögenhet som Christina fört med sig till boet.

## Stora nordiska kriget (1700–1709)

### Krigsutbrottet

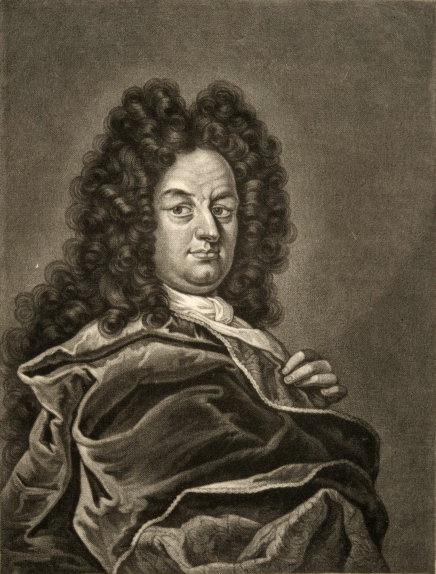
Carl Piper (1700) av Peter Schenk.

Den 12 februari 1700 inleddes stora nordiska kriget i och med att Polens kung och Sachsens kurfurste August II och hans sachsiska trupper korsade floden Düna och belägrade staden Riga i Livland. Samtidigt med August II:s angrepp beordrade kung Fredrik IV av Danmark sina danska trupper att invadera Holstein-Gottorp. Ryssland bröt freden först i augusti samma år. I september invaderade ryska trupper under tsar Peter I Ingermanland och inledde en belägring av Narva i Estland. Dessa tre länder hade i hemlighet enats om en gemensam pakt som gick ut på att anfalla Sverige från tre fronter, och vart och ett hade som syfte att vinna tillbaka de landområden som förlorats till Sverige under tidigare krig. På våren 1700 avreste Karl XII från Stockholm ihop med Piper och det kungliga kansliet, som förvandlades till ett ambulerande fältkansli. Kansliet bestod i början av Piper, Polus, statssekreteraren Samuel Åkerhielm, sekreterarna Johan Fredrik von Schantz och Frans Joachim Ehrenstrahl, kanslisterna Joachim von Düben, Henrik Bunge och Samuel von Hyltéen, samt registratorn Josias Cederhielm och två drängar. Kvar för att leda förvaltningen i Stockholm blev Oxenstierna, Wallenstedt och Fabian Wrede. Under krigets gång reste Piper med en påkostad fältutrustning.
Den 25 juli 1700 genomförde Karl XII en framgångsrik landstigning vid Humlebæk på Själland, och efteråt medföljde Piper och Åkerhielm i kungens marsch mot Köpenhamn. I kungens läger vid Rungsted fick Piper en skrivelse av generalmajoren Christian Ditlev Reventlow om att berätta för Karl XII om att fientligheterna mellan länderna måste upphöra. Piper skrev därefter ett brev till storkanslern Conrad Reventlow för att underrätta denne om svenskarnas fredsavsikter. Kriget med Danmark avslutades med freden i Traventhal den 18 augusti, som slutade med att Danmark bröt allt samröre med sina allierade och erkände Holstein-Gottorps självständighet.
Med det danska hotet avvärjt beslutade Karl XII att undsätta den belägrade staden Narva, och i oktober samma år landsteg kungen med sin armé i Pernau i Estland. Under förflyttningen från Skåne till Estland omfördelades kanslipersonalen; Åkerhielm och Polus reste tillbaka till Stockholm, Olof Hermelin ersatte Polus arbetsuppgifter och i efterhand anslöt sig Johan Henrik von Kochen, Joachim von Dittmer och Gustaf Henrik von Müllern. Piper blev med sina 54 år den äldsta i fältkansliet, men det är osäkert ifall Piper ville omge sig av yngre kanslikolleger på grund av deras effektivitet eller för att undvika konkurrens från mer erfarna kolleger. Med Polus hemskickad och Bengt Oxenstierna på defensiven fick Piper själv överta ledningen för fältkansliet och fick därmed en alltmer framskjuten position hos Karl XII, vilket gjorde att flera började betrakta honom som kungens förste minister. Därmed fick Piper ansvara både för inrikes- och utrikespolitiska statsärenden.

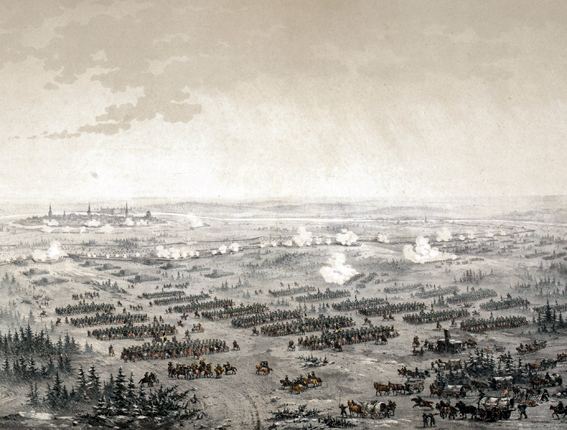
Slaget vid Narva (1870) av Otto August Mankell.

Trots den riskabla marschen från Pernau till Narva höll personalen i fältkansliet hoppet uppe och när den svenska huvudarmén anlände till Narvas utkanter den 20 november beslutade kungen att omedelbart anfalla den ryska belägringsarmén.
| ” | "Dhet feeltes intet att icke Hans Majestät wågade sig fremst i spetsen och infann sig på dhe orther hwarest skarpeste rencontrerne föreluppo, men så har dhen god guden honom bewarat, så att icke ett hår på Hans Majestät är wordet skadat." | „ |
| – Carl Piper, Ur Pipers brev till änkedrottningen Hedvig Eleonora som skrevs några dagar efter slaget. | |   |

Slaget vid Narva slutade med en stor triumf för svenskarna och Karl XII beslutade att tillfångata och transportera den ryska arméledningen till olika fångläger i Sverige. Enligt ögonvittnen skulle Piper under slaget ha lett en kavallerichock mot de ryska trupperna och Josias Cederhielm skulle ha samlat ihop krigsfångar.
| ”                                                                              | "Grefve Piper gjorde min själ la fonction d'un grand capitaine [tjänade som en stor kapten] och förde ibland sin sqvadron med bar värja. Jag hade också den lyckan att få mot aftonen göra adjutantstjenst under grefve Stenbock och tog med det samma generallöjtnant Allart till fånga, under det af andra Due de Croy och flere fingos." | „ |
| – Josias Cederhielm, Ur Cederhielms brev från Narva, daterat 27 november 1700. | |   |

Den svenska huvudarmén slog vinterkvarter utanför staden Dorpat och det förfallna slottet Lais. Under vintermånaderna ägnade sig Piper åt att delta och arrangera kungliga middagar och när kungen inte kunde delta blev Pipers uppgift att stå värd i kungens ställe. Piper började vid den här tiden få brev med böner om hjälp från de ryska fångarna och deras anhöriga. En av dessa var den sachsiske generallöjtnanten Ludwig Nicolaus von Hallart. Denne ansåg sig vara hårt behandlad och hans hustru vädjade till Piper att tala för hennes man inför kungen. Men de fick inget stöd från Piper då det avslöjades att von Hallart hade smusslat ut ocensurerade brev. Vid slutet av vinteruppehållet bröt armén upp med det preliminära målet att gå vidare mot Ryssland, men Karl XII beslöt i stället att gå söderut mot August II:s trupper som hotade Riga. Mot denna kursändring opponerade sig Piper och riksrådet i Stockholm, som i stället förespråkade en separatfred med August II och att försöka få med honom i en allians riktad mot Ryssland. Piper hade också genom den franske ministern Louis de Guiscard-Magny förmått Frankrike att gå med på att agera som medlare i en eventuell fredsförhandling. Men kungens mål stod fast.

### Fälttåget i Polen

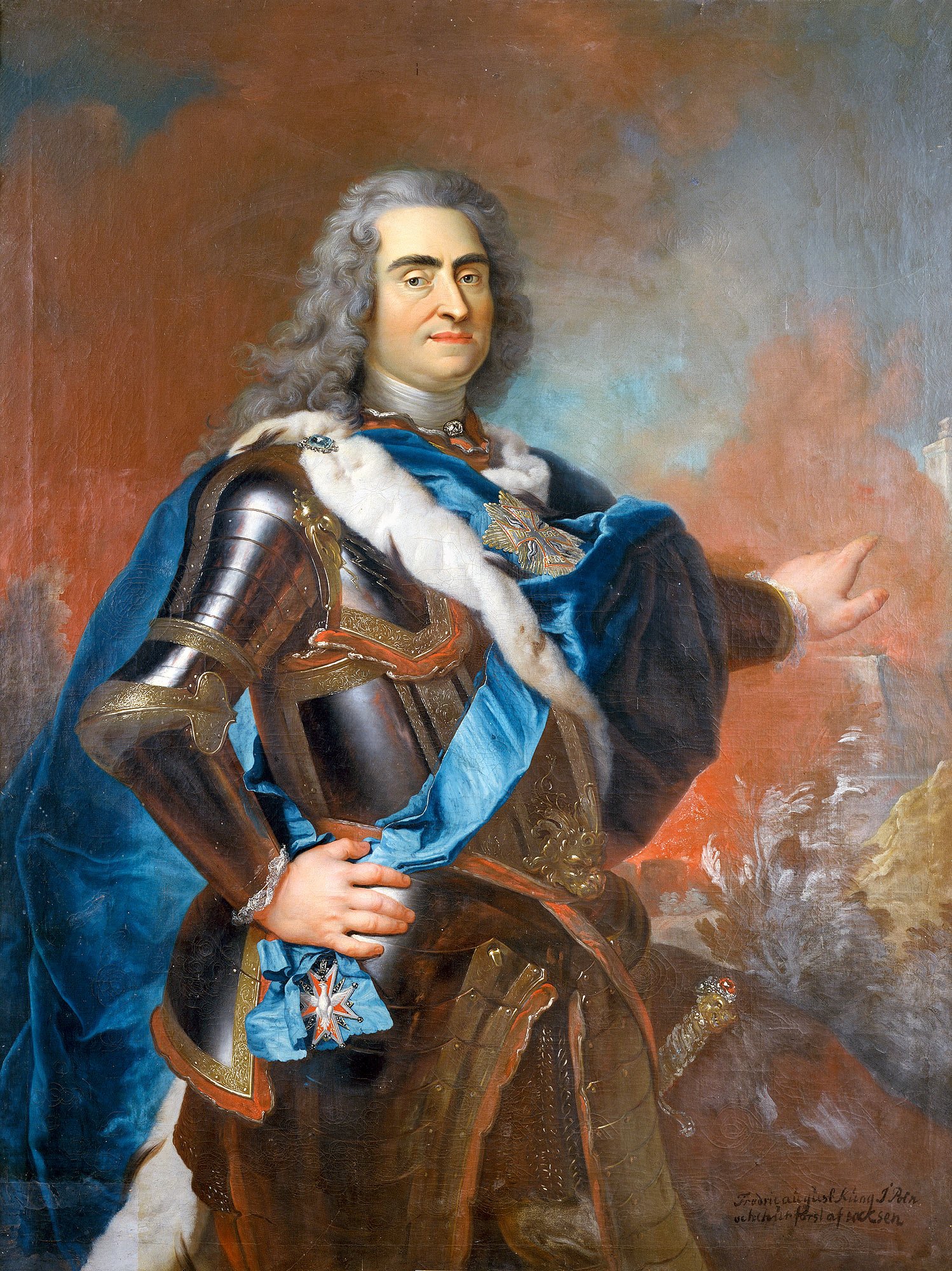
August II den starke av Louis de Silvestre.

Den 9 juli 1701 korsade Karl XII floden Düna utanför Riga och anföll August II:s trupper, som efter några timmars strid slog till reträtt. Piper följde slaget med kikare från Rigas domkyrkotorn tillsammans med Guiscard. Kurland ockuperades och Karl XII planerade att genomföra ett fälttåg i Polen för att utmanövrera August II:s trupper och avsätta honom som polsk kung. Piper och flera andra rådgivare, liksom polska magnater och utländska diplomater, oroade sig för kungens krigsplaner och i synnerhet hans plan på att avsätta August II; den polska republiken var fortfarande neutral eftersom August II hade anfallit svenska Livland i egenskap av kurfurste av Sachsen, inte kung av Polen. Den 22 april 1702 sammanträffade 500 polska adelsmän med Karl XII i Dlogovice väster om Grodno. Adelsmännen ville genom förhandlingar förhindra kungen att inträda i landet. Förhandlingarna, som sköttes av Piper, Hermelin och den svenske diplomaten Georg Wachschlager, blev resultatlösa eftersom kungen tvivlade på republikens neutralitet med argumentet att August II använde polskt territorium som operationsbas för sina sachsiska trupper. Karl XII marscherade sedan mot Warszawa, som intogs den 14 maj 1702. Under sommaren 1702 installerades Piper och kansliet i staden, där polackerna höll baler till Pipers ära. Den 12 juli avled Bengt Oxenstierna och både Piper och Karl XII utlovade en livslång änkepension åt Magdalena Stenbock. Piper fick efteråt en penninggåva om 500 gulddukater av Magnus Stenbock, som i ett senare brev till sin fru Eva Magdalena Oxenstierna kunde konstatera att "greve Piper är en trogen vän av vårt hus efter salig papas död." Den 29 augusti utnämndes Piper till Oxenstiernas efterträdare som universitetskansler för Uppsala universitet.

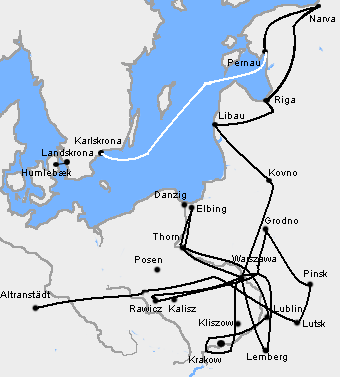
Fälttåget i Polen-Sachsen. Strecken visar de svenska förflyttningarna mellan 1700 och 1706.

Under maj och juni 1702 arbetade Piper med att övertyga Karl XII om att lägga ner sin plan på att avsätta August II och skrev ett memorial som han senare uppläste inför Karl XII i augusti 1702 och lade upp flera argument till varför det vore oklokt att avsätta August II. Hans främsta argument var att det var emot polackernas frihet att avsätta en monark som de av fri vilja hade valt, och ansåg att det alltid skulle finnas andra som förblev August II:s anhängare, vilket skulle vara en anledning till ständig oro. Dessutom skulle de katolska staterna bli uppretade av detta, vilket skulle försätta Sverige i ett svårt läge, och Piper fruktade att ett fortsatt krig mot Sachsen skulle göra så att Sverige drogs in i det Spanska tronföljdskriget, som pågick parallellt med det egna kriget. Som alternativ till August II:s avsättning framförde Piper förslaget att inleda fredsförhandlingar med August II, då Karl XII var i en position där han kunde diktera villkoren och på så sätt nå en för sig själv och för Sverige ärofull fred, och att i praktiken, menade Piper, skulle August II betraktas som en monark som behållit sin polska krona genom den svenske kungens välvilja och godhet. Dessutom skulle en lyckosam fred ge den svenska armén andrum att kunna ge sig i kast med ryssarna, som hade återhämtat sig och som återigen hotade de svenska Östersjöprovinserna. Piper föreslog olika fredsförhandlingsmodeller: att anlita det kejserliga ombudet greve Franz Ludvig von Zinzendorff som fredsmedlare; att Karl XII skulle bjuda in August II till ett personligt möte; eller att man utnyttjade tyst diplomati genom att föra samtal om utväxling av krigsfångar. Trots Pipers förberedda argument följde inte kungens tankar Pipers linje och han avvisade alla hans propåer i ärendet. Hemmakansliet i Stockholm följde Pipers linje i att söka fredsförhandlingar och berömde hans memorial.

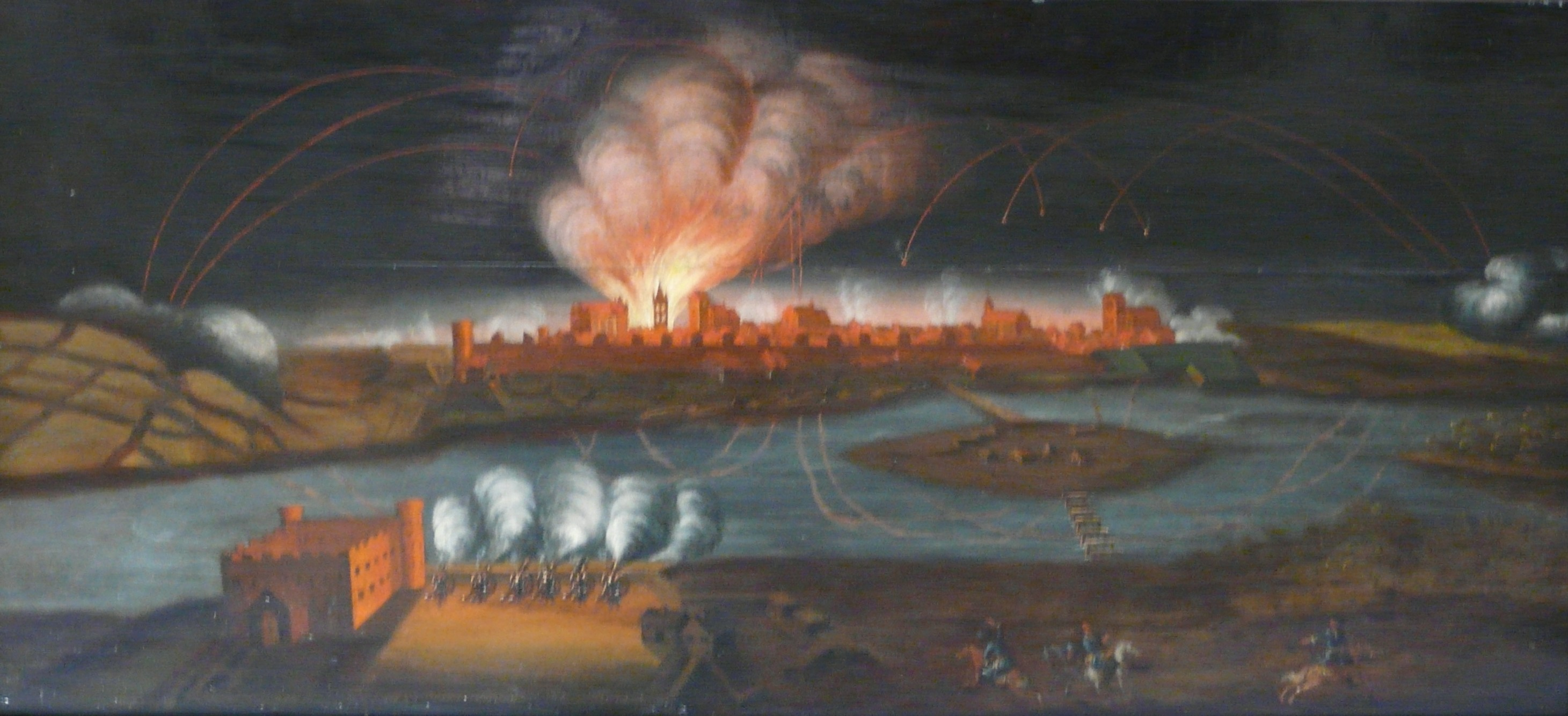
Belägringen av Thorn. Målning efter 1703.

Under våren 1703 förhandlade Piper och Hermelin med kardinalprimasen Michał Stefan Radziejowski, som motsatte sig planen om August II:s avsättning. Piper och Hermelin förordnade återigen att Sverige borde sluta fred med den polska republiken och låta August II sitta kvar på sin tron och därefter göra gemensam sak med Ryssland. Karl XII var dock ute efter att avgöra det polska dilemmat på slagfältet och ville därmed inte kompromissa. Från den 26 maj 1703 inledde kungen en belägring av staden Thorn, som försvarades av en stark sachsisk garnison. Den 28 maj tvingades Piper och kanslipersonalen fly sedan kanonkulor avfyrade inifrån staden förstört de kanslilokaler som fanns inrymda i tält nära stadsmuren. Vid ett senare tillfälle var både Piper och Hermelin nära att bli bombarderade när de under en ridtur tog en genväg och hamnade alldeles för nära stadsmuren. En kanonkula passerade alldeles intill huvudet på Pipers häst men utan att någon i sällskapet kom till skada. Staden kapitulerade till slut den 14 oktober, och Karl XII beordrade att stadens murar och försvarstorn skulle rivas. Svenskarna plundrade staden och i ett brev från prinsessan Ulrika Eleonora tackade hon Piper för den lista av troféer som han tidigare hade skickat henne. Några månader senare, när Karl XII och huvudarmén slog vinterkvarter i Heilsberg, roffade Hermelin, Cederhielm och Piper åt sig stora mängder böcker, vilka fraktades över till Sverige för att pryda ämbetsmännens privatbibliotek. Piper roffade även åt sig flera porträtt av ermländska biskopar. Nyheten om Thorns kapitulation och den svenska arméns oövervinnerlighet spreds runt Europa. I samband med belägringen gjorde Piper förnyade försök att övertala Karl XII att sluta fred med August II. Trots sina invändningar drev Piper kungens linje att tvinga polackerna att avsätta August II. I februari 1704 sammanträffade Warszawakonfederationen, där de ditkallade polska riksdagsdelegaterna enhälligt röstade först att avsätta August II och sedan att välja den av Sverige handplockade marionetten Stanisław Leszczyński som ny kung. Den nye kungen styrde dock endast över delar av Polen, då resten av landet och kurfurstendömet Sachsen fortfarande stod under August II:s styre.
På hösten 1704 kontaktade svenska diplomater Preussen med vänliga föreställningar, då relationerna mellan Sverige och Preussen varit spända under krigets gång. Bland de som deltog i de intensiva förhandlingarna i Berlin var Piper, general Carl Gustaf Rehnskiöld och den svenska ambassadören i Preussen Johan Rosenhane. Karl XII:s förslag gick ut på att Preussen skulle bevaka gränsen mot väster medan hans armé skulle vända sig mot Ryssland och på så sätt få fria händer i öster samtidigt som August II tvingades stanna kvar i Sachsen. Förhandlingarna gick dock trögt då Preussens kung Fredrik I som motkrav ville ha polska landavträdelser, vilket Karl XII inte ville påtvinga kung Stanisław. Under förhandlingarna insåg därför Fredrik I att Karl XII inte kunde erbjuda något konkret och därför bröt förhandlingarna samman. Preussen skulle dock fortsätta med sin avvaktande politik och skulle i fortsättningen utgöra ett stort hot för Sverige, i synnerhet under deras senare förhandlingar med Danmark och Ryssland.

#### Vinteruppehållet i Rawicz

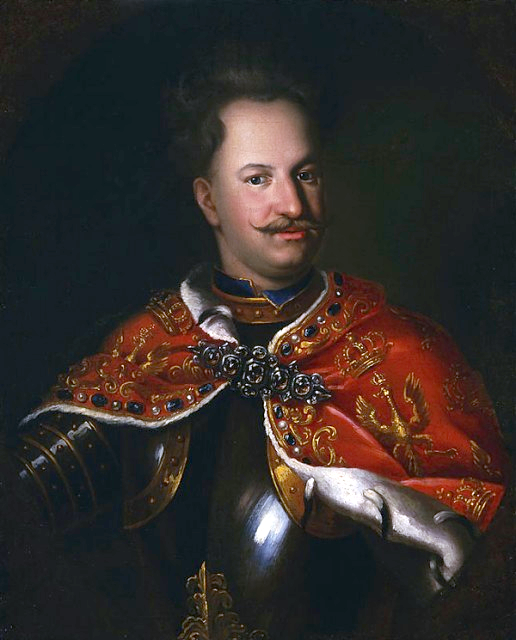
Stanisław I Leszczyński av Ádám Mányoki.

I november 1704 slog Karl XII och huvudarmén vinterkvarter i Rawicz i Storpolen, som under kungens vistelse blev ett centrum för svensk politik. Där arrangerades större baler och maskerader, där Piper alltid var närvarande och återigen stod för värdskapet ifall kungen själv inte kunde delta. Även utländska sändebud och dignitärer besökte det svenska fältlägret, liksom kung Stanisław Leszczyński och hans familj och polska potentater. I våren 1705 kom även Christina Piper tillsammans med dottern Charlotta Christina och systern Inga Broméen. Piper fick tusentals brev från hjälpsökande och lobbyister, alltifrån rapporter från Sverige och utlandet till rekommendationer för präster, ämbetsmän, akademiker och officerare. Dessa fick Piper läsa, diarieföra, behandla och, dock inte alltid, besvara. Därför var det flera aktörer som gick via Christina med sina ärenden. Christina försökte hjälpa sin svåger Johan Paulinus Lillienstedt att utnämnas till statssekreterare genom att tala för hans sak med Piper och med diplomaten Nils Lillieroot. Tidigare på vårvintern 1702 hjälpte Christina sin vän Johan Paulin Olivecrantz att få en tjänst genom att skicka en böneskrift till Piper. Hon ska enligt tidens rykten fått en erkänsla i form av en lämplig gåva eller pengar. Hon var också stundtals budbärare mellan sin man och olika politiska aktörer i Stockholm som hon upprätthöll nära kontakter med, och Piper bad henne sprida nyheter till den grupp av inflytelserika personer som stod familjen nära.

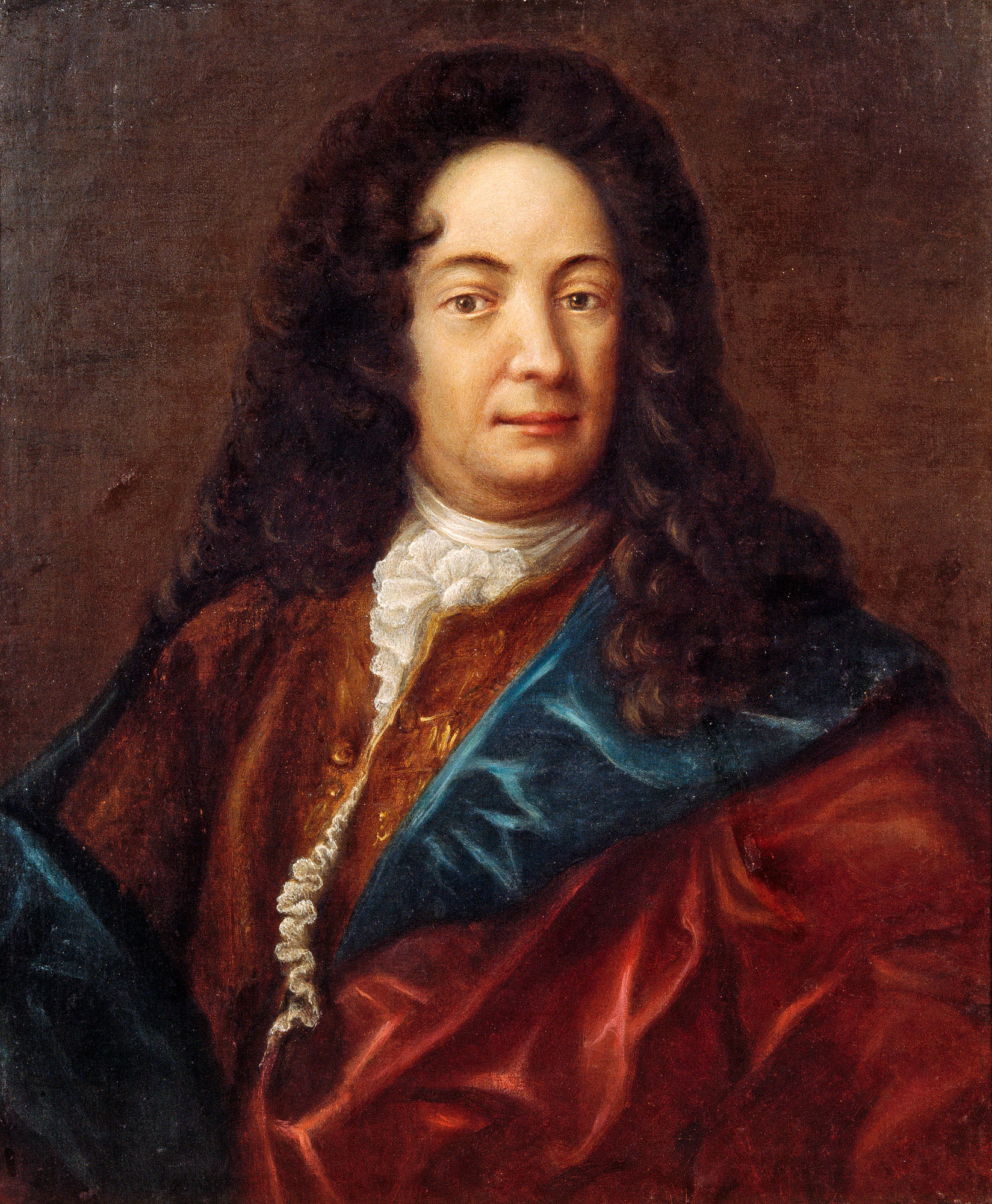
Olof Hermelin var Pipers närmaste medarbetare i fältkansliet. Målning av Ludwig Weyandt.

Även andra kvinnor och fruar till de svenska officerarna och ämbetsmännen besökte Rawicz och den polska kungafamiljens residens Rydzyna nära det svenska fältlägret. Flera kvinnor sökte efter en äktenskapspartner i de högsta kretsarna. Christinas syster Inga var en av dem. Hon hade tidigt blivit änka efter Per Broméens död år 1701. Hon var intresserad av generallöjtnanten och diplomaten Arvid Horn, som tidigare varit tillfångatagen av sachsarna men som utväxlats med Ludwig von Hallart i mars 1705 och återgått till sin tjänst hos Karl XII. Då det var ett lockande bud för Horn att bli svåger till Piper, gifte han sig med Inga den 30 april 1705 i Rawicz. Bröllopsakten ägde rum hos greveparet Piper i närvaro av Karl XII och den polska kungafamiljen. Dagen efter bjöds brudparet och flera officerare, polska och svenska hovdignitärer samt andra höga gäster på en storslagen sjurättersmiddag. Inga och Arvid fick dela bord med greveparet Piper, det polska kungaparet, fursten av Wolfenbüttel och prins Maximilian av Württemburg. Under sommaren 1705 tog Piper tillfället i akt att infria ett löfte han gett Christina femton år tidigare om en giftoskänk och morgongåva som anstod en grevinna. Han gav henne Sturefors slott med alla underlydande gårdar samt 70 000 daler specie som hon skulle kunna leva av i det fall Piper avled före henne. I början av juli avreste Christina med sitt sällskap till Karlsbad i Böhmen för att kurera sin svaga hälsa och besökte flera andra platser i Tyskland innan hon återvände hem till Sverige.
I början av oktober 1705 befordrades Piper till överstemarskalk efter den nyss avlidne Johan Gabriel Stenbock. Piper blev nu hovets högste chef och lämnade i formell mening sin statssekreterarpost, men skulle enligt kungens order "som tilförende föra direktionen och hafwa högsta inseendet" över fältkansliet. Piper hade hellre velat få posten som kanslipresident, då den blivit vakant efter Bengt Oxenstiernas död 1702, men genom att behålla sina uppdrag vid kungens sida och fortsätta tjänstgöra som fältkansliets chef var hans ställning trots allt ohotad. Svågern Johan Lillienstedt ansågs vara redo för den lediga statssekreterarposten, men till mångas förvåning gick den i stället till Olof Hermelin. Hermelin var positivt överraskad över sin nya post, men händelsen var svår att tolka, annat än att han anade att Piper låg bakom detta. Christina och hennes familj lät Piper få reda på att de var missnöjda med hans beslut. Pipers ovilja att befordra sin svåger kan ha haft sin grund i att han inte betraktade hans kapacitet som tillräcklig, men kan också ha varit ett sätt att förbli i en mer oberoende position i förhållande till de släktingar som i så hög grad tog sig friheten att vilja styra över och genom honom. Christinas roll var främst att föra släkten Törnes talan, inte att i första hand stötta sin make. Då Pipers roll som kunglig rådgivare vilade på hans informella relation till kungen var upphöjelsen för honom inget avgörande i politisk mening. Men i den sociala hierarkin var den mycket betydelsefull för Pipers relation till utländska dignitärer, och det innebar också att Christina fick en ny och starkare position vid hovet i Stockholm, vilket förargade den gamla adeln i hovet som ansåg sig ha förlorat sin sista bastion för den nya tidens förhatliga utnämningspolitik.

### Frederna i Warszawa och Altranstädt

Stanisław I Leszczyńskis kröning den 5 oktober 1705 i Sankt Johanneskyrkan i Warszawa.

Piper var arkitekt bakom Stanisław Leszczyńskis kröning, som ägde rum den 5 oktober 1705 i Sankt Johanneskyrkan i Warszawa. Det hela övervakades av Karl XII och Piper, vilka bägge satt dolda för övriga gäster på den plats varifrån polska kungligheter inkognito brukade följa gudstjänsterna. Strax efteråt begav de sig i hemlighet till fältlägret i Błonie. Under resten av hösten var Piper en av nyckelpersonerna i fredsförhandlingarna mellan Sverige och Polen och den 18 november slöts ett avtal om att båda länderna skulle stödja varandra militärt gentemot Ryssland. Polen ansågs nu som besegrat, men Sverige var fortfarande i konflikt med Ryssland och Sachsen. År 1706 föreslog Piper ett närmande till Preussen för att med deras hjälp få den svenska arméns rygg skyddad inför ett kommande fälttåg mot Ryssland; ett förslag som Hermelin, med betalning från Preussen, också stödde. Återigen motsatte sig kungen Pipers råd och argumenterade att Preussen som allianskrav ville få tillbaka Elbing från Polen och att han därmed skulle tvinga kung Stanisław att avträda, något han inte ville.

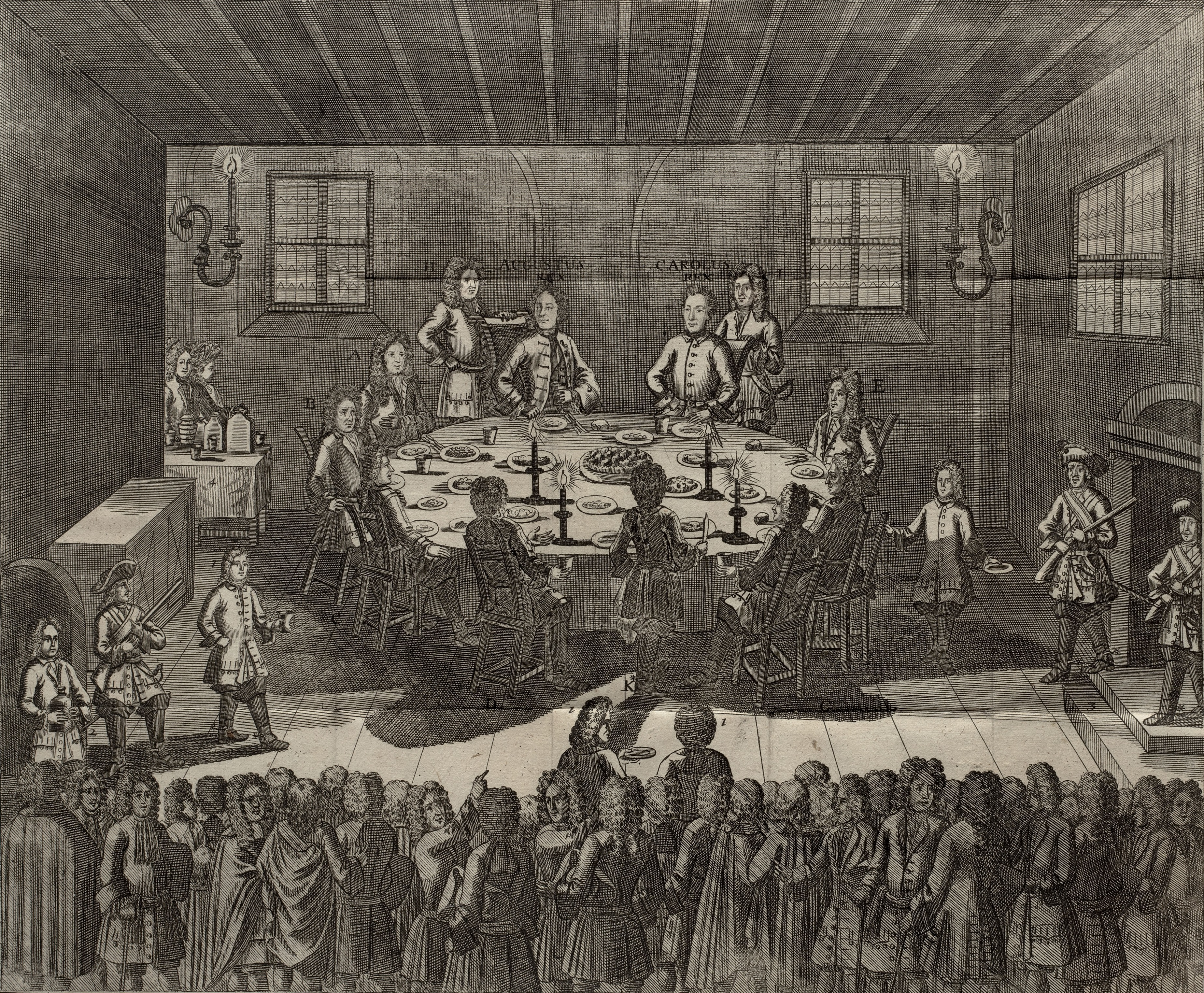
Karl XII och August II i Altranstädt av Johan David Swartz.

I början av juli 1706 bröt den svenska huvudarmén upp från Jarosławicze för att marschera mot Sachsen. Där planerade Karl XII att tvinga August II att avsäga sig rätten till den polska tronen och att själv kunna diktera fredsvillkoren. Samtidigt oroade sig Piper för att ett intåg i Sachsen skulle leda till att Sverige skulle bli inblandat i det Spanska tronföljdskriget, vilket i så fall skulle komma att bli en fördel för Ryssland. Den 28 augusti passerades den sachsiska gränsen och den 11 september nåddes byn Altranstädt utanför Leipzig. Då huvudstaden Dresden hotades, erbjöd det sachsiska rådet Karl XII fred på hans grundvillkor: att avsätta August II som polsk kung. Under förhandlingarna i Bischofswerda var Piper och Hermelin från svensk sida underhandlare gentemot den sachsiska motparten, Anton Albrecht von Imhoff och Georg Ernst Pfingsten. von Imhoff och Pfingsten försökte modifiera vissa av de svenska kraven, men Piper förklarade att "detta är konungens, min herres, vilja. Han ändrar aldrig sina beslut". Fredsavtalet slöts den 14 september och hyllades som en stor framgång för Sverige. För Piper och Hermelin fanns en irriterande uppgörelse om att avtalet var tvunget att hållas hemligt av hänsyn till August II, som på goda grunder var livrädd för hur tsar Peter I skulle reagera, vilket betydde att Pipers och Hermelins roll i framgången inte kunde synliggöras. När det slutligen blev dags att tillkännage fredsavtalet var Piper angelägen att han skulle bli den förste att skriva till Sverige i ärendet, och beordrade att all annan post skulle hållas inne till dess att hans brev redan var på väg till Sverige. Ulrika Eleonora rapporterade till Piper att hon fick budet den 22 december. Hermelin påpekade att Piper var prestigelysten och ville stå ensam i rampljuset.
Efter mer än sex år i fält började Piper känna sig sliten och led av besvärliga krämpor som försvårade hans tunga arbetsbörda. Han övervägde att begära tillåtelse att resa hem, men när Christina fick besked om detta reste hon med kort varsel ned till Tyskland för att övertala honom att stanna där makten var samlad. Samtidigt passade Christina på att få sin bror Olof Törnflycht befordrad till ceremonimästare vid hovet. Piper hade dock inga höga förväntningar på sin svåger och ville därför inte stödja honom. Hermelin befarade att en av Christinas anledningar till att resa till Altranstädt var att bevaka svågern Johan Lillienstedts intressen och att bereda väg för honom att bli statssekreterare.

#### Hovlivet i Günthersdorf och Altranstädt

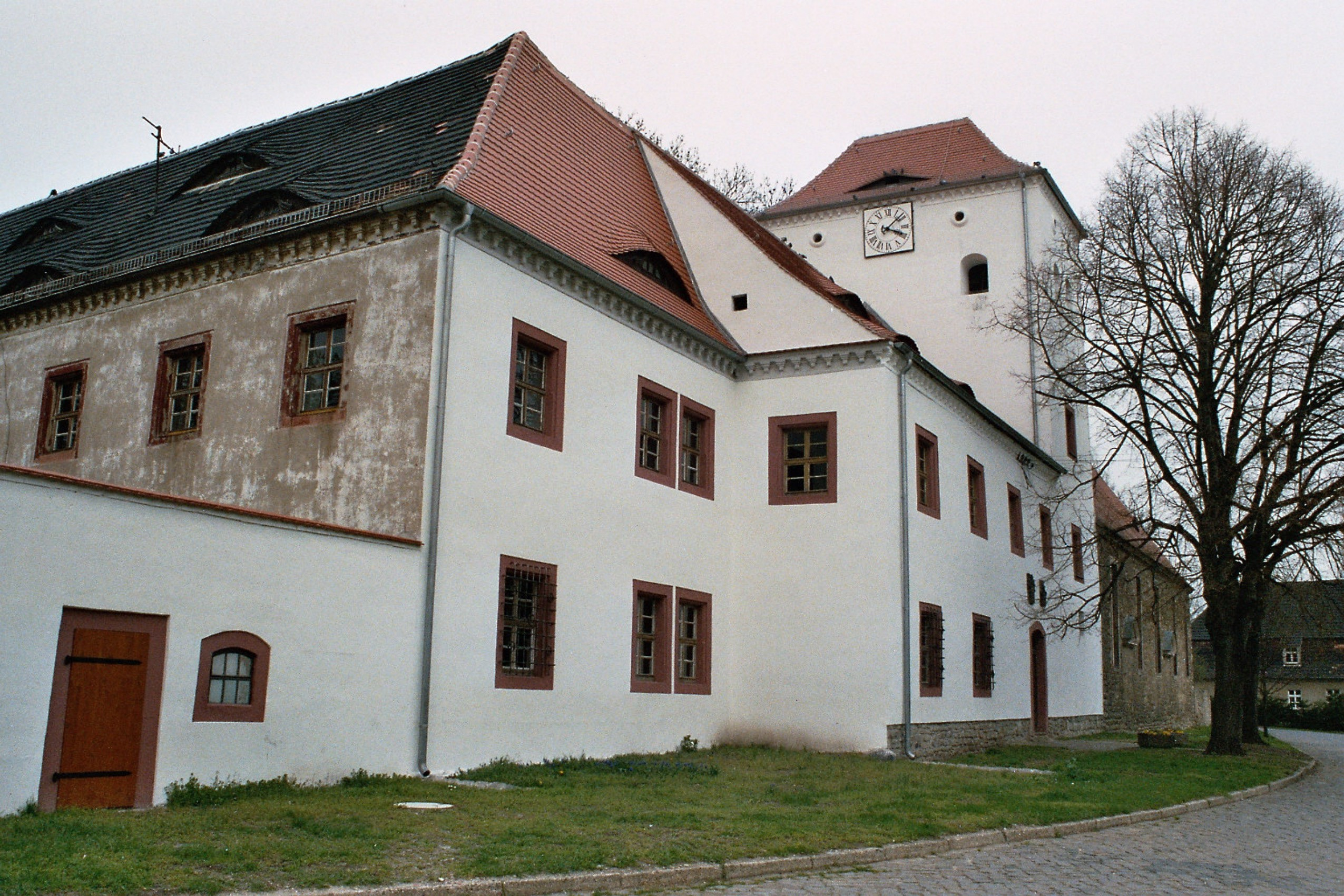
Slottet i Altranstädt i Sachsen, Tyskland.

Under hösten och vintern 1706 och 1707 inkvarterades Piper och kansliet i en herrgård i byn Günthersdorf några kilometer från Altranstädt, där Karl XII hade sitt högkvarter på slottet. På bägge orterna utvecklades, på samma sätt som tidigare i Rawicz och Warszawa, ett rikt hovliv. Altranstädt blev under svenskarnas vistelse en eftertraktad plats för de stater som ville söka allians med Sverige, antingen på ett privat eller på ett större nationellt plan. Efter nyåret 1707 fick Karl XII besök av kungarna August II och Stanisław Leszczyński, kardinalen Christian August av Sachsen-Zeitz liksom dess regerande hertig Moritz Vilhelm och dennes bror Fredrik Henrik, hertigarna av Sachsen-Merseburg, Sachsen-Gotha och Holstein-Gottorp, samt av fursten Karl Vilhelm av Anhalt-Zerbst med dennes son Johan August. Dessutom fick det svenska fälthovet besök av diplomater från Frankrike, England, Nederländerna, Tysk-romerska riket, Danmark och ett flertal mindre furstendömen. Piper var nu så pass eftertraktad att han tog emot endast de allra högst uppsatta ledarna och diplomaterna från välsedda länder. Vissa ämbetsmän och utländska sändebud började också notera att Piper oftast var på dåligt humör och hans krav på underdånighet från omgivningen gjorde honom alltmer högmodig och förolämpande ju längre tiden gick. Flera faktorer kan ha bidragit till hans beteende: exempelvis hans höga ålder (59 år), att hans råd i utrikespolitiska frågor framfördes inför döva öron eller att han inte kunde njuta av allt det materiella överflöd som han och Christina hade skapat åt sig själva i Sverige.
| ”                                                                         | "Jag kan ej säga att jag står väl till hos Piper; som gubben är överhopad med sysslor utan återvändo, och eljest ej av det blidaste folket, så är Piper gemenligen sur och ej synnerligen god att vedfås. De som har känt greven länge säger att han är svårare att komma till rätta med och högmodigare än förr; det är visst att man aldrig kan nog uppvakta gubben. Icke dess mindre händer väl ofta att ens uppvaktning är misshaglig, så att man föga vet hur man ska ställa sig; uti allt detta går jag oxevägar och gör mig varken för mycket eller för litet brådska." | „ |
| – Nils Reuterholm, Ur Reuterholms brev till sin gode vän Jakob Cronstedt. | |   |

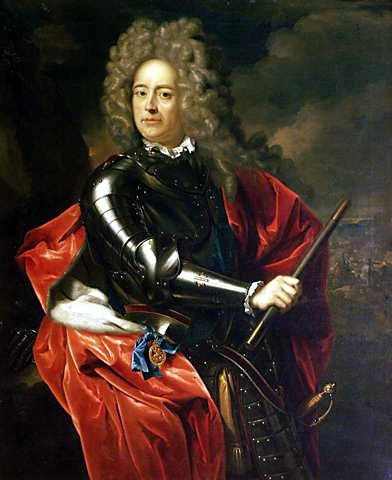
John Churchill, hertig av Marlborough (1704) av Adriaen van der Werff.

I slutet av april 1707 fick Piper i Günthersdorf besök av drottning Anna av Storbritanniens särskilda sändebud, den beryktade engelske generalen John Churchill, hertig av Marlborough. Marlboroughs mål var att träffa den svenska statsledningen för att försöka få Karl XII och hans armé att lämna Sachsen och vända sig mot Ryssland då svenskarna försvagade Österrikes möjligheter att bekriga fransmännen. För att vinna över Piper på sin sida ska Marlborough ha erbjudit honom en årlig pension på 1 500 pund sterling som skulle betalas i förskott, men Piper avvisade förslaget. Efter att Marlborough hade uppvaktat Christina i samma ärende ska dock Piper ha ändrat sin inställning och godtagit erbjudandet, men såväl Christina som Piper förnekade detta bestämt. Däremot medgav Christina och senare Piper att hon tackat ja till ett par vackra örhängen som hertigen erbjudit henne. Mötet mellan Piper och Marlborough kom i eftervärlden därför att tolkas som att hertigen genom mutning förmådde Piper att övertala Karl XII till att invadera Ryssland. Men oavsett om Piper accepterade pensionen eller inte verkar det som om den aldrig betalades ut, och betalningen hade ändå varit överflödig eftersom Piper delade engelsmännens inställning om att Karl XII borde rikta sin uppmärksamhet mot Ryssland.
År 1707 utgjorde höjdpunkten på Pipers politiska karriär och han överöstes av brev från prinsessan Hedvig Sofia och änkedrottningen Hedvig Eleonora som manade honom att utnyttja sitt inflytande hos Karl XII. Pipers närhet till kungafamiljen gjorde att dess medlemmar återkommande lovade att bevisa honom och hans familj "någon civlité" eller "någon reconnaissance" när möjlighet gavs, antingen via gåvor eller i andra fall gentjänster. Även utländska kungligheter som Catharina och Dorothea av Pfalz, Amalia av Wolfenbüttel och drottning Katarina Opalinska ville hålla sig väl med Piper. Andra gick via Christina för att få Pipers hjälp. Christinas möte med sin make följdes med intresse av Hedvig Eleonora och prinsessan Ulrika Eleonora; den sistnämnde ville påminna Piper om några ärenden som borde skyndas på, som exempelvis att befordra Joachim von Düben till kanslisekreterare. Hedvig Eleonora hoppades få hjälp via Christina då hon kritiserade Piper för att han inte skrev till henne så ofta, fastän hon också var väl medveten om hur upptagen han var. Christinas dagar fylldes med möten med allehanda personer som ville nå lyckan genom hennes svåråtkomlige make. Karl XII tillhörde dem som inte behövde slåss för Christinas tid och omgivningen antog att kungen noga intervjuade henne om Sveriges tillstånd.
| ”                                                                                                 | "Gref Piper, han hafver änteligh så bett migh, at iagh skulle afläggia een ödmiuk takseijels[e] på hans vängnar för all nådh Mon Coeur [mitt hjärta] honom bevisat och at iagh skulle recommendera honom och hans grefvinna än vidare uti mon coeurs beständiga nådh, hvilket iagh intet kan underlåta utan härmedh fördristar migh at i underdånighet giöra." | „ |
| – Karl XII, Ur hans brev till sin syster Ulrika Eleonora, daterat 23 december 1706 i Altranstädt. | |   |

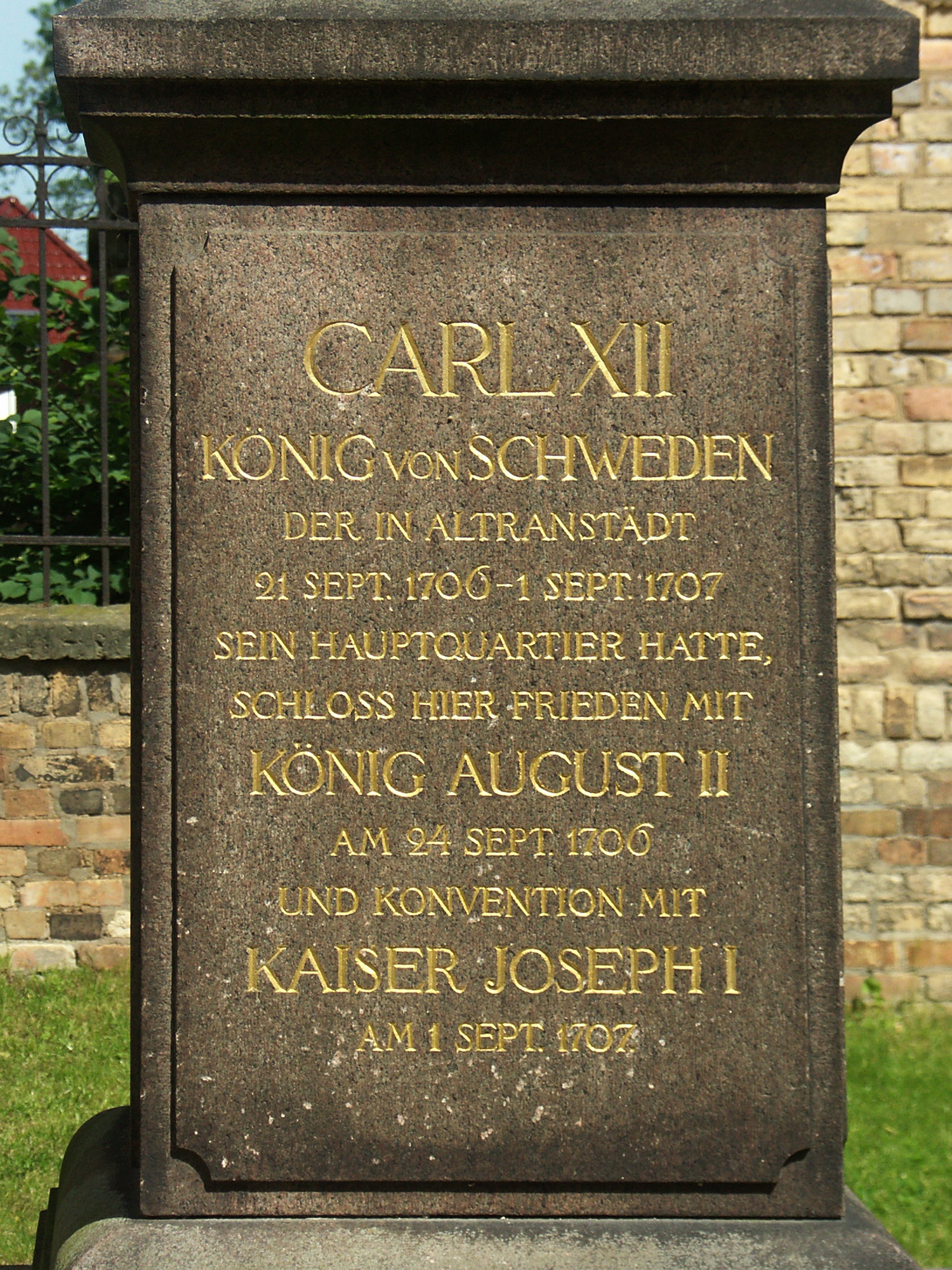
Minnesmärke över Karl XII:s vistelse i Altranstädt.

En annan uppgift för Christina var att hitta en make åt sin yngsta syster Anna Maria Törnflycht. På väg mot Altranstädt hade Christina och Anna Maria redan i staden Halle mötts av en stor delegation med en grupp män som försökte vinna Anna Marias hand. Då beslutet i äktenskapsfrågan drog ut på tiden under ett par månader våren 1707, pressades Anna Maria av Piper och Christina att bestämma sig. Valet föll på generalmajoren Johan August Meijerfeldt, som tillhörde kungens mest betrodda officerare. Bröllopet ägde rum i Günthersdorf den 30 maj och bevistades av Karl XII och Stanisław Leszczyński. I augusti påbörjade Christina sin hemresa och enligt ögonvittnen åtföljdes hon till Leipzig av sin make, prins Maximilian och ett antal ryttare. I sin konvoj bestående av tio karosser tog hon med sig rikligt med gåvor som Piper avstått från, för att i stället överlåta dem åt sin fru.
Karl XII:s beslut att gå mot Sachsen var inte i överensstämmelse med den utveckling som Piper hade velat se. Han var oroad för att Sveriges gränser skulle lämnas obevakade och utsatta för ryska anfall, och att Karl XII:s vistelse i Sachsen skulle provocera sjömakterna och Österrike till att mobilisera sina arméer mot Sverige. Piper hade i stället föreslagit att anfallet mot Sachsen skulle anföras av fältmarskalken Rehnskiöld eller av någon annan general, medan kungen borde stanna kvar i Polen för att hjälpa kung Stanisław med att stabilisera sin position. Pipers närmaste kolleger uppfattade att han var rädd för att Karl XII skulle komma på andra tankar ifall han gick in i Sachsen och beslutade att stanna kvar där. Piper såg Ryssland som det största hotet mot det svenska riket och ansåg att allt annat var bisaker. Men hans argumentering var verkningslös och han fick inget gehör för någon av sina anförda punkter. Piper fick rätt i sitt antagande att attacken mot Sachsen förde med sig nya anspråk från kungen, då han under sommaren 1707 förhandlade med kejsaren Josef I om att denne skulle garantera religionsfrihet för den protestantiska befolkningen i Schlesien. Förhandlingarna sköttes av Piper och kejsarens sändebud Johann Wenzel Wratislaw von Mitrowitz, vilket senare ledde till Altranstädtkonventionen den 1 september 1707. Piper var skeptisk till dessa utdragna förhandlingar och varnade kungen för att spänna sina protestantiska fordringar alltför högt, men han fick återigen finna sig i kungens beslut.

### Fälttåget i Ryssland
För Piper och andra utgjorde ryssarna i första hand ett hot mot de svenska Östersjöprovinserna och han förespråkade att den svenska armén borde marschera dit, då provinserna utgjorde viktiga militära stödjepunkter för svensk handel i Östersjön och då jordbruket i Livland var viktigt för Sveriges försörjningsläge. Målet för Piper och hans kolleger var att säkra kontrollen över Östersjöprovinserna för att därefter sluta fred. Men kungens strategi var att Ryssland skulle slås i grunden och därför ville han inte besegra den ryska armén i Baltikum, utan i stället marschera rakt mot Moskva, det ryska rikets hjärta. Piper var återigen skeptisk till kungens strategi och både han och omgivningen häpnade över kungens våghalsiga fälttåg mot Rysslands hjärta.
| ”                                                                                        | "Jag fruktar fienden icke heller inom sina gränser lärer hålla stånd eller låta ankomma på en batalj. Så lärer däraf intet annat kunna följa än att H. M:t måste förfölja honom i dess eget land, hvilket lärer blifva en af de svåraste campagner." | „ |
| – Carl Piper, Ur Pipers brev till Hedvig Eleonora, daterat 27 februari 1708 i Smorgonie. | |   |

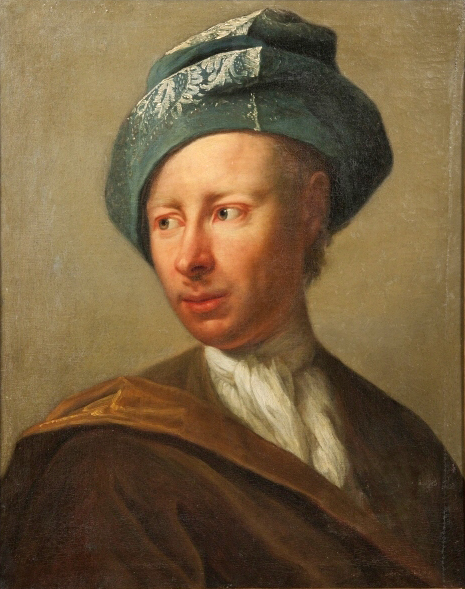
Carl Pipers kusin Gustaf Abraham Piper (1726) av Johann Gottfried Tannauer.

Under 1708 trängde den svenska armén in i östra Polen. Avstånden mellan fältkansliet och Sverige växte för var dag och svårigheten att kommunicera med Sverige skapade oro hos kanslipersonalen. Sommarvädret 1708 var ogynnsamt och förhalade den svenska arméns förflyttningar. Piper färdades i en täckt vagn med kungen och när tillfälle fanns övernattade han hos lokala adelsmän. Han beklagade de ogynnsamma omständigheterna med svårframkomliga vägar och sjukdomar som spreds bland soldaterna. Kungen var vid denna tid mycket tystlåten och tankfull och öppnade sig för Piper angående möjligheten att skicka ett brev till Peter I och utmana honom på tvekamp. Men han avråddes bestämt av Piper, som påpekade att tsaren aldrig skulle ställa upp och att ett sådant anbud skulle fläcka kungens goda rykte. Kungen följde Pipers råd och slog idén ur hågen. Den 11 september 1708 befann sig den svenska armén vid den polsk-ryska gränsen och på senhösten gick svenskarna in i ryskt territorium. Fram mot december 1708 inföll en hård vinter som drabbade hela Europa och under julen skulle tusentals svenska soldater duka under för den bitande kylan. En av dem som drabbades var Pipers unge kusin Gustaf Abraham Piper som tvingades amputera delar av sina fötter. Piper såg till att Gustaf Abraham fick den hjälp som fanns att få. Gustaf Abraham överlevde vintern 1708, men två av hans bröder omkom det året.
| ”                                                                                             | "Gud wet, att jag blifwer rätt ängslig, när jag tänker på wårt wäsende här, kongen spänner bågan så högt uti all ting, så at man fruchtar at alt på en gång brister. Här hiälpa inga förstälningar mera! Greve Leijonhufwud gir sig öfwer. Han säger sig aldrig hafwa kunnat tro, hwad han sedt ock hördt. Greve Piper wiser sig oftta så ledsen, at han säger reent ut, at han eij länger kan holla ut." | „ |
| – Olof Hermelin, Ur Hermelins brev till ämbetskollegan Samuel Barck, daterat 24 januari 1708. | |   |

Under fälttåget pågick en allvarlig konflikt mellan Piper och Rehnskiöld. Deras spända förhållande hade pågått sedan den svenska arméns inmarsch i Sachsen och enligt omgivningen uppfattades det som en maktkamp mellan arméns främste militär (Rehnskiöld) och främste civile befattningshavare (Piper) om inflytandet hos kungen. Rehnskiölds handlingslinje sammanföll med kungens offensiva planer, som Piper under krigets gång ville förhindra genom att försöka övertyga kungen att inte utföra riskfyllda företag. Motsättningen mellan dem båda, i kombination med deras hetsiga temperament och höga tankar om sin egen kompetens, gjorde att de inte kunde resonera med varandra utan en mellanhand, oftast generalkvartermästaren Axel Gyllenkrok.

#### Nederlaget vid Poltava
Mot bakgrund av den svenska arméns svårigheter gjorde Piper ett nytt försök att ändra i kungens strategi. Han föreslog att man temporärt skulle gå närmare floden Dnepr för att kunna underlätta brevutväxlingen till och från Polen och samtidigt få in fler trupper, specifikt det lätta polska kavalleriet som Piper särskilt eftersträvade. Men Karl XII bedömde att denna manöver skulle uppfattas som en reträtt, vilket bara skulle stärka ryssarna. Piper fick dock medhåll av kungens bundsförvant i fälttåget och en före detta tjänare till Peter I, kosackledaren Ivan Mazepa, som menade att kungens plan att driva den ryska huvudarmén ut ur Ukraina var farlig. Men kungens mål var att söka upp den ryska huvudarmén och besegra den. Marschen gick mot den befästa ryska handelsstaden Poltava, som Karl XII valde att belägra. Under en rekognosering den 17 juni 1709 hade Karl XII sårats svårt i foten och kunde därför inte som brukligt var föra befälet, och underrättelser om detta verkade ha gjort tsaren böjd att våga inleda ett fältslag. Den 22 juni fick Karl XII besked om att inga förstärkningar från Polen eller Sverige var att vänta, och Piper och Gyllenkrok förordnade därför att armén borde marschera tillbaka över Dnepr mot polskt territorium. Trots sin skada ville Karl XII inte försumma ett tillfälle att ta upp striden med tsaren. I ett krigsråd den 27 juni tillsammans med Piper, Rehnskiöld och överste Gustaf Henrik von Siegroth beordrade kungen att armén skulle gå till anfall och i stridsplaneringen utsågs Rehnskiöld till överbefälhavare. Piper skulle under den kommande drabbningen medfölja Karl XII, som skulle följa striden buren på en bår.

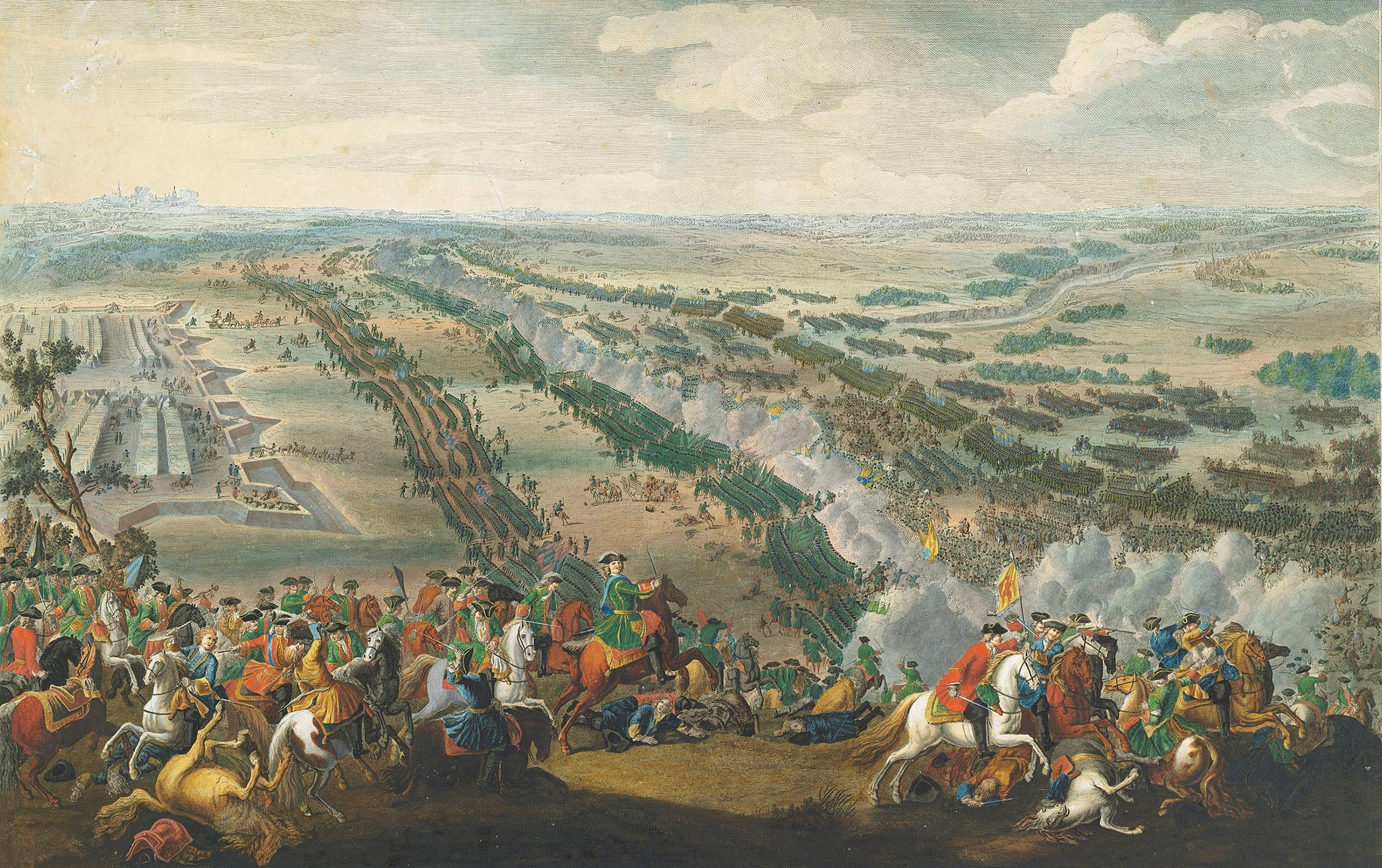
Slaget vid Poltavas slutskede (1726) av Pierre-Denis Martin.

Det avgörande slaget vid Poltava den 28 juni slutade med en katastrof för Karl XII och den svenska armén. Medan striderna rasade låg Piper och sov under ett träd vid svenskarnas samlingsplats vid Maloje Budisjtje. När ryska soldater var på väg mot Piper väckte Hermelin honom och bad honom att fly därifrån. På slagfältet hade det utbrutit kaos och ryssarna ställde till med en massaker på de retirerande svenska trupperna. Piper tog en häst och var nära på att rida rakt in i de ryska trupper innan han blev varnad av en svensk officer. Han stötte senare på Rehnskiöld och frågade honom var kungen befann sig, och samtidigt föreslog för fältmarskalken att han måste få de flyende trupperna till stånd, varpå Rehnskiöld besvarade endast med meningen "Alles ist verloren" (Allt är förlorat). Båda stötte senare på Gyllenkrok, som undrade vad man skulle ta sig till. Alla tre red sedan åt var sitt håll. Piper irrade omkring på fältet utanför Poltava för att ta sig tillbaka till trossen och åtföljdes av Dittmer, von Düben, majoren Johan Behr, krigsfiskalen Caspar Lampa och hovpredikanten Jöran Nordberg. Då de var vilsna föreslog Piper att de skulle bege sig till Poltava för att överlämna sig som fångar. Kommendanten Kelen tog hövligt emot dem och en rysk statssekreterare förde Piper till furst Alexander Mensjikovs tält i det ryska högkvarteret. Han blev väl mottagen av fursten själv och i tältet påträffade han Rehnskiöld, prins Maximilian och en rad andra tillfångatagna officerare. Senare stötte Piper även på Ludwig von Hallart, som i berusat tillstånd anklagade Piper för den behandling och den hårda arrest som han utsattes för i Sverige. von Hallart lugnade ner sig först när Mensjikov och fältmarskalken Boris Sjeremetev trädde emellan. Sjeremetev bjöd Piper på en aftonsupé och upplät sitt sovtält och sin säng till Piper, samt erbjöd ett mindre handlån på 1 000 dukater. Pipers tillfångatagande sågs som en stor triumf för ryssarna och det påstås att Peter I själv utbrustit att "Piper ska också få göra fullt skäl för namnet".

## Fångenskapen (1709–1716)

### Fredsförhandlingar

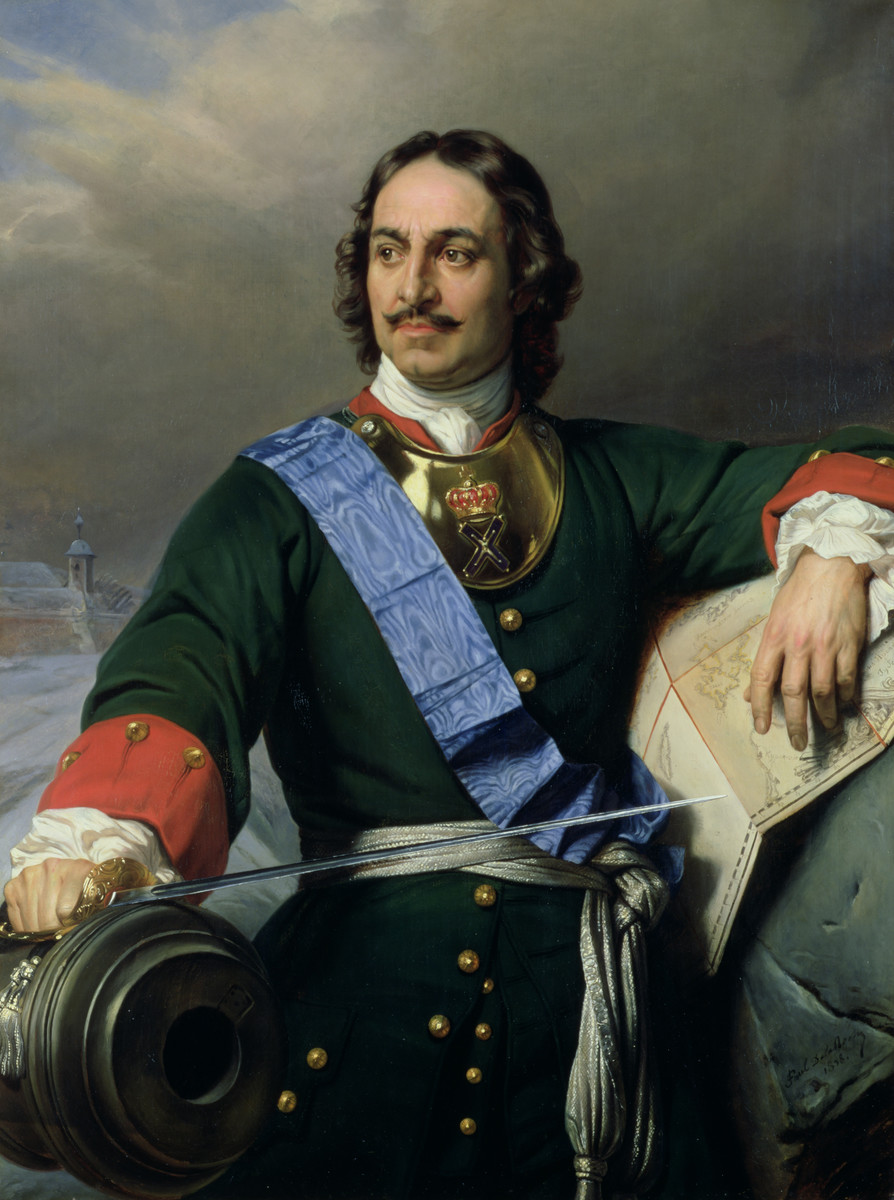
Peter I den store (1830) av Paul Delaroche.

Den 29 juni bad Piper om hjälp att få tillbaka sitt bagage som han antog redan hade tagits om hand av ryssarna. Hans bagage identifierades men hade fullständigt plundrats av Mensjikov och hans uppvaktning. Även hans bästa hästar och hjulen från hans vagn hade tagits som byte. Senare anlände Pipers svåger, generalmajor Meijerfeldt som sändebud från Karl XII med anhållan att få tala med Piper. Piper vaktades hårt och tilläts inte tala med sina medfångar, men för Meijerfeldt gjordes ett undantag först efter att Piper gick med på att den ryske rikskanslern Gavriil Golovkin och underkanslern Peter Sjafirov övervakade mötet. Meijerfeldt förde med sig order från kungen om att Piper skulle förhandla fram ett fångutbyte och inleda fredsförhandlingar. Omedelbart påbörjades en diskussion om dessa frågor. Ryssarna ville att fångutväxlingen skulle ske individuellt mellan fångar av likartad rang vilket kom som ett hårt slag för Piper då de ungefär 1 500 ryska fångarna i Sverige bara skulle kunna frigöra en bråkdel av de svenska krigsfångarna. Ryssarna var mer intresserade av fredsfrågan, men Piper tvekade då han menade att han saknade tillräckliga instruktioner för att kunna förhandla. Ordväxlingen förvärrades och blev hetsigare genom att Golovkin menade att det svenska förhandlingsläget inte var det bästa och att ryssarna hade starka allierade på sin sida, men Piper replikerade att Sverige fortfarande hade styrka och pengar nog att fortsätta kriget och att kungen inte skulle acceptera några landavträdelser. Samtalet och den hätska stämningen avbröts av tsaren själv, vars hand Piper lät kyssa utan att ett ord utväxlades dem emellan.
Efter att Karl XII passerade Dnepr tog han sig in på turkiskt territorium och slog sig ned i staden Bender. Det första brevet till Karl XII från Pipers fångenskap var ett dikterat krav från Peter I som föreslog ett byte mellan Mazepa och Piper. Piper blev mycket upprörd över detta förslag, då han ansåg sig själv vara en trogen tjänare till sin kung och jämfördes med en person som av ryssarna ansågs vara den värsta förrädaren. Utväxlingen kom dock aldrig till stånd då Karl XII avvisade förslaget helt, och när Mazepa dog den 2 oktober 1709 blev frågan ointressant. Den 13 juli kallades Piper till nya fredsförhandlingar. Den 16 juli skickades kanslisekreteraren Cederhielm till Stockholm på tre månaders permission för att vidarebefordra brev, och genom honom hade Piper möjlighet att framföra synpunkter och förslag utan rysk censurering. Piper läste igenom de ryska fredskraven, som han snabbt avfärdade och krävde att dessa skulle lindras då risken var att de snarare skulle uppnå motsatt effekt än den önskade. Ryssarna stod på sig och ansåg att de ryska fångarna i Sverige behandlades för hårt, och de begärde att Piper skulle skicka ett brev till riksrådet i Stockholm och berätta att de svenska krigsfångarna behandlades väl av ryssarna. Piper vägrade att skriva brevet och anförde att de ryska fångarnas missnöje i Sverige är obefogat och att de hade haft större frihet än de borde ha haft, samt att han fått veta från tidigare svenska fångar att dessa inte hade behandlats väl. Därför krävde han att de nya fångarna själva måste få utvärdera sin situation så fort de placerades utanför tsarens åsyn. Pipers samarbetsovilja togs illa emot och han tvingades till slut falla till föga. Tillsammans med Rehnskiöld och de övriga tillfångatagna generalerna skrev Piper ett brev till Sverige med en begäran om att de ryska fångarna i Sverige skulle få en lindrigare tillvaro, samt gav en försäkran om att de svenska fångarna behandlades mycket väl. Meijerfeldt fick uppdraget att framföra de ryska fredsvillkoren inför Karl XII, som ryssarna hade lokaliserat tre veckor efter slaget vid Poltava.

### Vistelsen i Kiev och triumftåg
Den 20 juli beordrades Piper att bryta upp och följa med tsaren och dennes ministrar på en sex dagar lång resa till Kiev. Med sig hade Piper den personal vid kansliet som delade hans fångenskap, svågern och ryttmästaren Michael Törnflycht, Jöran Nordberg samt en uppsättning tjänare. Sällskapet inkvarterades i Kievs fästning där de spärrades in utan möjlighet att röra sig fritt. Under vistelsen i Kiev blev Piper kallad till flera förhandlingar med Golovkin och Sjafirov, och hade även sitt första längre samtal med Peter I där de diskuterade svenskarnas relation till Mazepa. Piper ville ge tsaren korta och korrekta svar på dennes frågor för att inte väcka tsarens obehärskade raseriutbrott, med vetskapen om att han själv inte stod särskilt högt i kurs. Under oktober och november fick Piper återkommande rapporter om de svenska fångarnas miserabla förhållanden på olika håll samt om vissa svenskar som gjort uppror eller försökt rymma. Gällande de flesta rapporterna kunde Piper inte uträtta något, men för de meniga soldaterna i hans närhet förhandlade han med Kievs vojvod och lyckades få fram en del medel åt dem.

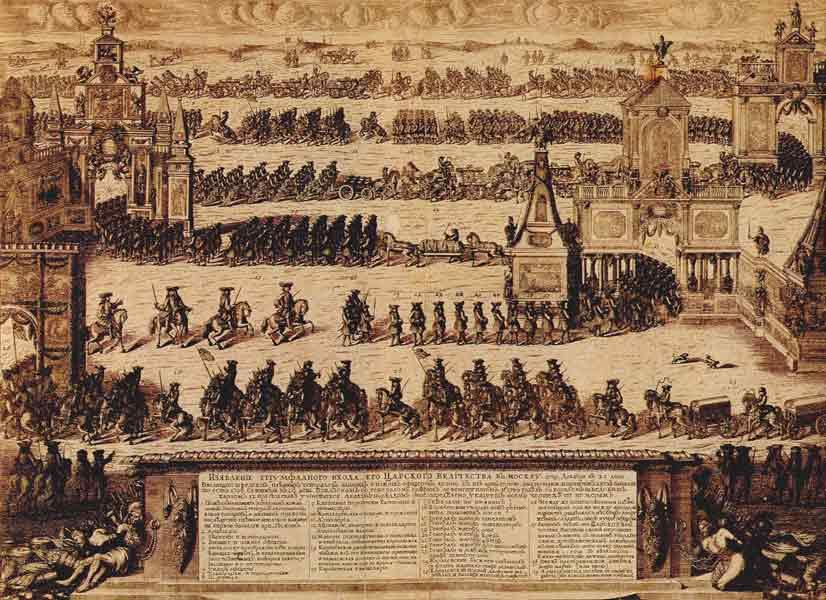
Samtida illustration av det ryska triumftåget i Moskva den 23 december 1709.

Efter fyra månaders vistelse i Kiev fick Piper den 27 november order om omedelbar avresa mot Moskva. Tre dagar senare kunde Piper och hans sällskap påbörja sin resa och den 5 december kom man fram till den första ryska staden, Zensk. Sex dagar senare beordrades sällskapet att göra ett kortare uppehåll, då Piper blivit sjuk av matthet, och på grund av sin ohälsa fick han tillåtelse att vila ett par dagar. Den 15 december fortsatte sällskapet sin resa, och några dagar senare anlände de till en av tsarens gårdar utanför Moskva. Där anlände senare Cederhielm och fick ansluta till Piper. Från Cederhielm fick Piper mer information om läget i Sverige och hur nyheten om den svenska arméns förlust och tillfångatagande tagits emot där. Piper fick från riksrådet relativt fria händer att agera kring fångutväxlingen, men fick uppmaningen att prioritera de officerare som tillfångatagits vid Poltava, och angående fredsförhandlingarna fick Piper i uppdrag att förhandla fram formerna men inte innehållet. Under sin tid på gården blev relationen till Peter I allt känsligare, eftersom Piper i samband med sin sjukdom stötte sig med tsaren efter att ha tackat nej till dennes erbjudande om att skicka över sin livmedikus.
Den 23 december anordnade Peter I ett stort triumftåg i Moskva till firandet av segern vid Poltava. Krigsfångarnas tåg som omfattade omkring 20 000 svenska soldater ställdes upp i rangordning, där Rehnskiöld och Piper gick sist i tåget. Bakom Piper marscherade Preobrazjenskijregementet framför tsaren själv. Marschen gick genom sju triumfportar bemålade med teman från slaget vid Poltava, och Piper och generalerna deltog i tsarens ätande och drickande medan de svenska soldaterna och underofficerarna tvingades stå stilla i den isande kylan utan mat och dryck. När marschen var över försågs Piper och generalerna med slädar som tog dem till gården Posolskij Dwor, där främmande ambassadörer fick sin tillfälliga logi. Piper tvingades dela kammare med både Rehnskiöld och general Adam Ludwig Lewenhaupt, men efter klagomål fick han löfte om en bättre bostad efter julhelgen. Under helgen tillbringade Piper kvällarna med furstliga samkväm hos Mensjikov i dennes palats i närvaro av tsaren, och på nyårsdagen bjöds han över för att se på fyrverkeriet. Några dagar senare kunde Piper ihop med Rehnskiöld flytta in i ett ståndsmässigt hus som tidigare hade tillhört tsarens före detta svåger Avram Lopuchin.

### Fångförvaltning i Moskva
De ryska myndigheterna godkände skapandet av en svensk exiladministration som hade som uppgift att tillvarata de svenska krigsfångarnas intressen och föra deras talan. Till administrationen vände sig riksrådet i Stockholm och Statskontoret, där den förra ville inhämta upplysningar om de svenska krigsfångarnas situation och den senare skickade över penningmedel till administrationen som skulle fördela pengarna till fångarna. Piper stod tillsammans med de överlevande i kansliet som ett slags garant för att detta skulle skötas professionellt. Piper fick under den första tiden behålla sin personal, som bestod av sekreterarna von Düben, Cederheilm och Ulrik Christian Frölich samt kanslisten Dittmer och kopisten Leonard von Klinckowström. En central person som saknades var Hermelin, som efter slaget vid Poltava hade försvunnit under mystiska omständigheter. Vid sidan av Piper stod även Rehnskiöld. Var för sig var de en tillgång för de svenska krigsfångarna, men när de skulle verka tillsammans utgjorde de ett problem. Under samma dag som de båda flyttade in i Lopuchins hus åt de middag tillsammans med några svenska officerare. Deras samtal under middagen kom att handla om händelserna vid Poltava, och Piper ska ha kritiserat Rehnskiölds ledarskap under slaget och hävdat att det var Rehnskiölds fel att det gick illa för den svenska armén. Pipers förolämpande uttalande gjorde att Rehnskiöld for ut mot honom. Lewenhaupt och Gyllenkrok gick emellan dem och sällskapet bröt upp. Några dagar senare kom Lewenhaupt att föreslå, först för Piper och därefter för Rehnskiöld, att de borde försonas så att deras fientliga förhållande inte skulle gå ut över de övriga svenska officerarna. Rehnskiöld och Piper kom inför närvarande generaler och överstar överens om att de skulle lägga fiendskapen åt sidan.

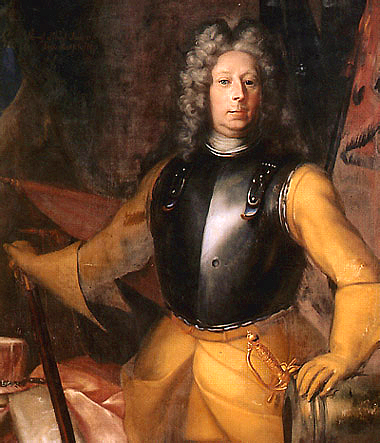
Fältmarskalken Carl Gustaf Rehnskiöld var Pipers närmaste medarbetare i det svenska förvaltningskontoret i Moskva. Målning av David von Krafft.

Den första tiden skötte Piper och hans kansli sitt arbete i Lopuchins hus. Detta arbete bestod i att skriva brev till myndigheter och beslutsfattare, renskriva utkast och förteckna alla utgångna och inkommande skrivelser, skapa ett arkiv för alla inkommande och koncept för utgående handlingar, samt göra bokföring över de medel som fanns till förfogande och de medel som skulle utbetalas i form av löner eller understöd, vilket var viktigt för de svenska officerarna så att inte de skulle lockas att ta anställning hos ryssar eller att tjäna den ryska staten. Piper tog också emot representanter för svenska fånggrupper och lyssnade till deras klagomål eller problem. Brev till tsaren och ryska makthavare skulle undertecknas av honom och Rehnskiöld. Piper såg också till att de svenska krigsfångarna inte skulle övergå till den rysk-ortodoxa läran och bildade därför ett konsistorium i Moskva som skulle ha ansvar för de omkring 60 prästerna som fanns i fångenskapen och upprätthålla den lutherska religionen. Prästerna var dock inte tillräckligt många och hade begränsade medel för att ta hand om det stora antalet krigsfångar som spreds runt i det ryska riket. Detta fick Piper att skrapa ihop och föra vidare medel till prästerna och prästvigda magistrar, samt att tillåta lekmän på avlägsna platser att hålla predikan. Även om Piper inte direkt var inblandad i konsistoriets arbete kom han ofta att lägga sig i deras ärenden, främst med att skapa endräkt då de svenska myndigheterna i Ryssland hade begränsade möjligheter att agera med kraft gentemot de svenska krigsfångarna. Piper ansåg att en mer pragmatisk inställning var nödvändig.
För att stävja dispyter mellan svenskar och upprorsförsök mot ryssarna tillsattes en svensk krigsrätt, och vid upprepade gånger var Piper tvungen att försöka ingripa när svenska fångar misshandlats eller rentav mördats av ryssar. Vid sådana tillfällen kontaktade Piper de ryska rättsmyndigheterna. Piper upptog stora delar av sin tid med att fördela resurserna till de mest nödlidande av de svenska fångarna, vilka förflyttades åt olika håll och detta medförde problem för framför allt de fattigaste fångarna. Flera fångar var dessutom sjuka eller skadade, oftast till följd av de stridsskador de ådragit sig under fälttåget och de amputeringar som ofta blev följden. Under flera år vände sig fångar till Piper med önskemål och böner, och Piper försökte hitta ekonomiska medel, skicka fältskärer och sammanträffa med ryska ledare för att lindra fångarnas lidande. Liksom var fallet med präster rådde det brist på fältskärer, och böner om medicinsk hjälp inkom återkommande från svenskar runtom det ryska riket. Piper fick dock rapporter om hur flera fånggrupper stadigt krympte på grund av hunger, hårt arbete och sjukdomar. Under vårvintern 1714 noterade Piper och Rehnskiöld att de fick penningmedel för 2 000 fångar, men att summan utgjorde endast sex till sju riksdaler per person efter två års utebliven lön. De svenska fångarnas situation förvärrades av att Finland hade ockuperats av ryska trupper, vilket gjorde att antalet fångar i Ryssland successivt fylldes på med tillfångatagna soldater från den livländska och svenska fronten, vilka förvaltningskontoret i Moskva måste försörja. Piper ansåg att det var viktigt att han och övriga i ledningen axlade sitt ansvar för att hålla modet uppe, och hans och Rehnskiölds enighet utåt var ett led i det som kan ses som ett moraliskt ledarskap. När de fick rapporter om osämja mellan svenskar i Tobolsk och i Kazan försökte de lösa tvisterna med försoning och genom överseende. I augusti 1714 fick Piper nyheter om att Karl XII tagit sig från Turkiet och anlänt till Sverige, vilket öppnade nya möjligheter att få stöd för sina äskanden om medel. Den 14 december 1714 skrev han ett brev till kungen där han underströk att fångarna mycket väl förstod att medlen var knappa i Sverige men ändå förväntade sig att kunna få ta del av kungens smulor.
För att underlätta tillvaron för Piper och hans medfångar gick Christina Piper i god för växlar som Statskontoret vägrat att lösa in på grund av pengabrist. På hösten 1712 löste hon en växel på 20 000 riksdaler som var avsedd för betalningen av fångarnas underhåll i Ryssland. I början av 1712 hade hon redan gått i god för mer än 60 000 riksdaler, som hon efter förhandlingar hade lyckats få garantier för att hon skulle ersättas för av staten. Hon fungerade även som ett slags bank för en del välbeställda privatpersoner som använde henne som ombud för att få över medel till anhöriga i Ryssland. I en sammanställning från januari 1715 över hur mycket paret Piper bidragit med sedan 1700 framgår att totalsumman uppgår till 266 277 riksdaler, varav närmare hälften var medel som ställts till kronans förfogande från 1709 och framåt. Trots den hisnande summan fanns det fortfarande medel kvar i familjen, vilket väckte liv i anklagelserna om att paret Piper kunnat sko sig genom den position som Piper tidigare hade haft. Ett fientligt uttalande mot Piper var en predikan som hölls av hovpredikanten Johannes Ekendahl i Jacobs kyrka i januari 1714, där denne anförde att en förnäm engelsk herre med stora summor pengar hade förmått en av landets främsta ministrar att förleda kungen att anfalla Ryssland och därmed orsakat landets olycka.

#### Utebliven fångutväxling

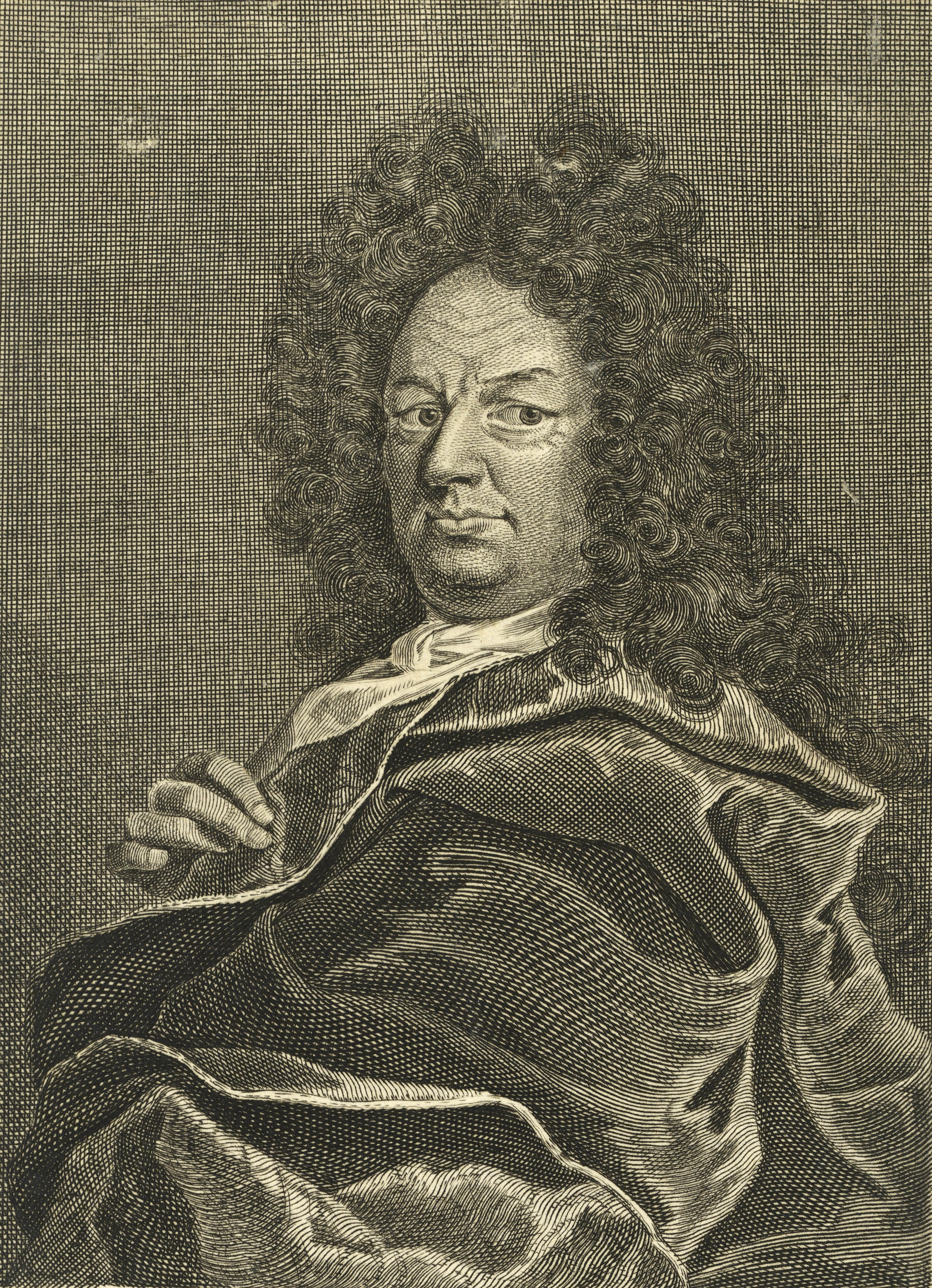
Carl Piper av Martin Bernigeroth.

Under hösten 1710 uppstod en möjlighet till utväxling av såväl Piper som Rehnskiöld och Lewenhaupt. Piper godkände ett förslag som gick ut på att han själv skulle utväxlas mot prins Alexander av Imeretien. I slutet av september reste Piper tillsammans med Rehnskiöld och Lewenhaupt från Moskva till Sankt Petersburg, dit de anlände den 4 oktober. Utväxlingen gick dock snett då Piper gjorde invändningar mot utbytet som han ansåg vara ojämlikt, då han skulle bytas ut mot en fursteson. Han menade att flera svenskar borde komma loss i utbytet mot en prins. Ryssarna å sin sida spädde på med kravet att också generalen Ivan Trubetskoj skulle ingå i utbytet mot Piper och att svenskarna kunde få loss överste Gideon Fock. Piper betraktade det som ett dyrköpt byte för svenskarna, men han varnades av ryssarna att han redan låg illa till och att tsaren skulle ta mycket illa upp om han konstrade. Svenskarna avvisade även andra ryska krav, som att Lewenhaupt skulle bytas ut mot furst Jakov Fjodorovitj Dolgorukov och att både Lewenhaupt och Rehnskiöld skulle inlämna en skriftlig försäkran om att de aldrig mer skulle tjäna Karl XII. Förhandlingarna drog ut på tiden och jul och nyårsafton förflöt utan att förhandlingarna ledde någonvart. Den 2 januari 1711 firades det ryska nyåret och Piper bjöds på middag hos furst Mensjikov och kunde sammanträffa med flera ryska adelsmän, diplomatiska sändebud från Danmark, Sachsen och Tysk-romerska riket, hertigen av Kurland samt Peter I själv. Två dagar senare påbörjades resan tillbaka till Moskva, eftersom utväxlingen ställdes in.
Piper nämnde aldrig själv att han var besviken över den misslyckade utväxlingen, men det var inte med någon glädje han, Rehnskiöld och Lewenhaupt återsåg Moskva och fick veta att Lopuchins hus inte längre stod till deras förfogande, vilket tvingade dem att inkvarteras i ett gammalt och förfallet hus. Piper återupptog sitt arbete med de svenska fångarna och försökte skaffa mer hjälp från myndigheterna i Sverige. Med tiden kom Piper och Rehnskiöld att inse att riksrådet, Statskontoret och Kammarkollegium i Stockholm inte förmådde hjälpa de svenska krigsfångarna tillräckligt. Därför skärpte de tonen mer och mer i sina gemensamma skrivelser. I februari 1713 beklagade sig Piper över att en växel på 20 000 daler silvermynt som han hade dragit på Christina inte betalats av Statskontoret, vilket tvingade henne att ta lån mot ränta motsvarande halva summan och sälja Pipers värdefulla guldmedaljer och andra guldföremål. Piper konstaterade att hans fru inte längre kunde lösa några växlar och att han själv inte kunde ta ur egna medel för att stödja särskilt utsatta fångar, vilket han stundtals hade gjort förut. Den 20 maj skrev Piper och Rehnskiöld en gemensam skrivelse till Kammarkollegium och beklagade sig över kollegiets hårda administrativa krav på den svenska fångförvaltningen och på den ineffektiva svenska byråkratin. Pipers och Rehnskiölds utbrott hade dock ingen verkan och trots påstötningar och förslag från Pipers sida tvingades de lösa ut stora paket till dryga kostnader.
I juni 1711 utverkade Christina en skrivelse från riksrådet där Piper skulle garanteras tillstånd att på permission resa till Sverige, under förutsättning att den svenska staten inte skulle förhindra utbetalningen av den ekonomiska säkerhet som Christina skulle ställa för hans räkning. Målet uppnåddes dock inte. Ett annat försök från henne att få Piper befriad gjordes genom Stanisław Leszczyński, som till följd av August II:s maktövertagande efter det svenska nederlaget vid Poltava tvingats lämna Polen och leva i exil i Sverige. Tanken var att Stanisław skulle användas som förmedlare för att kunna få Piper utbytt mot polska krigsfångar i Sverige, och det kunde finnas ett polskt-ryskt intresse att bifalla en sådan affär. Trots att Stanisław arbetade intensivt med frågan kom heller inte detta försök att leda till önskat resultat. Därefter korresponderade hon intensivt med riksrådet, kungen och i meddelanden till adelsståndet om att man från svensk sida borde försöka utväxla Piper mot någon av de ryska generaler som fortfarande fanns kvar i svensk fångenskap.

### Livet i fångenskapen

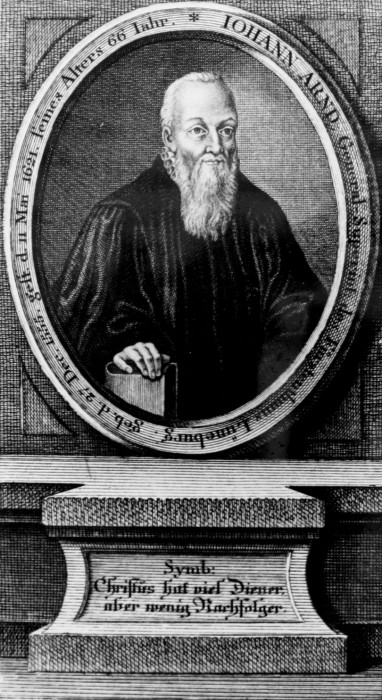
Under tiden i fångenskapen blev Piper alltmer intresserad av den pietistiska läran. En av dess föregångare var teologen Johann Arndt, vars psalmer Piper lät översätta till svenska.

Relationerna till de ryska ledarna förändrades med åren. Tidigare hade Piper och Rehnskiöld mestadels skriftlig kontakt med Peter I, medan de direkta mötena med tiden glesnade. Pipers betydelse i relation till tsaren, liksom hans politiska betydelse, minskade när fredsfrågan inte längre var aktuell. Tsarens förhållande till Piper förblev frostigt, och efterhand fick Piper färre tillfällen att träffa centralt placerade ryska beslutsfattare. Mer kontinuerliga kontakter hade Piper med Golovkin och Sjafirov, som Piper ofta kallades till och förhandlade med under de första åren i fångenskap. En annan person som Piper var i kontakt med var furst Matvej Gagarin, som var guvernör över Sibirien. Av okända skäl uppträdde Gagarin ofta generöst och välvilligt mot svenskar som skickats till Sibirien, vilket Piper vid upprepade tillfällen tackade honom för.
Tiden efter Poltava kom Piper att avskiljas från utövandet av politisk makt i Sverige. Breven mellan honom och den svenska statsledningen censurerades, och ny utrikespolitisk rådgivare blev statssekreteraren von Müllern som tillhörde kungens kanslipersonal i Bender. Piper uppehöll dock vissa uppdrag fram till sin död. I formell bemärkelse var han fortfarande hovets högste chef. I realiteten skötte hovmarskalken Nicodemus Tessin Pipers arbetsuppgifter i Stockholm och i Bender hade kungen en egen hovchef. Som universitetskansler försökte han så långt det var möjligt att bidra till Uppsala universitet, och han korresponderade flitigt med ärkebiskopen Haquin Spegel som höll ögonen på universitetsledningen. Pipers korrespondens med Christina skedde på tyska och breven passerade den ryska censuren innan de släpptes vidare, vilket är anledningen till att de huvudsakligen var formella till sin karaktär och mestadels handlade om ekonomiska angelägenheter. Privata ämnen utelämnades då ingen av dem ville riskera att värdefull information skulle hamna i ryssarnas händer. Ibland kunde Christina skicka kläder och brännvin till Piper och ibland fungerade hon som mellanhand mellan förvaltningskontoret i Moskva och myndigheter och privatpersoner i Stockholm.
Under fångenskapen i Ryssland kunde Piper hålla sig med en stor uppvaktning. Jöran Nordberg fungerade som huspräst, fältskären Grass var i praktiken Pipers personliga livmedikus och hans hovmästare Hindrich Vinhagen fungerade som ett slags kurir. Dessutom hade han flera lakejer som bistod honom i hans dagliga uppehälle och egna hästar och egen vagn med stalldrängar som kunde fungera som kuskar. De ledande svenskarna hade en relativt stor rörelsefrihet inom Moskva och kunde umgås fritt. Den första tiden blev Piper och andra svenskar bjudna på middagar och förströelser hos ryska adelsfamiljer, men dessa tillställningar blev färre ju längre tiden led. Ibland deltog Piper på bröllop mellan svenska soldater och änkor. Med tiden blev Piper och andra fångar alltmer intresserade av den pietistiska läran. Med hjälp av sin kusin Gustaf Abraham översatte Piper psalmer ur den tyske teologen Johann Arndts verk En sann kristendom till svenska. Den religiösa väckelse som uppstod bland de svenska fångarna spelade roll för Pipers inställning att han hade lättare än tidigare att känna medlidande. Arndt lästes av svenskar över hela det ryska riket och hans skrifter och tankar spreds vidare till Sverige när stora grupper krigsfångar återkom efter krigsslutet. Christina lät senare vidarebefordra Pipers översättningsarbete till trycket, något hon lät bekosta och som utgavs i början av 1730-talet.

### Isolering och utpressning
Vid vissa tillfällen drabbades Piper av ryssarnas vedergällning när de fick rapporter om att ryska krigsfångar hade behandlats illa i Sverige. Vid ett tillfälle under januari 1712 fördes han till senaten i Moskva tillsammans med Rehnskiöld och andra svenska generaler. De bestraffades med hård arrest och mellan januari och februari 1712 placerades de under bevakning i sina hus av ryska soldater med laddade gevär, och inget tjänstefolk tilläts komma in. På grund av Pipers opasslighet tilläts fältskären Grass göra honom besök, och en del kläder och drycker fick också föras till honom. Han fick även besked att han måste sälja sina hästar, och brevcensuren var fortsatt hård. I augusti 1714 hade han nyligen fyllt 67 år och hans hälsotillstånd försämrades av lunginflammation, bröstvärk och gikt. Trots sin sjukdom kunde Piper i huvudsak hålla sig frisk nog för att kunna sköta sitt ämbete. Den 18 december 1714 fick Piper, i närvaro av Rehnskiöld, samtliga generaler och en del överstar, besked om att han skulle förflyttas till Sankt Petersburg på nytt, samtidigt som militärerna skulle förflyttas till ett hårdare fängelse utanför Moskva. Anledningen till detta var att Peter I fått nyheter om att ryska fångar från Stockholm hade skickats ut på landsorten och han avsåg därför att göra samma sak med Piper och andra ledande svenskar. Den 19 december tog Piper farväl av de församlade och till sin kusin Gustaf Abraham, och avreste ihop med lakejen Petter Holling och en kock.

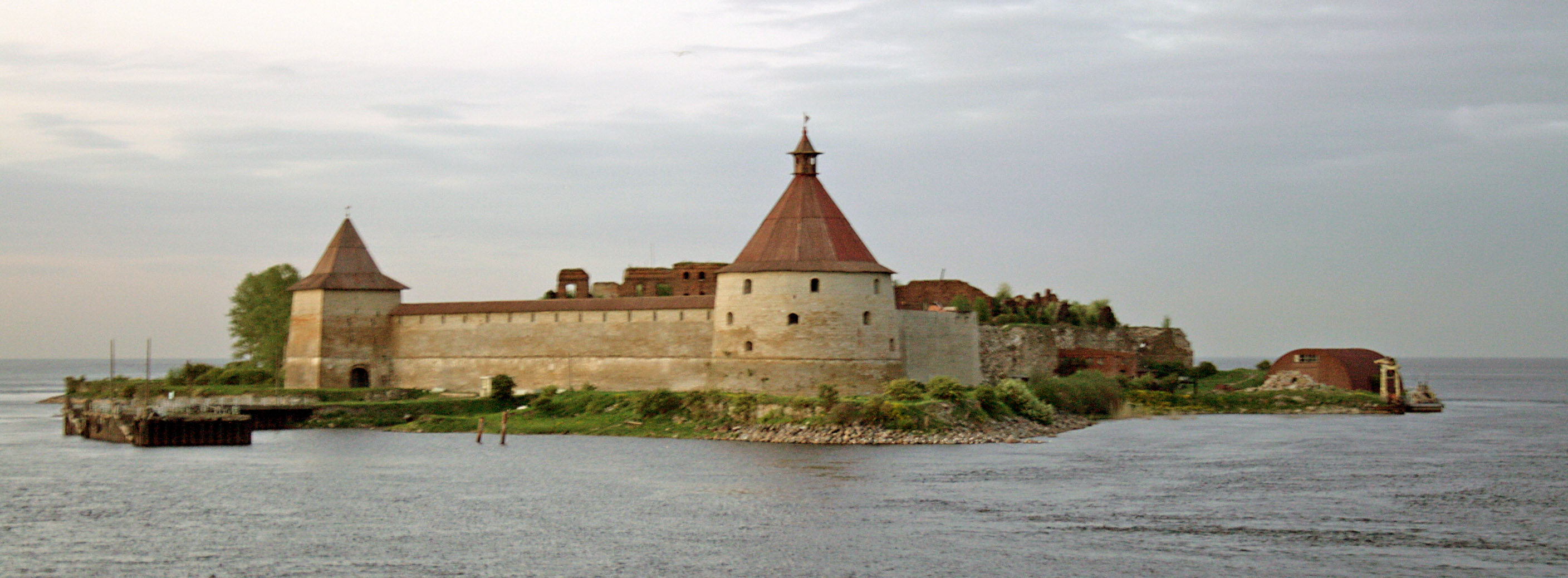
Piper fängslades i fästningen Nöteborg i Ingermanland, där han senare avled efter umbäranden.

När Gustaf Abraham ett par månader senare anlände till Sankt Petersburg för att själv bli utväxlad, inkvarterades han i Peter-Paulfästningen där också Piper befann sig. Gustaf Abraham fick veta av lakejen Holling att Piper satt inspärrad utan någon kontakt med omvärlden och tvingades skriva under en växel som Christina förväntades lösa in, men att han ville att Gustaf Abraham skulle se till att den aldrig betalades. Han skulle få Christina att utåt sett vilja betala men sedan se till att kungen förbjöd henne att göra det. När saken kom till det svenska riksrådets och Karl XII:s kännedom förbjöds verkligen Christina av kungen att lösa växeln. Som hämnd för ryssarnas utpressning på Piper sattes den ryske generalen Trubetskoj i hård arrest och avtvingades en växel på motsvarande summa: 30 000 riksdaler. Senare skickades Piper till Nöteborgs fästning, vilket besvarades med att Trubetskoj sattes i fängsligt förvar i Jönköping ihop med sin fru.
Orsaken till den hårda behandlingen av Piper ansågs således från svensk sida vara att Peter I hade försökte pressa honom på pengar. Enligt Nordberg skulle tsaren genom kanslern Sjafirov ha avkrävt Piper 100 000 riksdaler. Ryssarna hade råkat bränna några holländska skepp när de intog Helsingfors, något som de nederländska generalstaterna sökte kompensation för. Tsaren skyllde händelsen på Karl XII och ansåg att det skadestånd som skulle utbetalas till holländarna kunde utkrävas av Piper. Då Piper enligt Nordberg vägrade att ta ansvar för händelsen, sattes han först i tre dagars arrest utan mat och dryck, och därefter sattes han i tre veckor att fasta på vatten och bröd. En fortsatt vägran från Pipers sida att betala tsaren skulle leda till hans död. Piper gick därför med på att skriva en växel på 30 000 riksdaler, som tsaren lät sig nöja med. Karl XII:s vägran att låta Christina lösa växeln blev på så sätt en dödsdom över Piper eftersom det gav tsaren en förevändning att ytterligare försvåra hans tid i fångenskap.

## Död och begravning

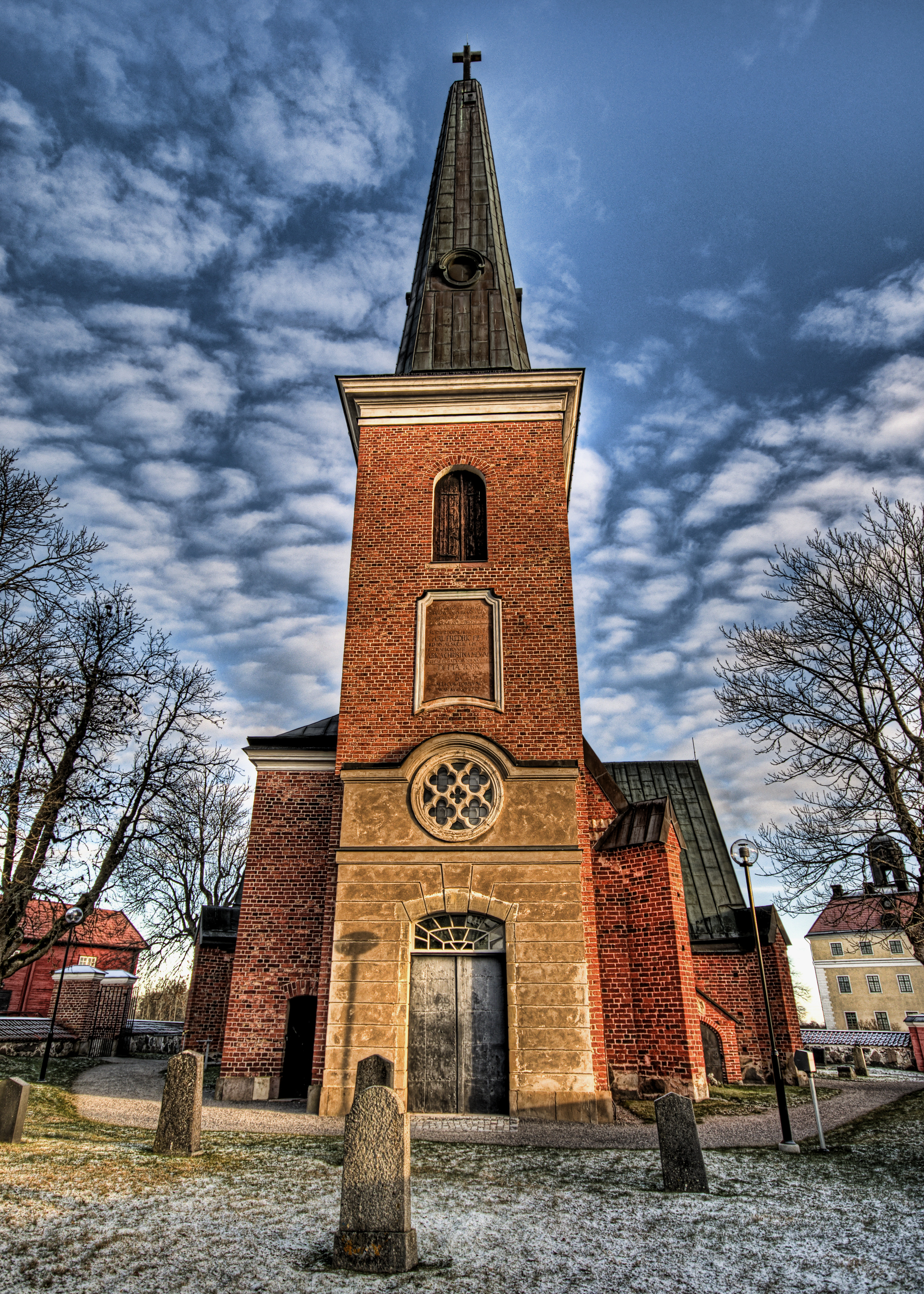
Piper begravdes i Ängsö kyrka på Ängsön i mellersta Mälaren.

Piper avled efter umbäranden den 29 maj 1716 i sin cell på fästningen Nöteborg. Tidigare under hösten 1712 skrev han sitt testamente och hans önskan var att få begravas i tyska evangeliska kyrkan i Moskva och att Jöran Nordberg skulle hålla likpredikan över den text Piper själv hade valt ut. Dessutom skulle delar av hans kontantkassa delas ut till hans tjänstefolk och till de mest nödlidande svenska fångarna, medan resten skulle fördelas inom hans familj, och en ospecificerad summa gå till stipendier vid Uppsala universitet och Linköpings gymnasium. Slutligen ville Piper gynna sina närmaste medarbetare genom att ge Christina uppgiften att rekommendera Cederhielm, von Düben, Dittmer och Klinckowström "till nådig ihugkommelse och befordring", att hovmästaren Vinhagen skulle rekommenderas kunglig tjänst och att alla hans lakejer skulle tas om hand av Christina. Hans arv var dock inte tillräckligt för att försörja tjänstefolket och fångarna och en begravningsakt i Moskva var osannolik, då han avled i Nöteborg. Men det påstås att hans kropp saltades in för konservering för att senare kunna föras till Sverige. Rehnskiöld fick själv ta hand om fångförvaltningen fram till sin frigivning den 30 oktober 1718.
Pipers kropp stannade kvar i Ryssland till hösten 1718, då den överfördes till Åland och där hämtades upp av en fregatt från Vaxholm med svart flagg och svarta vimplar. Hans kista stod över vintern i Petersenska huset. I sitt testamente nämnde han Sturefors eller Storkyrkan som möjliga gravplatser, men Christina beslutade att han skulle begravas privat i en marmorsarkofag i Ängsö kyrka. Nordberg förrättade begravningen, som ägde rum den 3 maj 1719.

## Eftermäle
Carl Piper var en god representant för den lågbördiga ämbetsmannaadel som under Karl XI:s regering undanträngde den gamla bördsaristokratin och nådde till rikets högsta poster. Piper och hans fru Christina delade samma erfarenhet av att sträva uppåt i en social hierarki och utmana den gamla adelns föreställning om bördsföreträde. Piper var skicklig på att utnyttja sin ställning för att nå egen framgång både ekonomiskt och socialt, vilket gjorde honom mycket rik och på sin tid blev han en av Sveriges största jorddrottar. Samtidigt var Piper mycket illa omtyckt av flera svenskar, vilka betraktade honom som maktlysten och girig, och för den gamla adeln representerade Piper allt ont en uppkomling kunde stå för. Pipers tid i fångenskapen framstår som hans mest betydande i positiv mening. Trots hans svårigheter med censur och bristande rörelsefrihet och ekonomiska tillgångar gjorde han en avgörande insats för de tusentals svenska fångarna som fanns utspridda i det väldiga ryska riket. Till skillnad från bilden av den prestigebundne girigbuken, framstår han under sin tid i Ryssland som en person med ambitioner att bli en samlande ledare. Hans stridigheter med både svenska och ryska myndigheter vittnar också om hans tapperhet.
Piper har både av sin samtid och i efterhand tillskrivits stor betydelse för sin mycket inflytelserika post hos Karl XII. Detta gjorde att flera människor av olika nationaliteter och bakgrunder ville ställa sig in hos honom för att vinna favörer hos kungen, alternativt gå via Christina för att förmå henne att tala med sin man om angelägna ärenden. Pipers betydelse som rådgivare har dock ifrågasatts. Frågor har väckts om huruvida han verkligen spelade en så avgörande roll för stora nordiska krigets utveckling. Karl XII tog inte råd när han väl hade bestämt sig, vilket tycks ha gällt även Pipers råd, och i de frågor som var avgörande för den svenska utrikespolitikens inriktning hade de synpunkter Piper framförde liten eller ingen inverkan på kungens beslut. Däremot, när det gällde befordringsärenden, ersättningsfrågor och en mängd praktiska ärenden som berörde både den militära och den civila organisationen fanns det med all sannolikhet utrymme för Piper att spela en avgörande roll, om han ville. Karl XII kunde inte ha överblick över varje ärende som passerade kansliet, speciellt inte de ärenden som förhalades eller sorterades bort från hans åsyn, vilket gjorde att kungen måste lita till sina rådgivares omdömen.
Pipers eftermäle har i hög grad präglats av att han både fått symbolisera allt det dåliga som tillskrivits Karl XII och personifiera alla bakslagen mot slutet av det karolinska enväldet. Men hans eftermäle kan också ha att göra med att han i någon mening tillhörde det förgångna. Hans förankring i sitt borgerliga ursprung snarare än i den adel han kom att tillhöra, kan kopplas till hans tro på utbildning i stället för adelns tro på börd. Likaså kan hans vilja att satsa de militära resurserna på att återta och skydda de svenska Östersjöprovinserna kopplas till hans borgerliga ursprung, eftersom detta var borgarnas sätt att värna om svenska handelsintressen i Östersjön och säkerställa det svenska rikets försörjning. Staten var central i Pipers tänkande, och då en stark kungamakt skulle garantera en stark stat, blev Piper en anhängare av det karolinska enväldet. Den starka staten utgjorde en möjlighet för ämbetsmän som Piper att spela en roll som tidigare hade tillkommit enbart den jordägande adeln, och en stark stat kunde garantera borgerskapets näringar. Piper blev, inte utan egen förskyllan, syndabock för en maktfullkomlig kungs misslyckanden. Han var en produkt av enväldet och en samhällsförändring där kompetens och lojalitet tilläts spela en större roll än börd.

### Gods och byggnadsprojekt
Under 1690-talets andra hälft uppförde Nicodemus Tessin på Pipers beställning Piperska palatset vid Munkbrogatan 2, i närheten av Petersenska huset. Det Piperska palatset var tre våningar högt med två flyglar som vette ner mot vattnet. När palatset stod färdigt hyrdes det ut till greve Gabriel Falkenberg innan det senare överläts på Pipers barn. Vid samma tid införskaffades en malmgård på Kungsholmen av en av Christinas släktingar. Denne uppförde två trähus som fungerade som familjens bostad, och som fick namnet Piperska muren. År 1695 anlades en stor barockträdgård med ett orangeri där man odlade flera träd och växter, däribland grönsaker och rotfrukter, som paret sålde eller gav bort till andra fastighets- och trädgårdsägare.
År 1699 köpte Piper och Christina egendomen Sturefors i Vists socken nära Linköping, och Christina övervakade bygget av ett stort karolinerslott som färdigställdes 1704 efter Nicodemus Tessins ritningar. År 1702 överläts Kumla herrgård i Tyresö socken till Piper och Christina. Piper överlät i sin tur herrgården 1705 till sin styvfar Olof Törnflycht. År 1710 köptes Ängsö slott och gods på Ängsön i Mälaren, och den tillhörande kyrkan iordningställdes till gravplats för Piper och Christina. År 1738 köptes Hässelbyholm i Fogdö socken i Södermanland av Magdalena Lewenhaupt, änka till Christinas bror Michael Törnflycht. År 1750 köptes jordegendomen Springsta i Västmanland.
Förutom Sturefors riktade Christina och Piper sina blickar mot Skåne där det på flera håll var köparens marknad. År 1704 köpte Christina egendomen Krageholm i Sövestads socken. Detta följdes senare av uppköpen av egendomarna Högestad i Högestads socken, Baldringe i Baldringe socken år 1708, Glimmingehus i Vallby socken, Björnstorp i Gödelövs socken, Toppeladugård i Genarps socken och Torup i Bara socken, de två sistnämnda under år 1725.
Efter Pipers död sköttes hans förmögenhet och egendomar av hans praktiskt lagda och ekonomiska hustru, som bedrev en stor jordbruks- och industrirörelse i Skåne och blev en framgångsrik och skicklig industrialist och godsägare. År 1725 köpte hon det nedgångna Andrarums alunbruk och förvandlade det till Skånes största industriverksamhet, samt uppförde där mellan 1737 och 1741 Christinehofs slott. År 1747 instiftade hon de fyra fideikommissen Högestad, Sturefors, Ängsö och Hässelbyholm åt sina barn och barnbarn, som de ärvde efter Christinas död den 25 mars 1752.

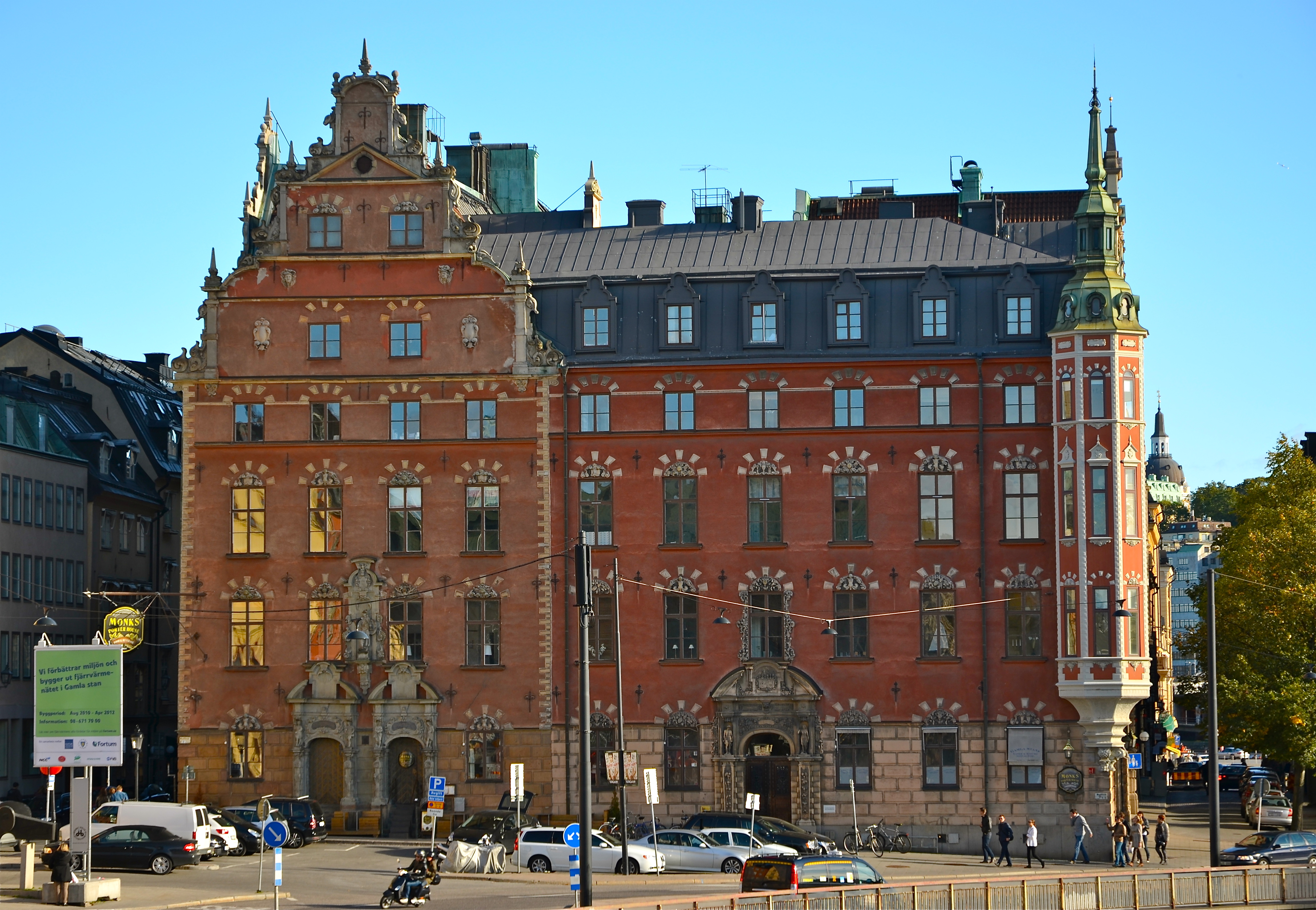
Petersenska huset i Gamla stan i Stockholm.
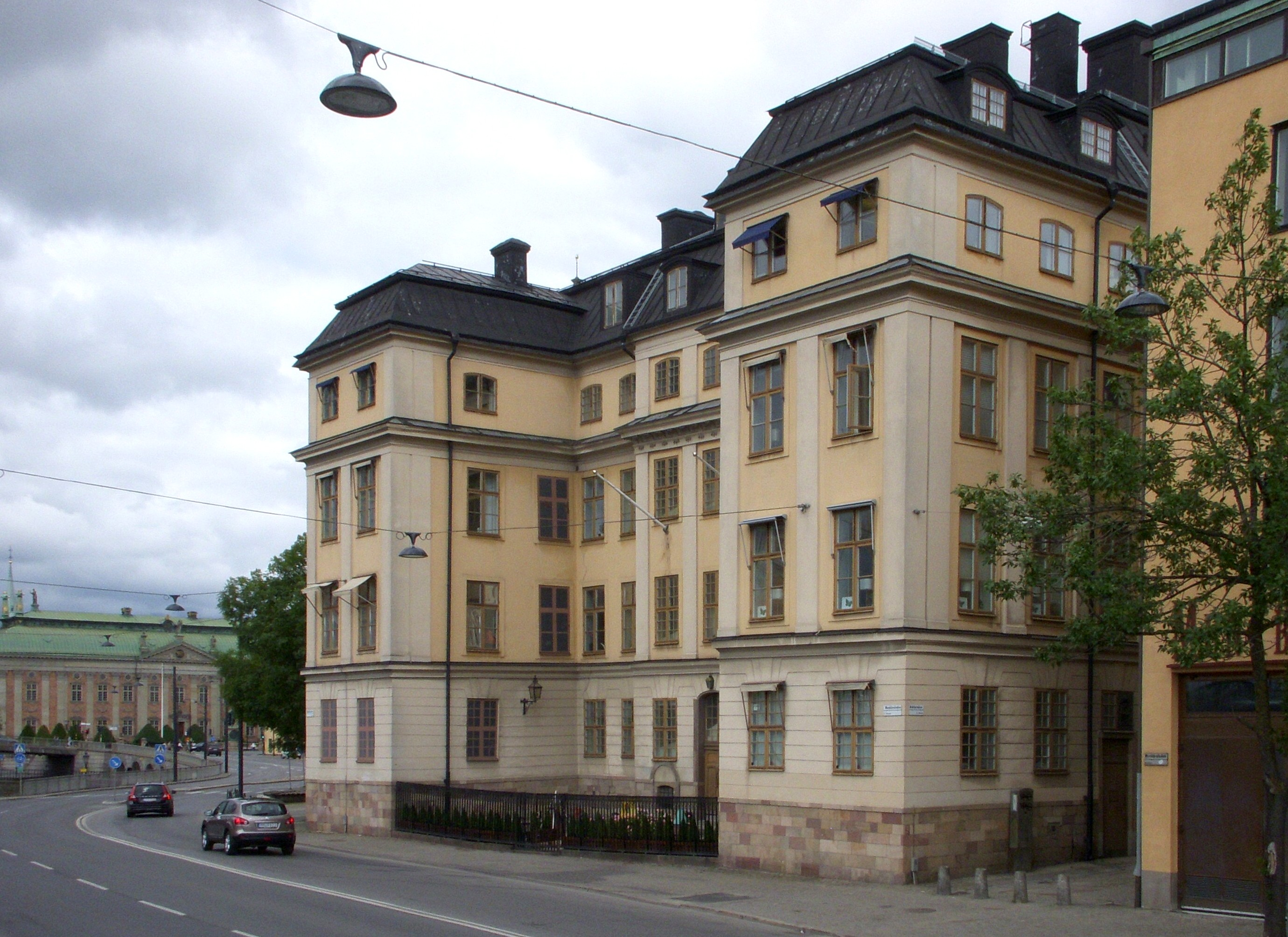
Piperska palatset i Gamla stan i Stockholm.
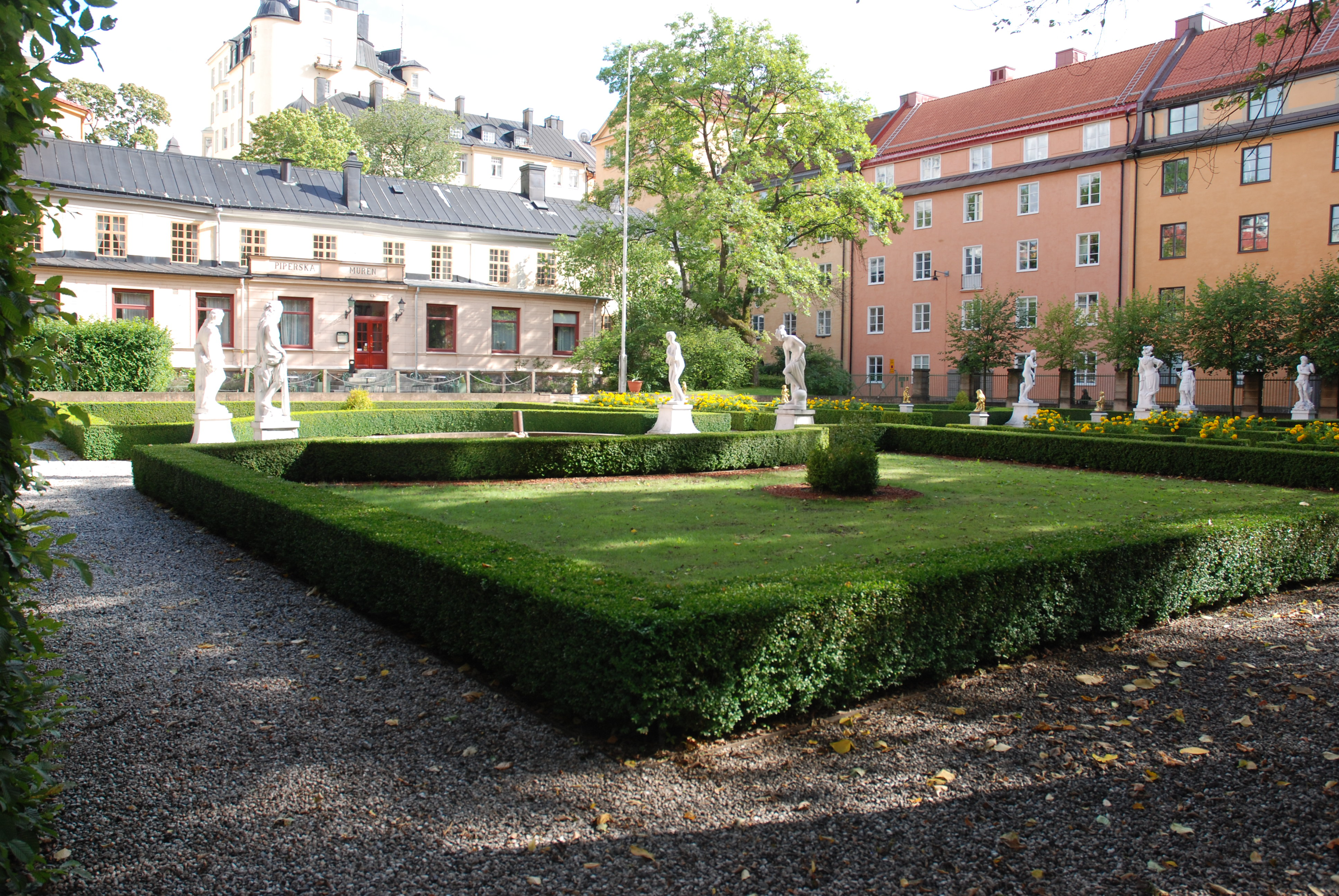
Malmgården Piperska muren och dess barockträdgård på Kungsholmen i Stockholm.
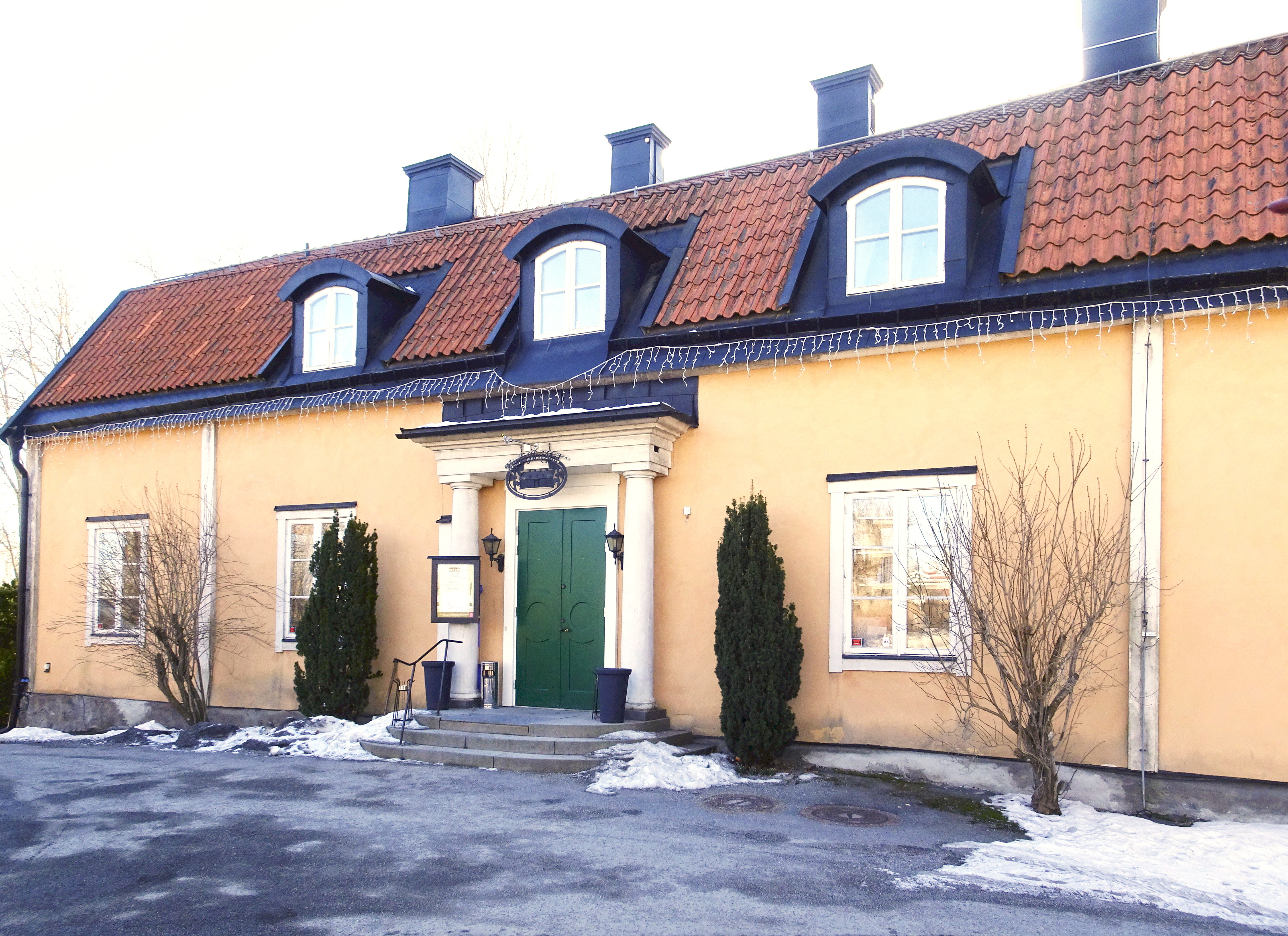
Kumla herrgård i Tyresö socken i Södermanland.
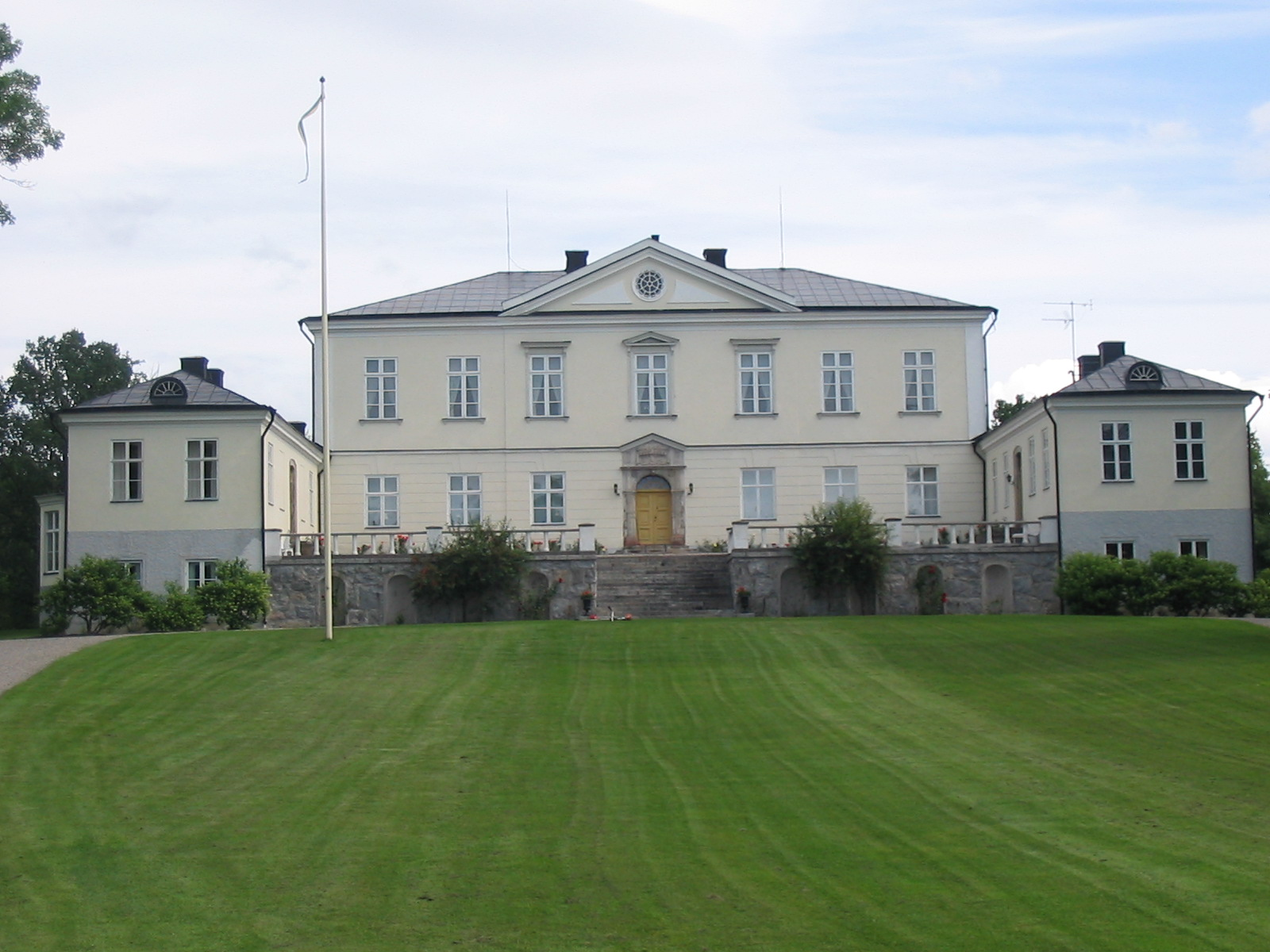
Hässelbyholm i Fogdö socken i Södermanland.
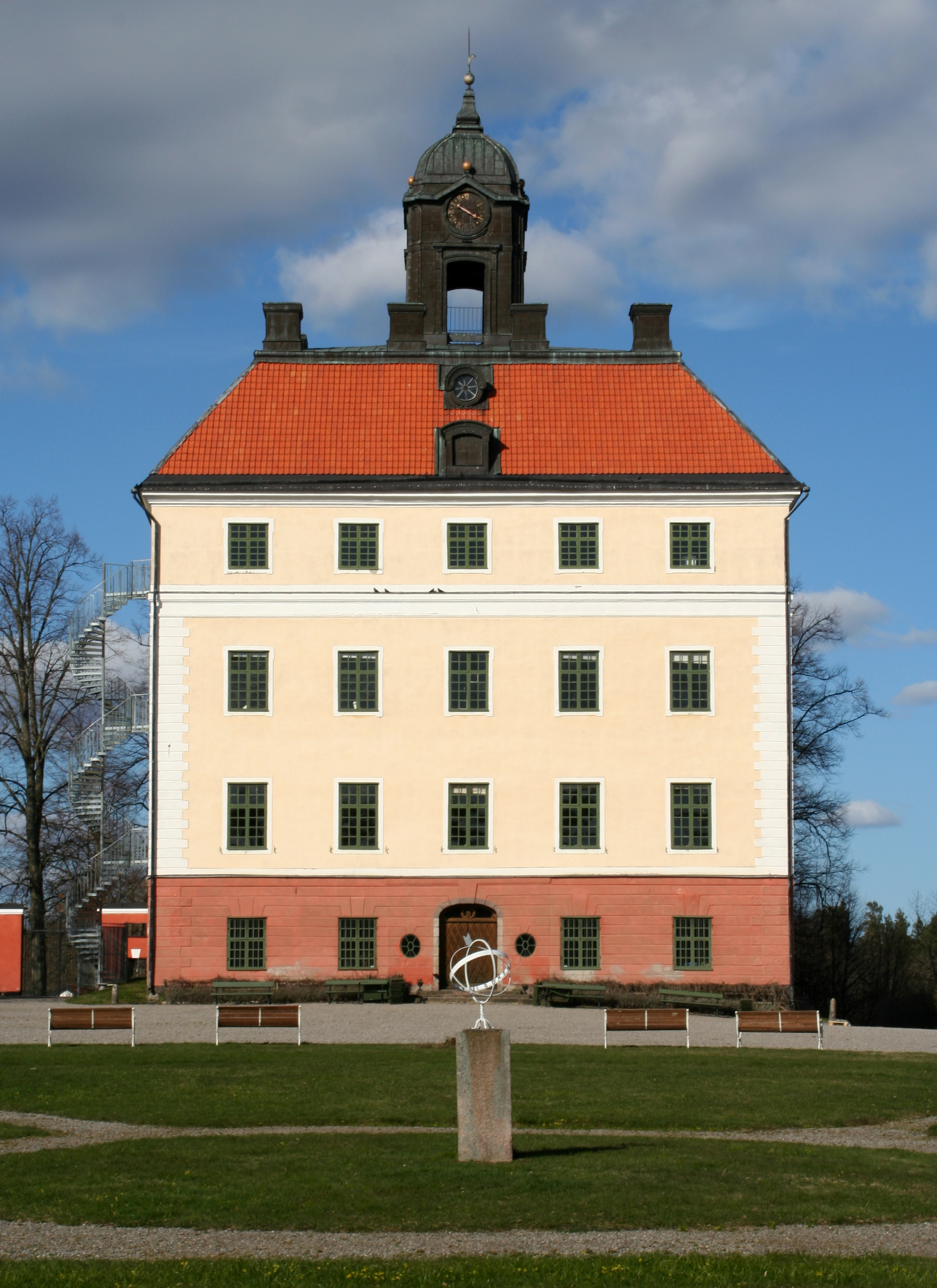
Ängsö slott i Ängsö socken i Västmanland.
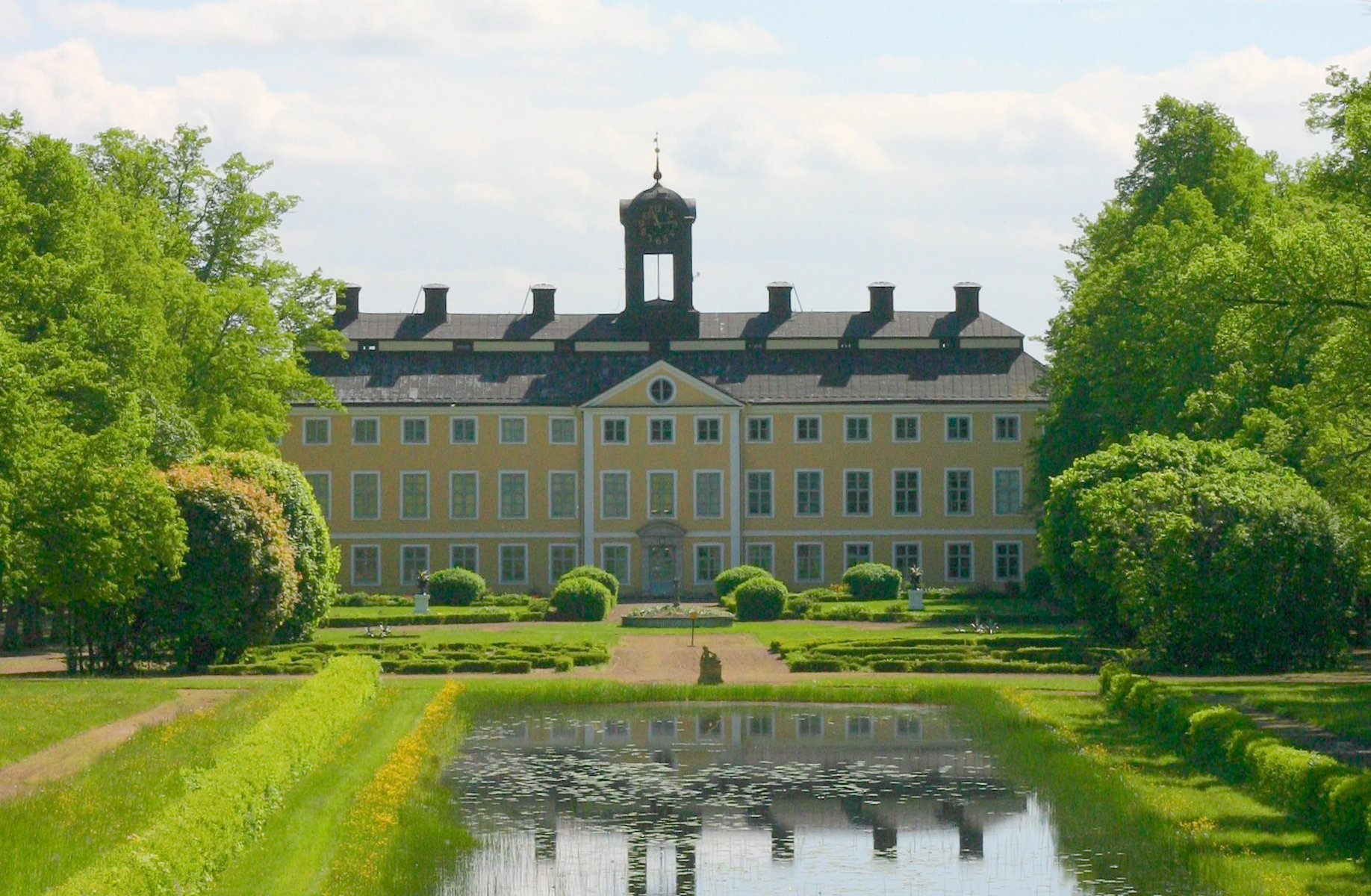
Sturefors slott i Vists socken i Östergötland.
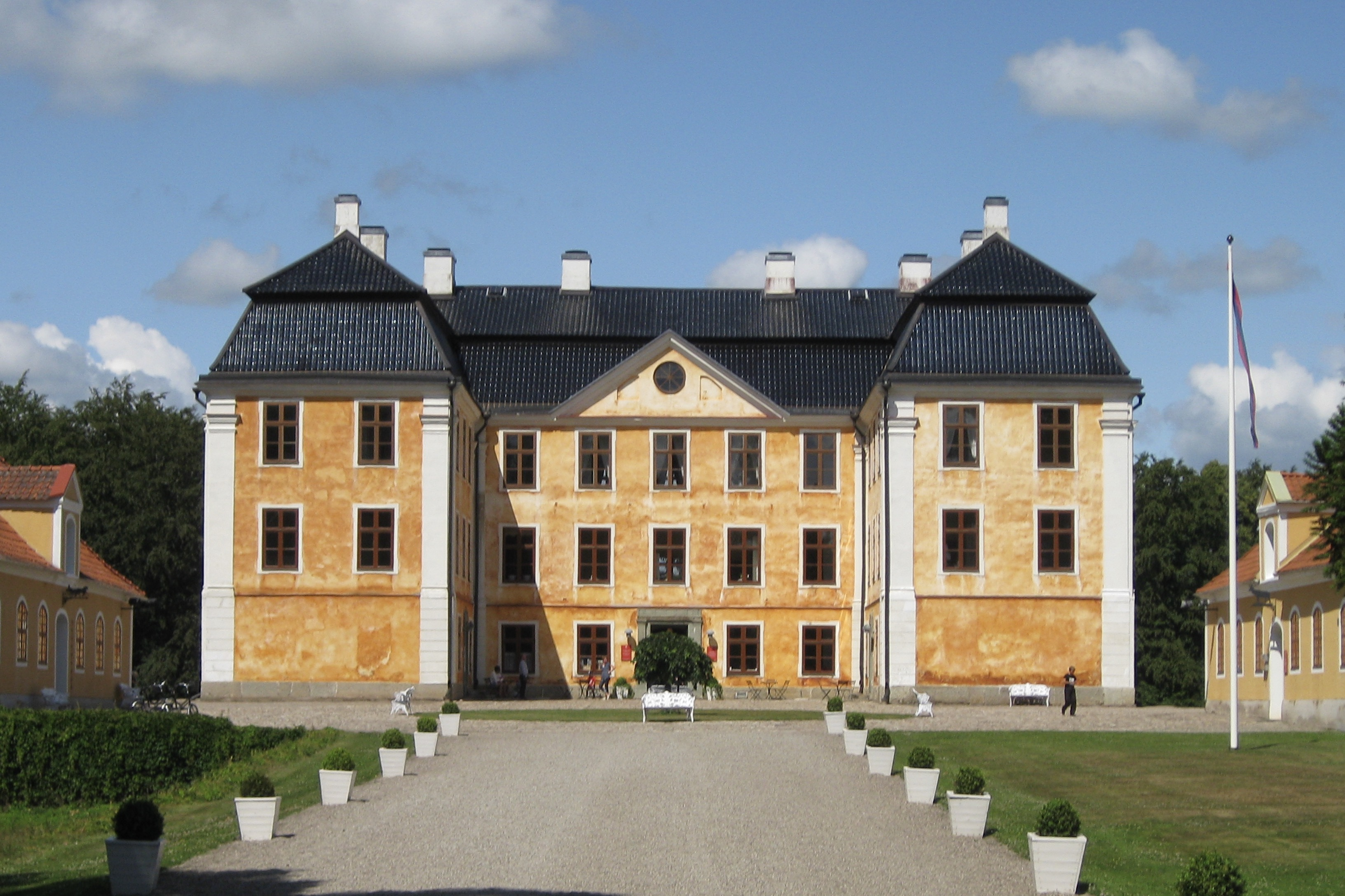
Christinehofs slott i Andrarums socken i Skåne.
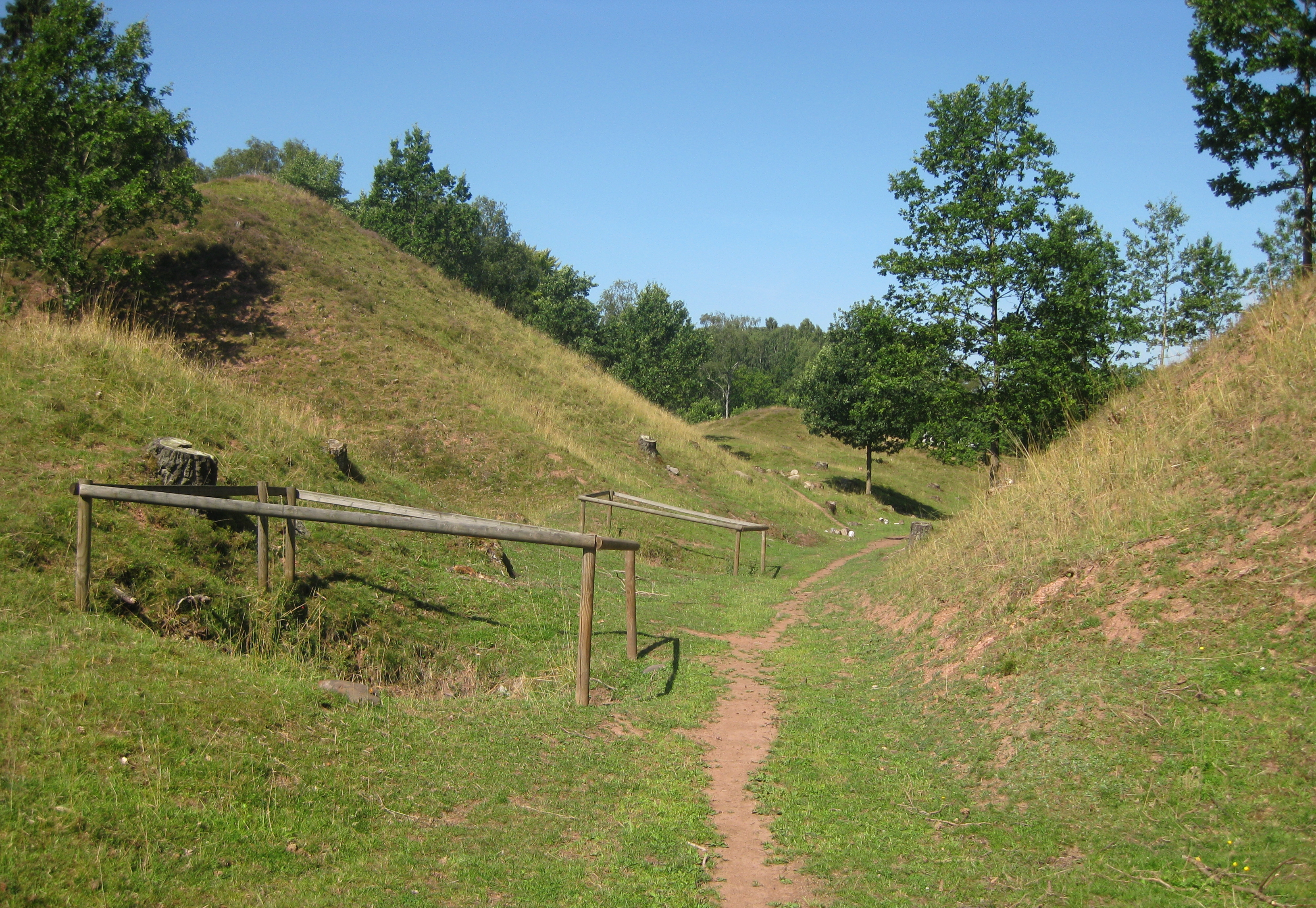
Slagghögar vid Andrarums alunbruk i Skåne.
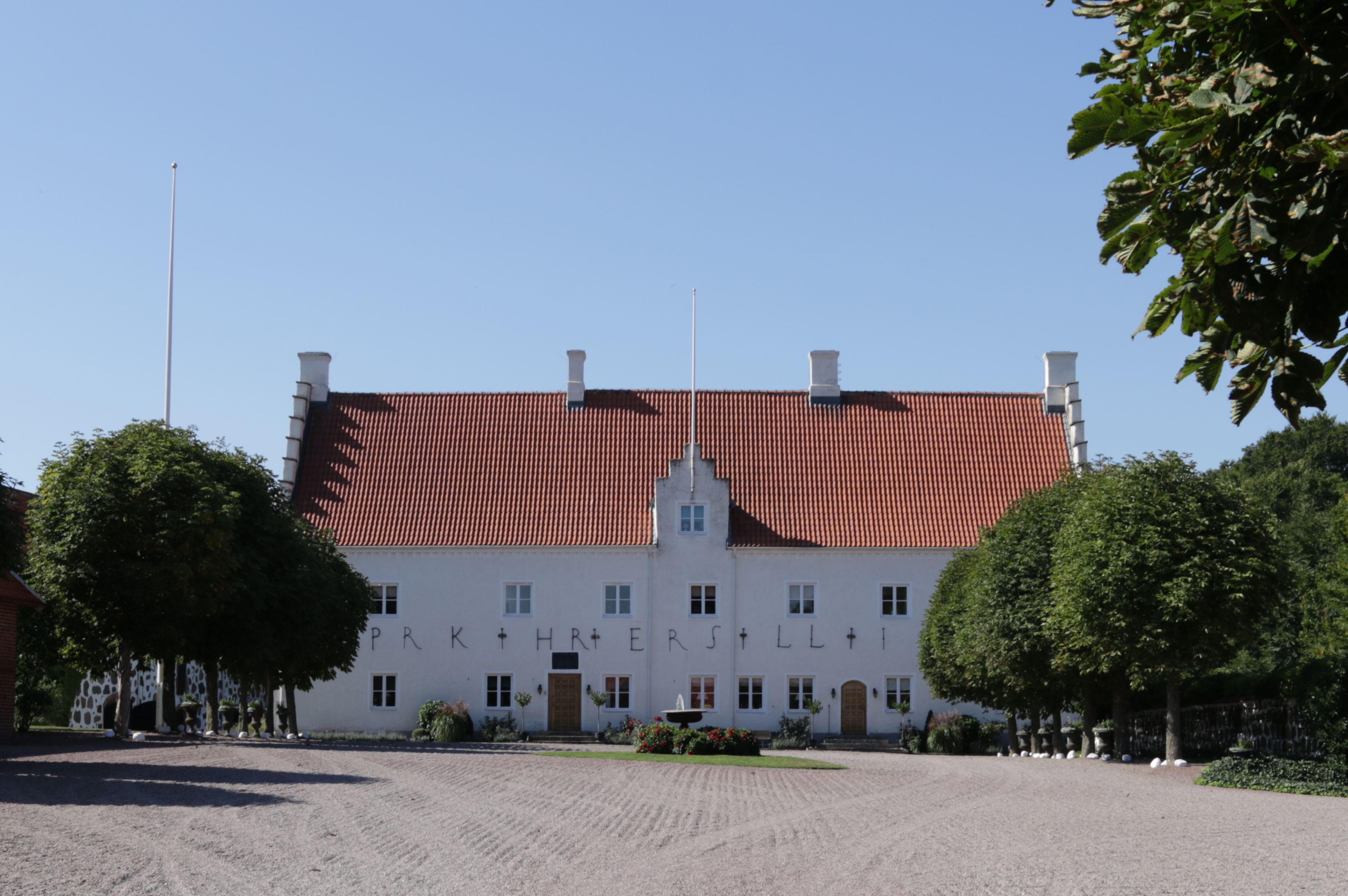
Högestads gods i Högestads socken i Skåne.
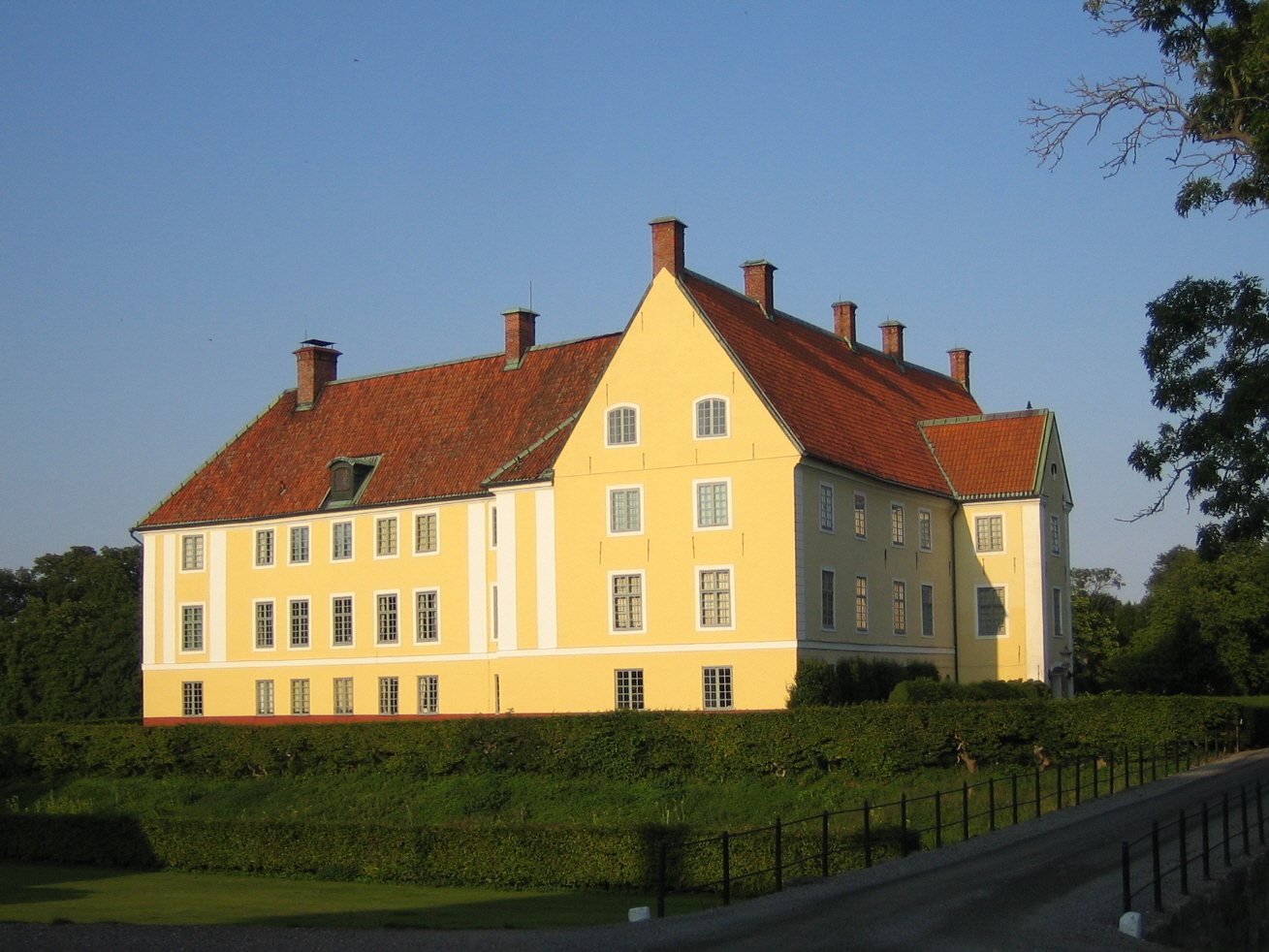
Krageholms slott i Sövestads socken i Skåne.
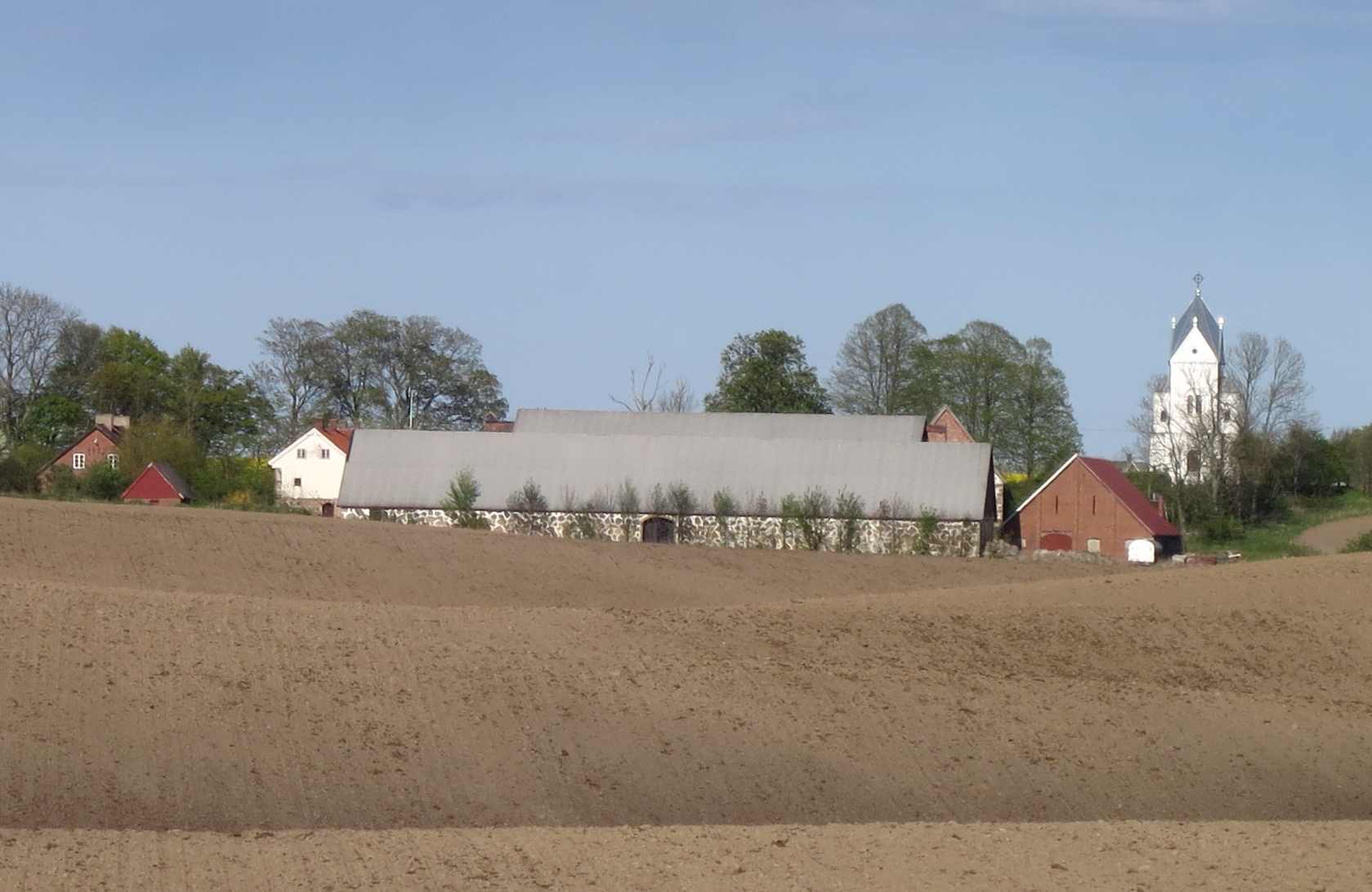
Baldringe gård i Baldringe socken i Skåne.
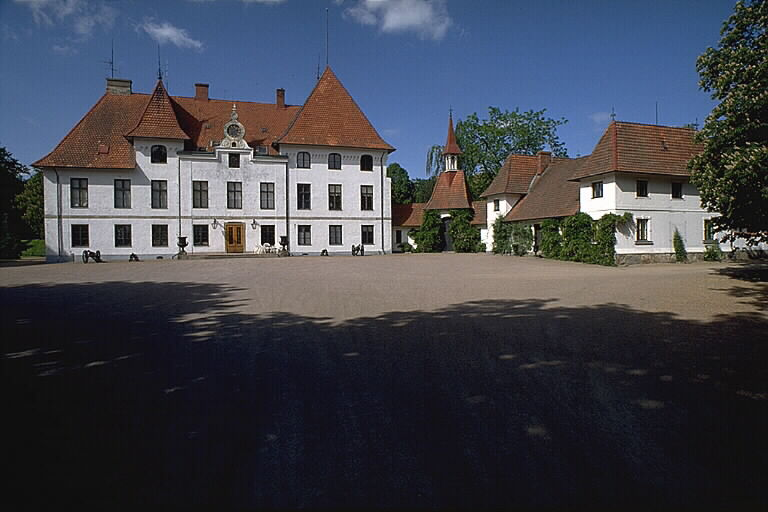
Björnstorps slott i Gödelövs socken i Skåne.
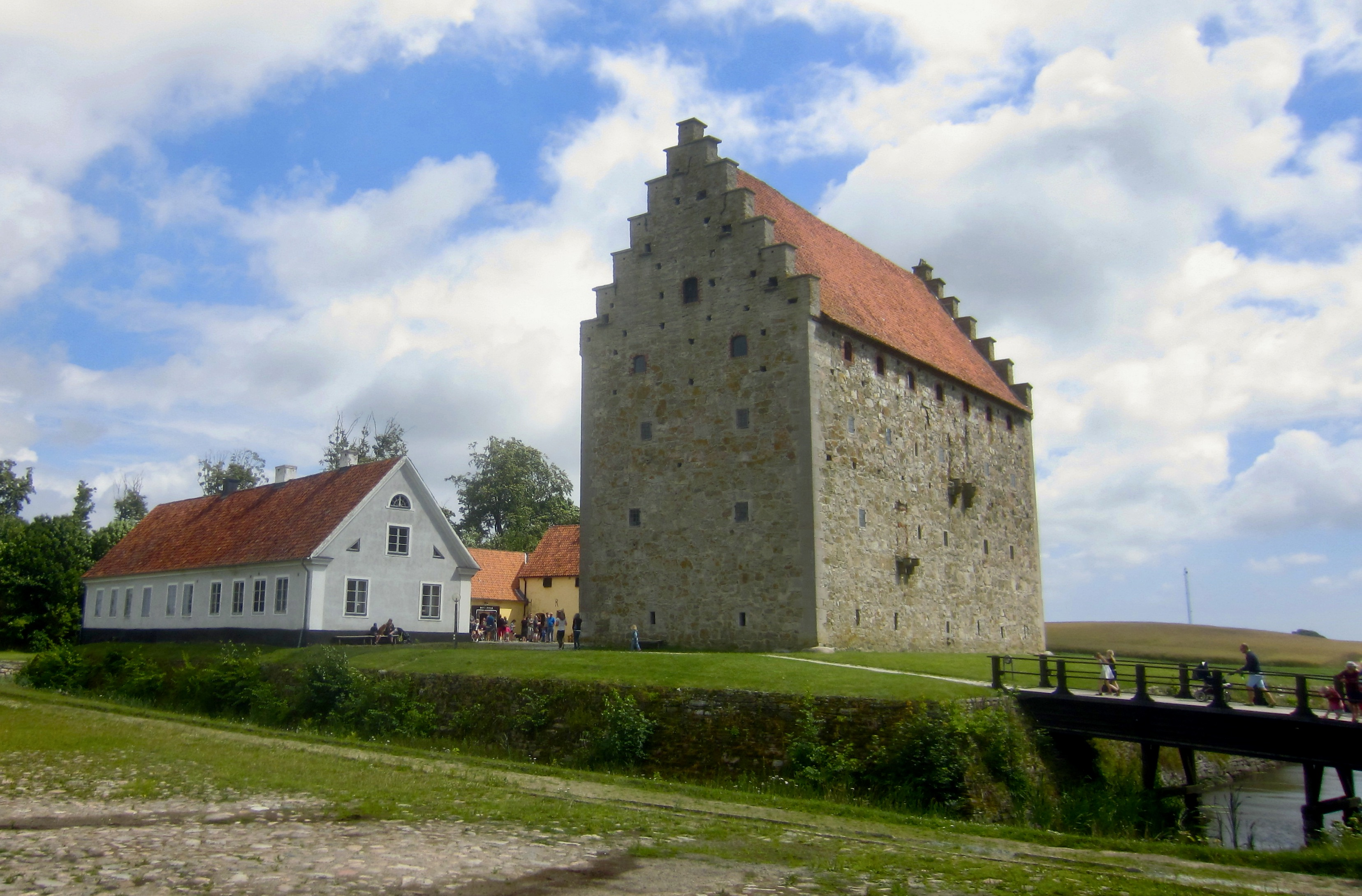
Glimmingehus i Vallby socken i Skåne.
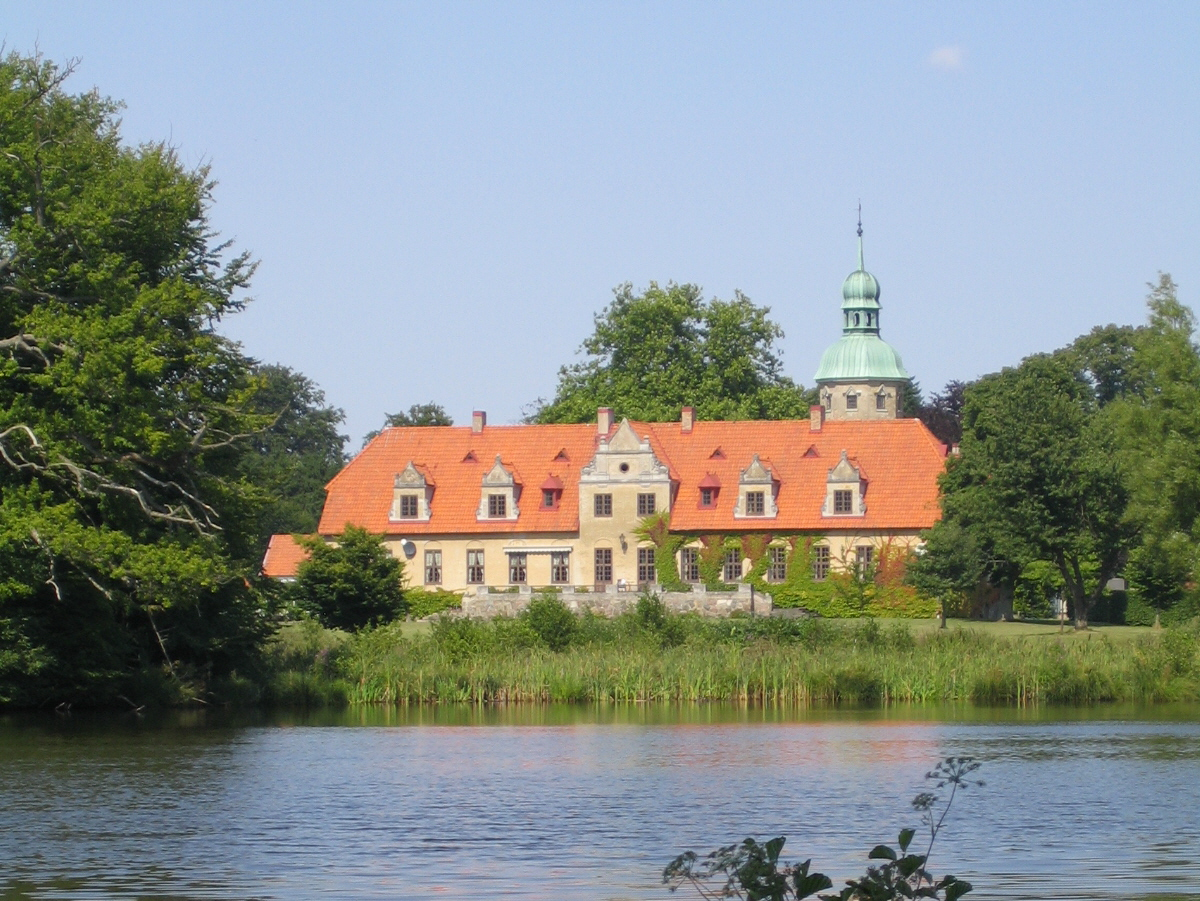
Toppeladugårds slott i Genarps socken i Skåne.
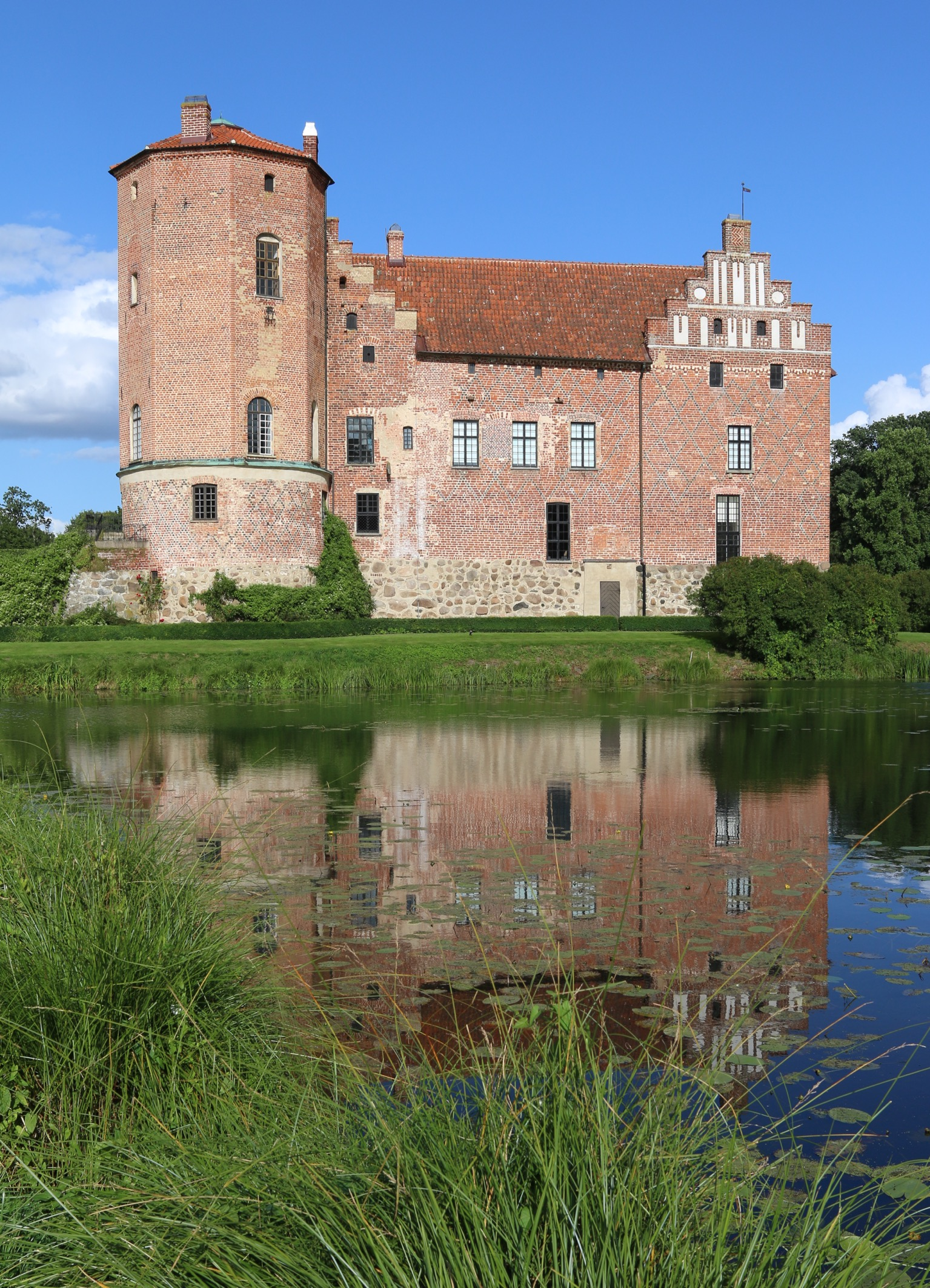
Torups slott i Bara socken i Skåne.